# România după 1989
Istoria României după 1989 a fost marcată de următoarele evenimente importante: concluzionarea revoluției din 1989 cu preluarea puterii de către foștii membrii ai Partidului Comunist Român (PCR) de rang secund și chiar prim rang, conduși de Ion Iliescu și Petre Roman inițial și în principal în Frontul Salvării Naționale (FSN) dar nu numai (e.g., Partidul Socialist al Muncii, PSM pe scurt, în timpul guvernării „patrulaterului roșu”), tranziția de la economia socialistă la economia de piață, integrarea în Uniunea Europeană (UE) și NATO sau gestionarea efectelor Marii Recesiuni precum și lupta împotriva corupției. În istoria recentă a României postdecembriste, alt eveniment important marcant a fost pandemia de COVID-19.

## Tranziția către democrație (1990–2000)
În jur de 1.500 de persoane au murit în luptele de stradă confuze din București, Timișoara și alte orașe, între 16–22 decembrie 1989. Un membru al PCR marginalizat de către Ceaușescu în anii '80, Ion Iliescu s-a impus ca un politician cheie a FSN, care a preluat în București pârghiile administrative ale României și a proclamat restaurarea democrației și a libertății. Partidul Comunist Român (PCR) a fost scos în afara legii, și cele mai nepopulare măsuri ale lui regimului comunist român condus de Ceaușescu au fost anulate. 

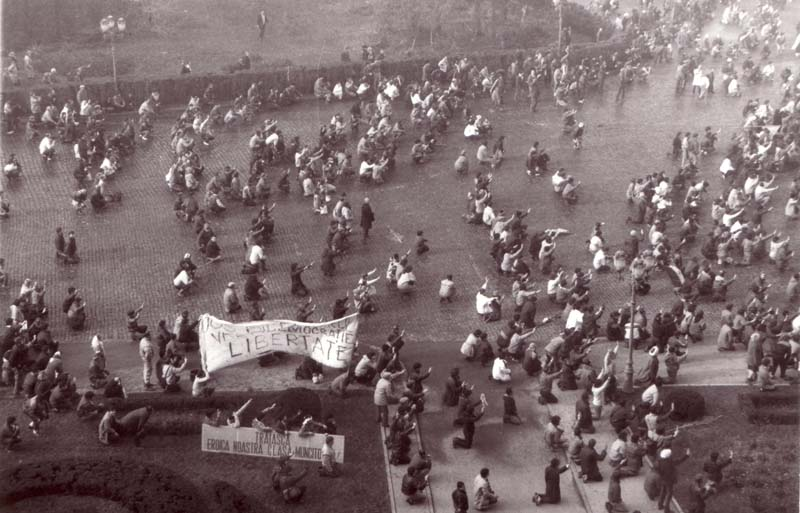
Revoluționari în București
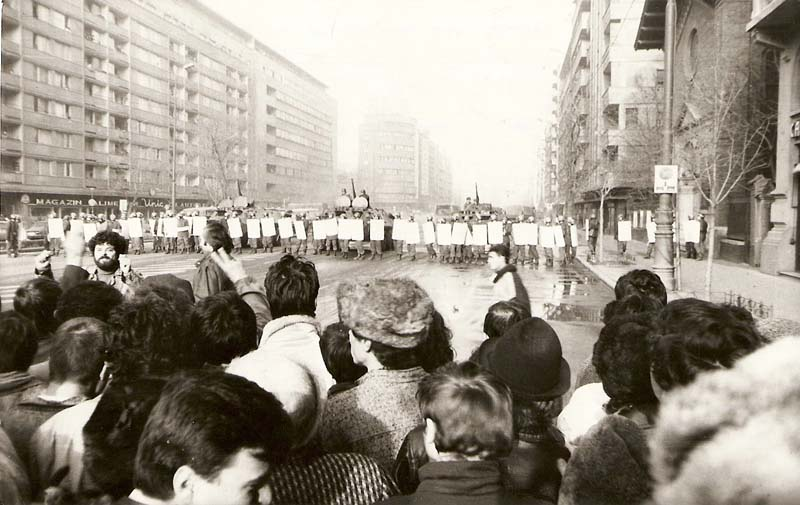
Revoluționari pe bulevardul Magheru din București
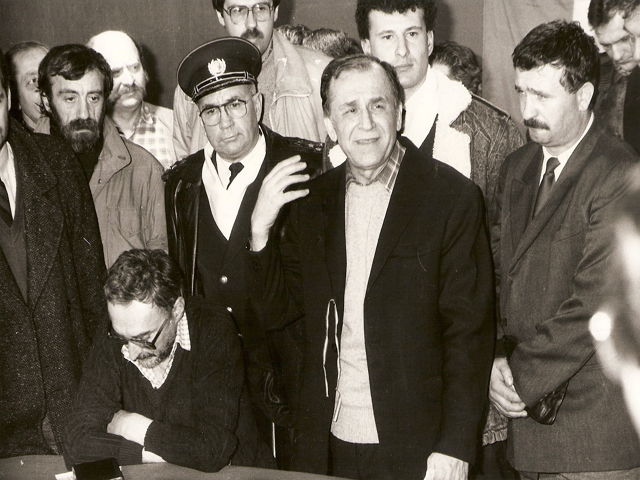
Ion Iliescu în timpul revoluției
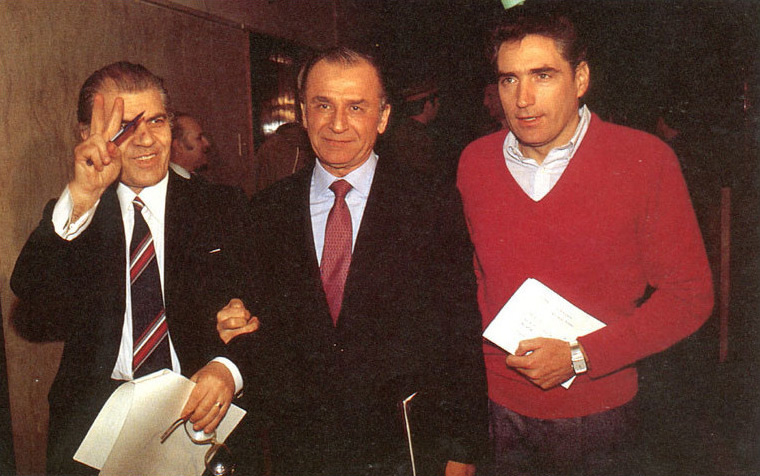
Figuri cheie în Consiliul Frontului Salvării Naționale: Dumitru Mazilu, Ion Iliescu și Petre Roman

### Deceniul pierdut(1990–1999)
Din cauza lentorii reformelor economice și sociale din ultimul deceniu al secolului XX, această perioadă a fost adesea numită deceniul pierdut al României.

#### Primele alegeri:duminica orbului
Alegeri prezidențiale și parlamentare au avut loc pe 20 mai 1990. Concurând cu partidele istorice, Partidul Național Țărănesc Creștin Democrat (PNȚCD) și Partidul Național Liberal (PNL), Iliescu a obținut 85% din totalul voturilor exprimate. FSN a primit astfel, două treimi din locurile din Parlament și prim-ministru a fost desemnat Petre Roman, un profesor universitar, o figură a Revoluției fără trecut politic, acesta inițiind câteva reforme pentru piața liberă.

Alegerile din 20 mai 1990 au fost supranumite „duminica orbului” din cauza votării masive a reprezentanților Frontului Salvării Naționale (FSN), majoritatea fiind foști membri ai Partidului Comunist din România (PCR).

Rezultatele alegerilor parlamentare și prezidențiale din 1990
Împărțirea locurilor din Camera Deputaților; FSN obține 66,3% din vot
Împărțirea locurilor din Senat; FSN obține 67% din vot
Distribuția geografică a voturilor pentru Camera Deputaților
Distribuția geografică a voturilor pentru Senat
Distribuția geografică a voturilor pentru funcția de Președinte al României

#### Conflictul interetnic de la Târgu Mureș
Între 19 martie și 21 martie 1990 la Târgu Mureș a avut loc un conflict violent între membri comunităților române și maghiare, ambele constituind aproximativ jumătate din populația orașului. În urma luptelor de stradă, cinci oameni și-au pierdut viața, sute de oameni au fost răniți, iar conviețuirea interetnică în Târgu Mureș a fost alterată considerabil pentru o perioadă de timp. Aceasta este considerată ca fiind prima coliziune interetnică cu decese din estul post-comunist al Europei.

Conflictul interetnic de la Târgu Mureș este considerat o diversiune ce a avut la bază ideea de propagandă naționalistă că integritatea teritorială a României este în pericol și că Ungaria ar putea re-anexa Transilvania. Acest eveniment a constituit pretextul pentru înființarea Serviciului Român de Informații, care a angajat o mare parte din agenții fostului Departament al Securității Statului.

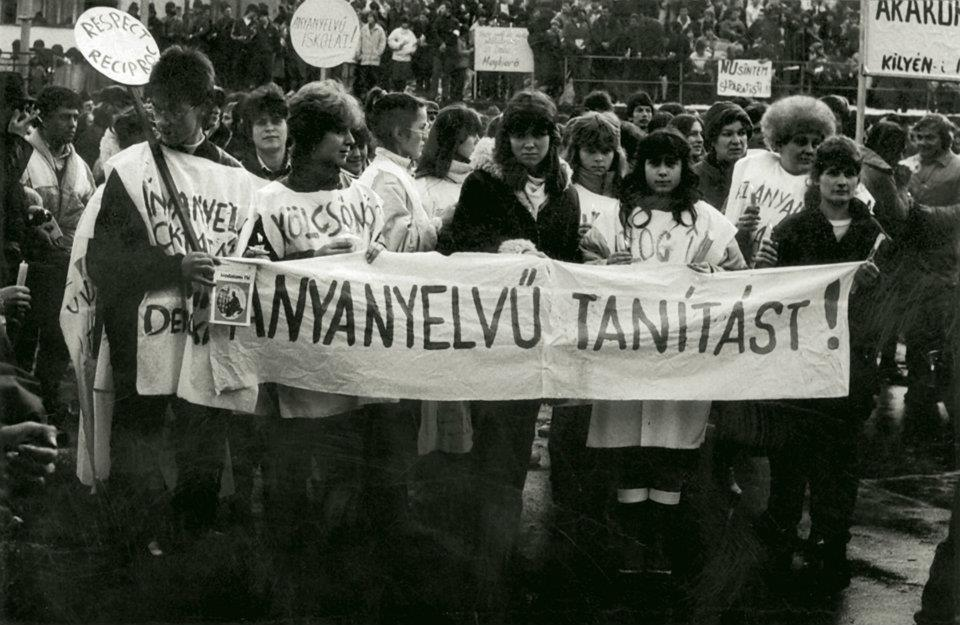
Demonstrații pentru învățământ în limba maternă
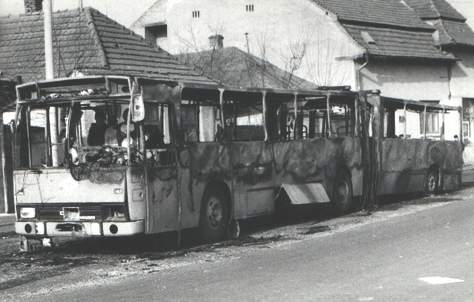
Autobuz incendiat în timpul conflictului
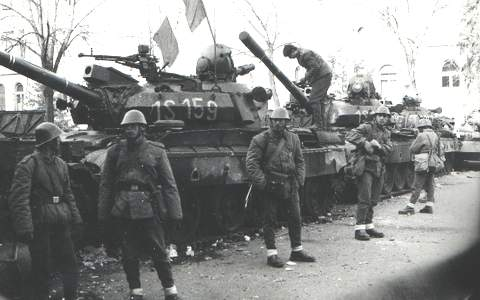
Armata română pe străzile orașului

#### Manifestațiile din Piața Universității și Mineriada din iunie 1990

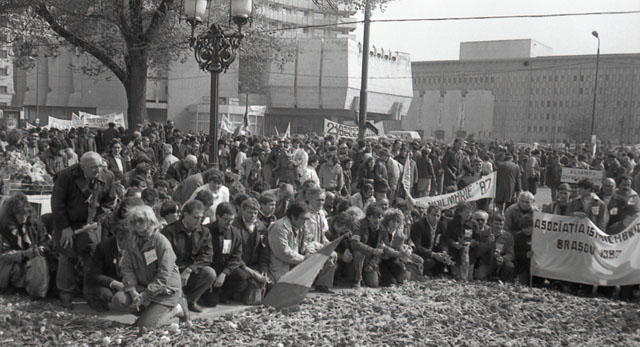
Manifestație anti-comunistă din Piața Universității, București, 1990

Nemulțumiți de menținerea influențelor vechilor structuri din era comunistă, manifestanți anti-comuniști au început să demonstreze în Piața Universității în Aprilie 1990. Apoi, după sosirea minerilor din Valea Jiului în București și dispersarea "golanilor" din Piața Universității în 13-15 iunie 1990, președintele Iliescu le-a mulțumit public acestora, alimentând astfel zvonurile despre implicarea puterii în venirea minerilor în București. Minerii au atacat de asemenea sedii de partid și case ale liderilor opoziției. Guvernul Roman va demisiona în septembrie 1991, atunci când minerii s-au întors în București pentru a cere salarii mai mari și îmbunătățirea condițiilor de muncă. Un tehnocrat, Theodor Stolojan, a fost numit la conducerea unui guvern interimar până la organizarea unor noi alegeri. 

#### Opoziția la Frontul Salvării Naționale
Opoziția era formată din partidele istorice de dinainte de al Doilea Război Mondial care fuseseră reînființate după Revoluția din 1989, anume Partidul Național Țărănesc Creștin Democrat, continuator al Partidului Național-Țărănesc, Partidul Național Liberal și Partidul Social-Democrat Român. Lucrând separat, partidele de opoziție nu puteau constitui o contrapondere reală la FSN, continuatorul direct, sub o fațadă democratică, al Partidului Comunist Român. Astfel, partidele de opoziție s-au coalizat, formând la 26 noiembrie 1991, Convenția Democrată Română pe baza unui protocol semnat de partidele istorice împreună cu Partidul Ecologist Român, Partidul Alianța Civică și Uniunea Democrată a Maghiarilor din România, precum și de alte formațiuni politice și civice.

### Constituția din 1991
Parlamentul supune referendumului o nouă Constituție democratică, aprobată prin referendum național în Decembrie 1991. În martie 1992 cel mai mare partid de până atunci FSN s-a scindat în două partide: unul condus de Ion Iliescu numit Frontul Democrat al Salvării Naționale și celălalt Frontul Salvării Naționale (FSN), condus de Petre Roman.

#### Alegerile din 1992

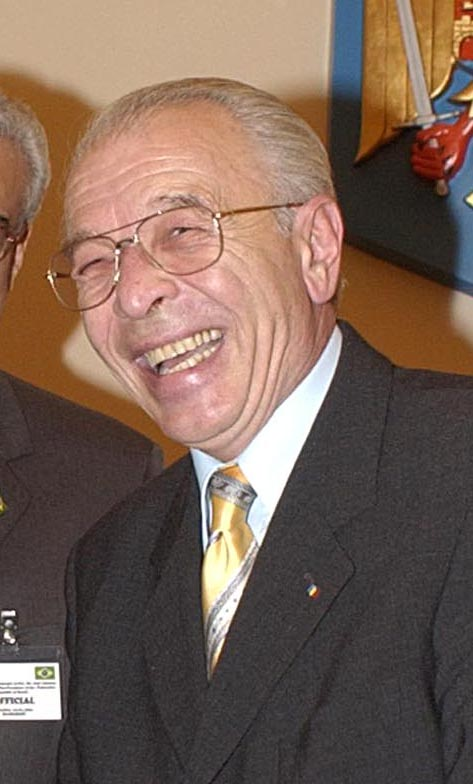
Nicolae Văcăroiu, prim-ministru între 1992 și 1996

Alegerile naționale din septembrie 1992 s-au soldat cu victoria președintelui Iliescu, și a partidului său, FDSN, care a obținut 35%, iar următorul clasat a fost CDR cu 24%. Cu sprijinul parlamentar al noilor partide naționaliste PUNR și PRM, și al foștilor comuniști ce au format partidul PSM, un guvern tehnocrat s-a format în Noiembrie 1992, sub conducerea unui nou prim-ministru, și anume Nicolae Văcăroiu, economist de formație. FSDN-ul devine Partidul Democrației Sociale din România (PDSR) în iulie 1993. Primul-ministru Văcăroiu a guvernat în coaliție cu trei partide minore, care de altfel au și abandonat coaliția până la alegerile din noiembrie 1996.

Rezultatele alegerilor parlamentare și prezidențiale din 1992
Împărțirea locurilor din Camera Deputaților
Împărțirea locurilor din Senat
Distribuția geografică a voturilor pentru funcția de Președinte al României (primul tur)
Distribuția geografică a voturilor pentru funcția de Președinte al României (turul doi)

#### Caritas
În 1993, iritarea iscată de jocul piramidal Caritas a atins un punct de maxim, deși mass media anunța prăbușirea înșelătoriei, depunerile au continuat, dar plățile au fost sistate în octombrie 1993, iar inevitabilul faliment a fost declarat în august 1994. Caritas fusese fondat de Ioan Stoica în Brașov în 1992 dar își mutase sediul ulterior în Cluj-Napoca. Prăbușirea fondului a afectat peste 400.000 de deponenți, care au investit în schema piramidală peste 1.257 de miliarde de lei (33% din masa monetară a României).

#### Începerea integrării europene
În această perioadă România a primit statutul de membru asociat al Uniunii Europene la data de 9 mai 1994, în anul următor la 22 iunie se depune candidatura pentru aderarea la UE. Tot în 1995 Emil Constantinescu face cunoscută platforma politică a CDR, denumită Contractul cu România. Principala promisiunea conținută de acesta era că în 200 de zile de la venirea la guvernare, CDR va adopta un set de reforme și legi care vor îmbunătăți rapid viața oamenilor.

#### Alegerile din 1996
Emil Constantinescu, reprezentând Convenția Democrată Română (CDR) a învins președintele în exercițiu, Ion Iliescu, în cel de-al doilea tur al alegerilor, înlocuind-ul astfel la conducerea statului. PDSR-ul, deși a câștigat cel mai mare număr de locuri în Parlament, a pierdut totuși puterea pentru că partidele constituente a CDR și-au unit forțele cu Partidul Democrat, Partidul Național Liberal, și Uniunea Democrată Maghiară din România (UDMR) pentru a forma o coaliție de centru care să formeze o majoritate de 60% și să conducă astfel țara.

Rezultatele alegerilor parlamentare și prezidențiale din 1996
Împărțirea locurilor din Camera Deputaților
Împărțirea locurilor din Senat
Distribuția geografică a voturilor pentru funcția de Președinte al României (primul tur)
Distribuția geografică a voturilor pentru funcția de Președinte al României (turul doi)

#### Guvernarea coaliției de dreapta

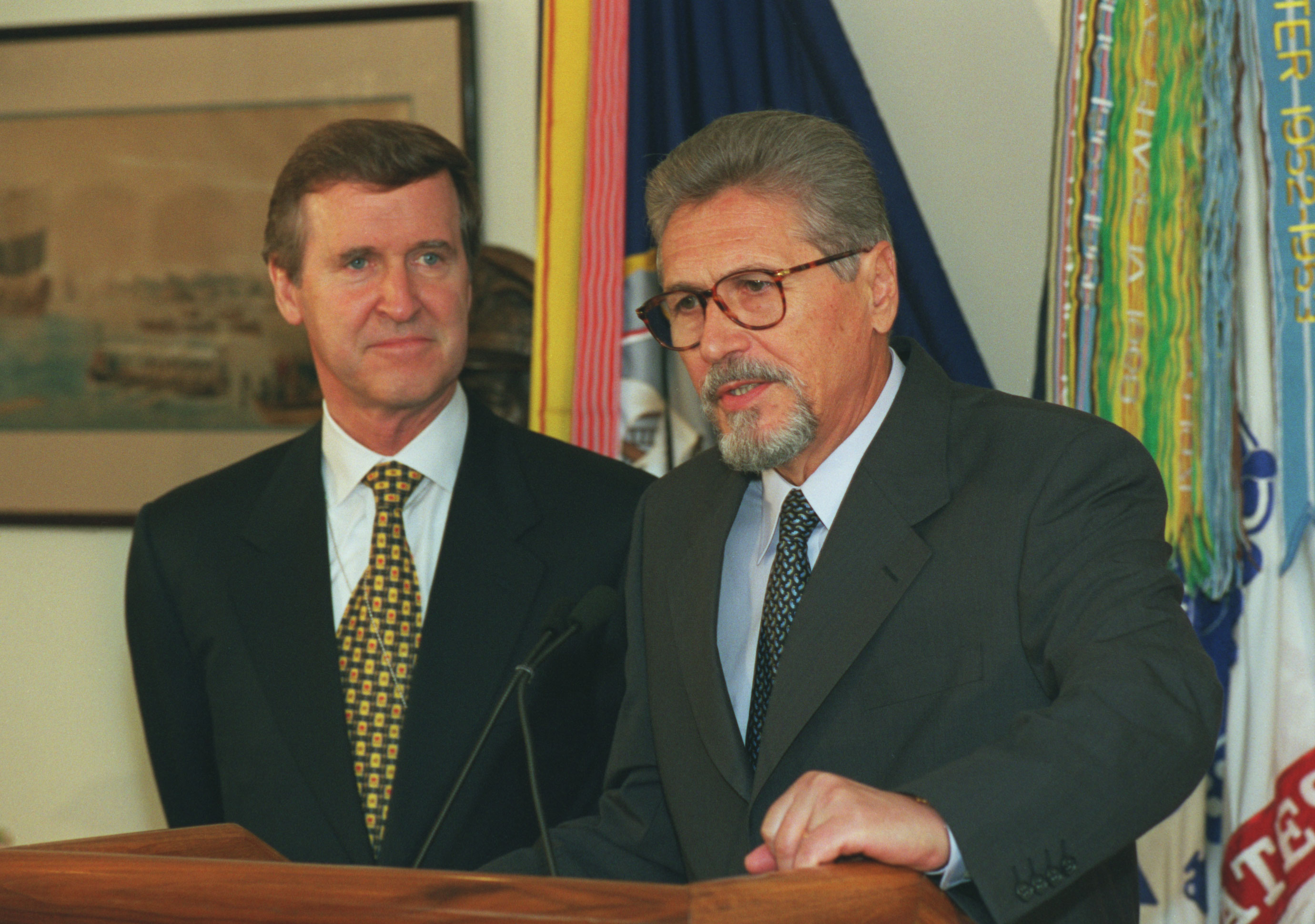
Emil Constantinescu

Victor Ciorbea a fost numit Prim-ministru, punându-se și bazele aderării la NATO și UE. Ciorbea rămâne la conducerea Guvernului până în martie 1998, când a fost înlocuit de Radu Vasile. Reprezentând unul din partidele istorice (PNȚCD), Radu Vasile se va confrunta cu una din cele mai importante crize de subminare a autorității statale a României, în urma manifestațiilor minerilor conduși de Miron Cozma.
Mai apoi în urma unor neînțelegeri în coaliție, în urma cărora reforma a bătut pasul pe loc, Radu Vasile a fost și el înlocuit de Mugur Isărescu, un tehnocrat care era și guvernatorul Băncii Naționale, în timpul căruia s-a înregistrat prima creștere economică de după revoluție. 

În timpul acestei guvernări s-au făcut numeroase reforme, dar dezvoltarea României a fost mult sub așteptări în principal datorită tergiversării reformelor din cauza neînțelegerilor din coaliție, formată din multe partide.

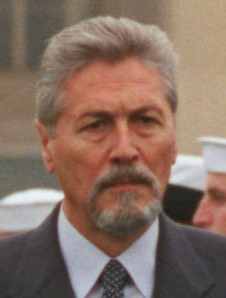
Președintele Emil Constantinescu
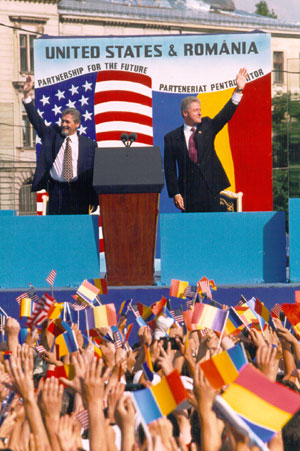
Bill Clinton în România, alături de Emil Constantinescu
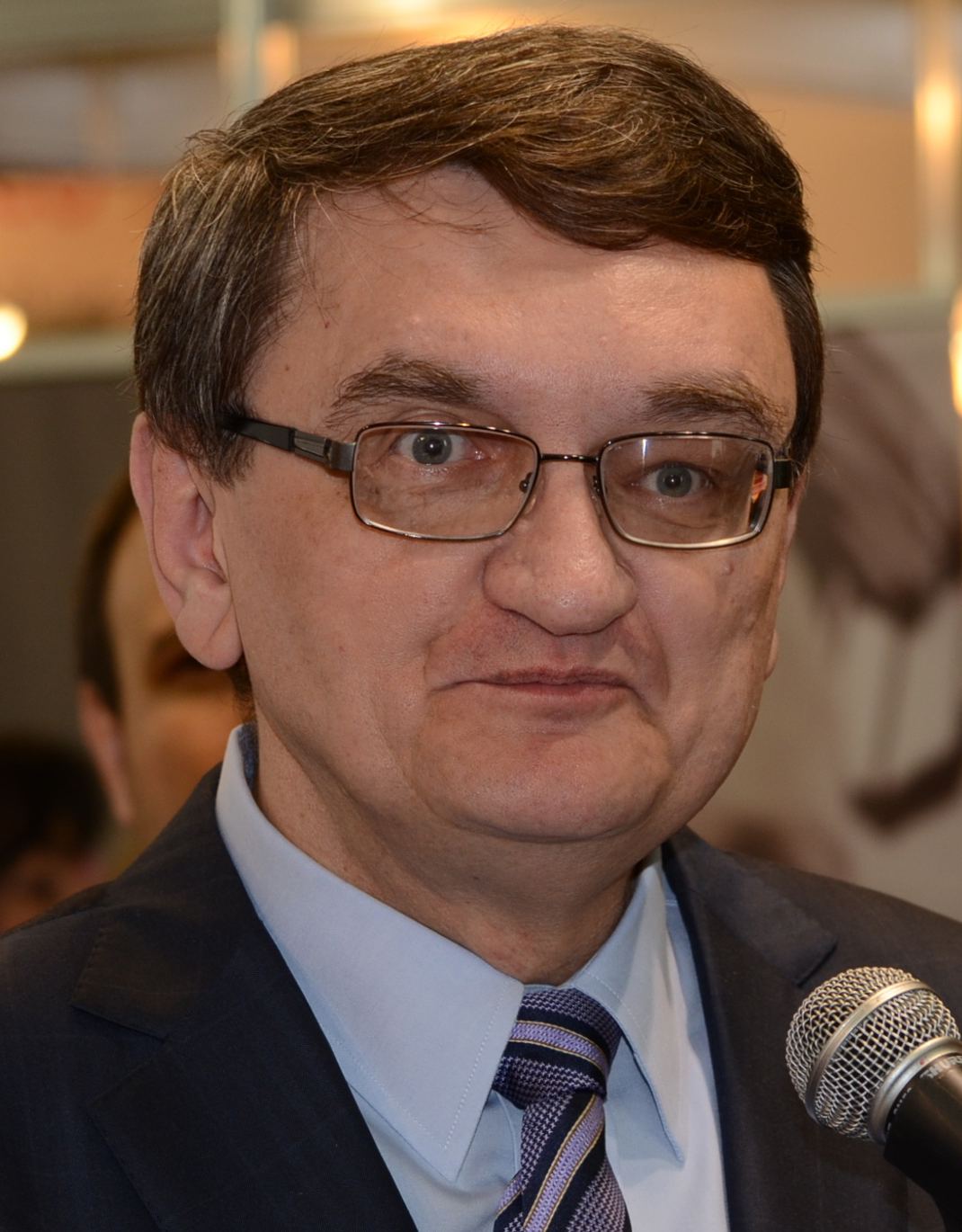
Victor Ciorbea, prim-ministru între decembrie 1996 și martie 1998
Radu Vasile, prim-ministru între aprilie 1998 și decembrie 1999
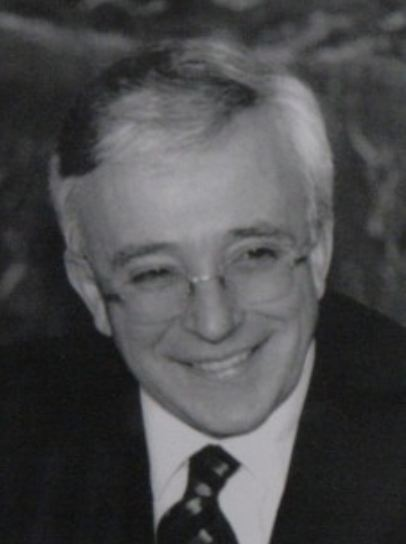
Mugur Isărescu, guvernatorul BNR din 1990 și prim-ministru în 2000

#### Alegerile din 2000
În alegerile din 2000, coaliția plătește prețul tărăgănărilor în aplicarea reformelor și numeroaselor certuri din sânul coaliției și pierde în fața lui Ion Iliescu și a partidului său PSD.

Rezultatele alegerilor parlamentare și prezidențiale din 2000
Împărțirea locurilor din Camera Deputaților
Împărțirea locurilor din Senat
Distribuția geografică a voturilor pentru funcția de Președinte al României (primul tur)
Distribuția geografică a voturilor pentru funcția de Președinte al României (turul doi)

## Integrarea euro-atlantică a României (2000–2010)

#### Guvernul Adrian Năstase
Primul ministru a fost numit Adrian Năstase, iar guvernarea PSD, deși a dus la integrarea României în NATO și a încheiat negocierile pentru integrarea în Uniunea Europeană, a suferit din cauza numeroaselor scandaluri de corupție. Uniunea Europeană și-a declarat sprijinul pentru aderarea în 2007 a României la structurile sale, dar a și condiționat aderarea de numeroase reforme în economie și în justiție.

#### Alegerile din 2004
La scrutinul din 28 noiembrie 2004, candidatul PSD la președinția României, Adrian Năstase, a obținut un număr de 4.278.864 de voturi (40.94%) în timp ce principalul contracandidat, Traian Băsescu, susținut de Alianța D.A. a fost votat de 3.545.236 de alegători (33.92%). La cel de-al doilea scrutin, din 12 decembrie 2004, locurile s-au inversat. Traian Băsescu a obținut 5.126.794 de voturi (51.23%) iar Adrian Năstase a fost votat de 4.881.520 de cetățeni români cu drept de vot.

Rezultatele alegerilor locale, parlamentare și prezidențiale din 2004
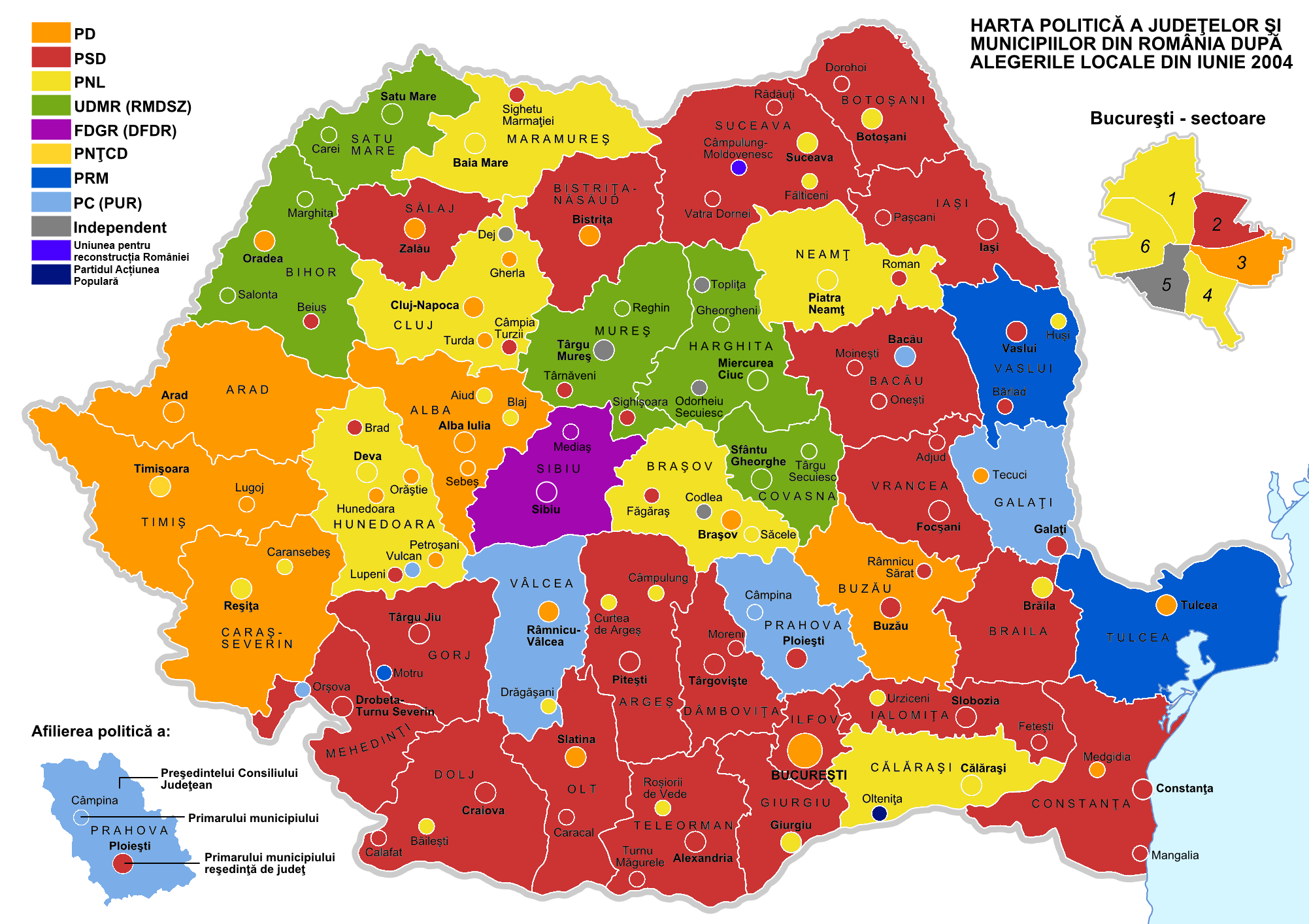
Apartenența politică a președinților de consilii județene și a primarilor municipiilor
Împărțirea locurilor din Camera Deputaților
Împărțirea locurilor din Senat
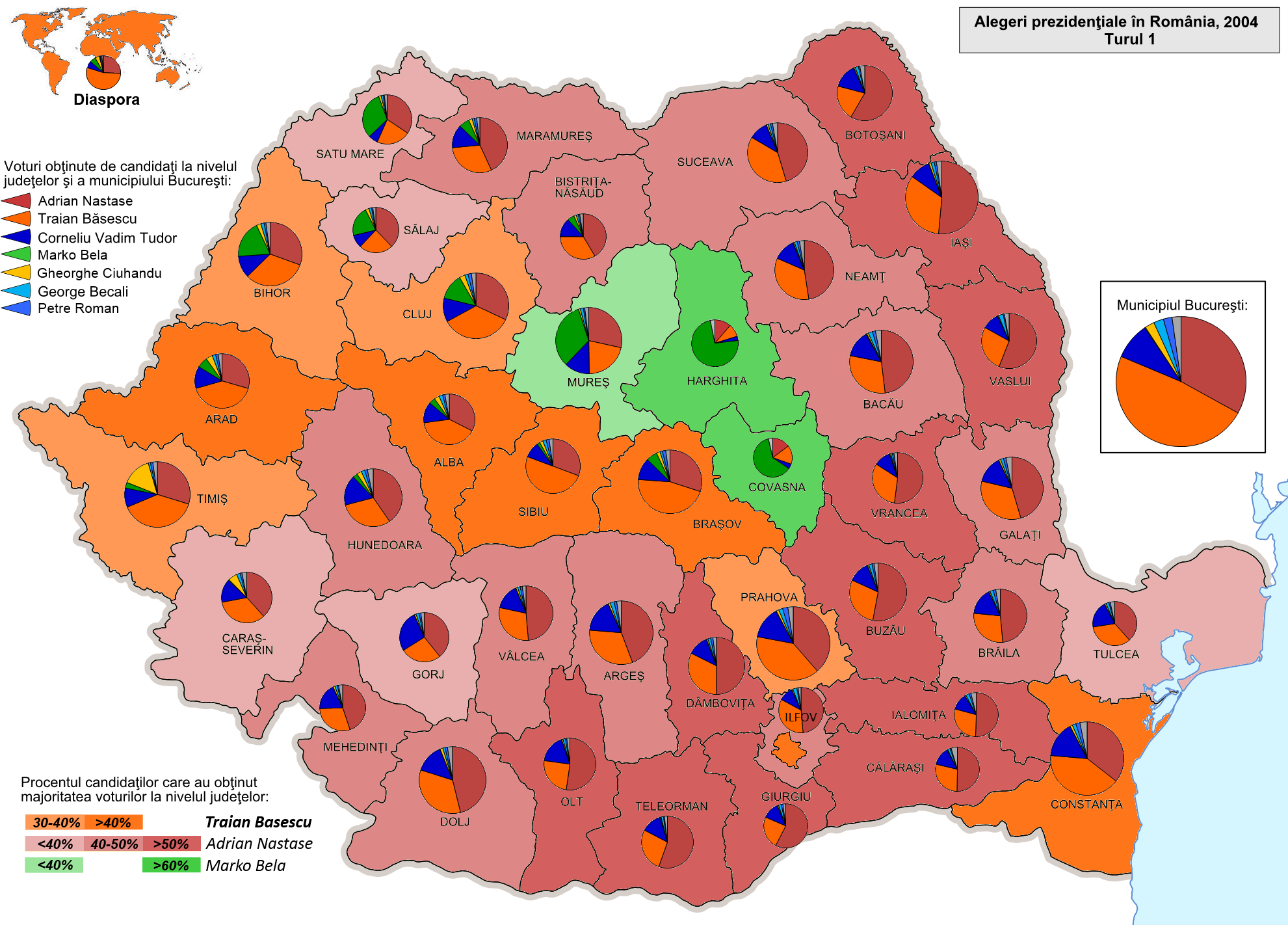
Distribuția geografică a voturilor pentru funcția de Președinte al României (primul tur)

#### Guvernarea Alianței DA

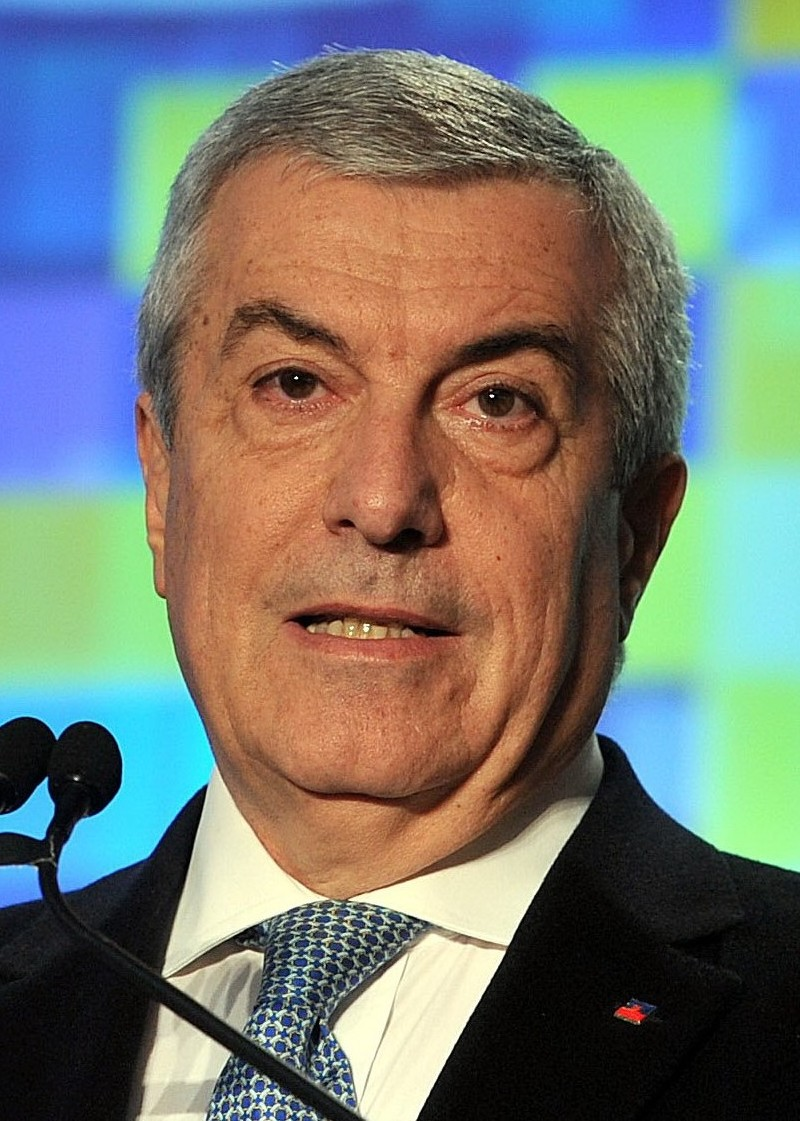
Călin Popescu-Tăriceanu

Călin Popescu-Tăriceanu a fost prim ministru al României între 2004 și 2007.

#### Aderarea la Uniunea Europeană
La 1 ianuarie 2007 România împreună cu Bulgaria intră în Uniunea Europeană și devine membră al acestei organizații.

#### Guvernul minoritar PNL
Disputele dintre prim-ministrul PNL și președinte au dus, în cele din urmă, la excluderea miniștrilor PD din guvern. PNL și UDMR au format un guvern minoritar, cu sprijin intermitent în Parlament de la PSD. Deoarece conflictul dintre președinte și partidele parlamentare a continuat, în luna mai 2007 PC (fostul PUR), PNL, PSD, și UDMR au votat pentru suspendarea lui Băsescu, acesta fiind acuzat de încălcări ale constituției. Nicolae Văcăroiu, președintele Senatului, a devenit președinte interimar. La referendumul pentru demiterea președintelui din 19 mai 2007 s-a înregistrat o prezență la vot 44,45%, iar aproximativ 75% s-au opus demiterii președintelui Băsescu, acesta fiind reinstalat în funcție. Relația dintre președinte și partidele parlamentare, altele decât PDL, a rămas tensionată pentru următorii 2 ani. 
Aderarea la UE, bula speculativă din domeniul imobiliar, creșterea consumului din import precum și investițiile străine, favorizate de costul redus al capitalului, au menținut economia românească pe tendința ascendentă căpătată în timpul guvernului Năstase.

#### Alegerile din 2008
La sfârșitul anului 2008 guvernul PNL a pierdut alegerile legislative, în timp ce PSD și PDL au câștigat aproximativ același număr de locuri. O coaliție incomodă a fost înființată de cele două parți, cu președintele PDL, Emil Boc ca prim-ministru. 

Rezultatele alegerilor locale și parlamentare din 2008
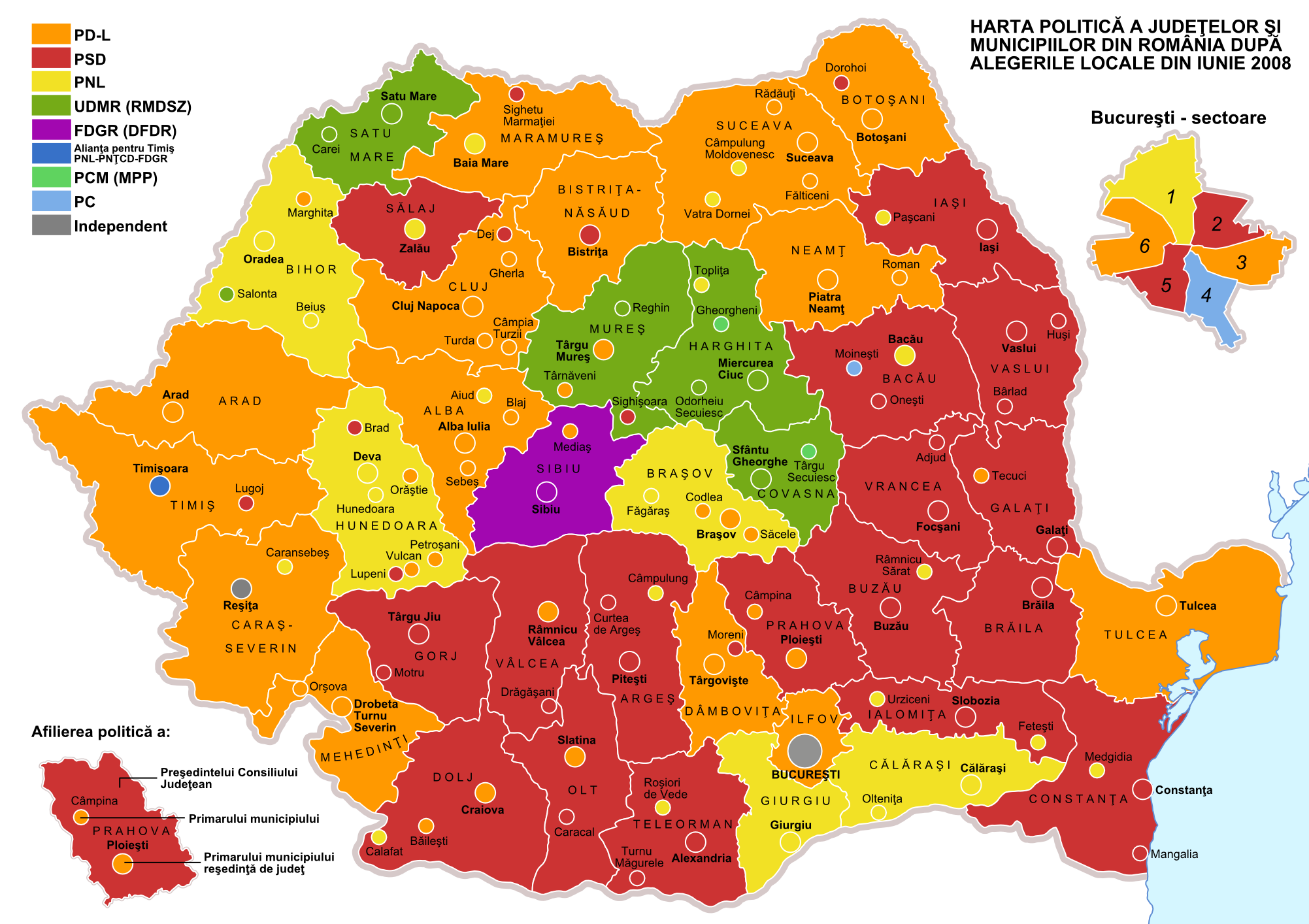
Apartenența politică a președinților de consilii județene și a primarilor municipiilor
Împărțirea locurilor din Camera Deputaților
Împărțirea locurilor din Senat
Apartenența politică a deputaților din fiecare circumscripție
Apartenența politică a senatorilor din fiecare circumscripție

### Urmările crizei economice globale și lupta împotriva corupției (2009–2016)

#### Guvernarea PDL
Scandalurile au izbucnit imediat, la Ministerul Internelor perindându-se mai mulți membrii PSD pe fondul acuzațiilor de corupție. Ministrul Tineretului și Sportului, din partea PDL, Monica Iacob Ridzi a fost obligată să demisioneze după ce o comisie parlamentară a acuzat-o de deturnare de bani publici spre campania pentru Parlamentul European a Elenei Băsescu, fiica președintelui. Acuzația de gestionarea incorectă de fonduri a apărut, de asemenea, și împotriva ministrului PDL al turismului, Elena Udrea, o aliată apropiată a președintelui. 
În toamna anului 2009, înaintea campaniei electorale pentru alegerile prezidențiale, PSD-ul a acuzat PDL-ul că planifică fraudarea alegerilor în favoarea lui Traian Băsescu. Ca urmare, Emil Boc l-a expulzat pe Dan Nica, ministrul PSD de Interne din guvern, iar PSD a părăsit coaliția în semn de protest. La puțin timp după aceea Parlamentul a aprobat o moțiune de cenzură și a demis guvernul PDL. Parlamentul a respins prin vot două guverne PDL, propuse de Traian Băsescu, și a insistat pentru crearea unui guvern PSD-PNL-UDMR, condus de Klaus Iohannis, membru FDGR, propunere refuzată de către Băsescu. 

#### Alegerile prezidențiale din 2009
În al doilea tur de scrutin al alegerilor prezidențiale s-au calificat candidatul PSD Mircea Geoană și președintele în exercițiu Traian Băsescu, ultimul câștigând un nou mandat cu 50,33% din voturi. Partidul Social Democrat a contestat rezultatul alegerilor, reclamând fraude electorale, dar Curtea Constituțională, după ce a cerut renumărarea voturilor anulate, a validat rezultatul alegerilor.. Emil Boc a fost repus în funcția de prim-ministru într-un guvern PDL-UDMR, ce a trecut cu ajutorul unor grupuri desprinse din PSD și PNL.

Rezultatele alegerilor prezidențiale din 2009
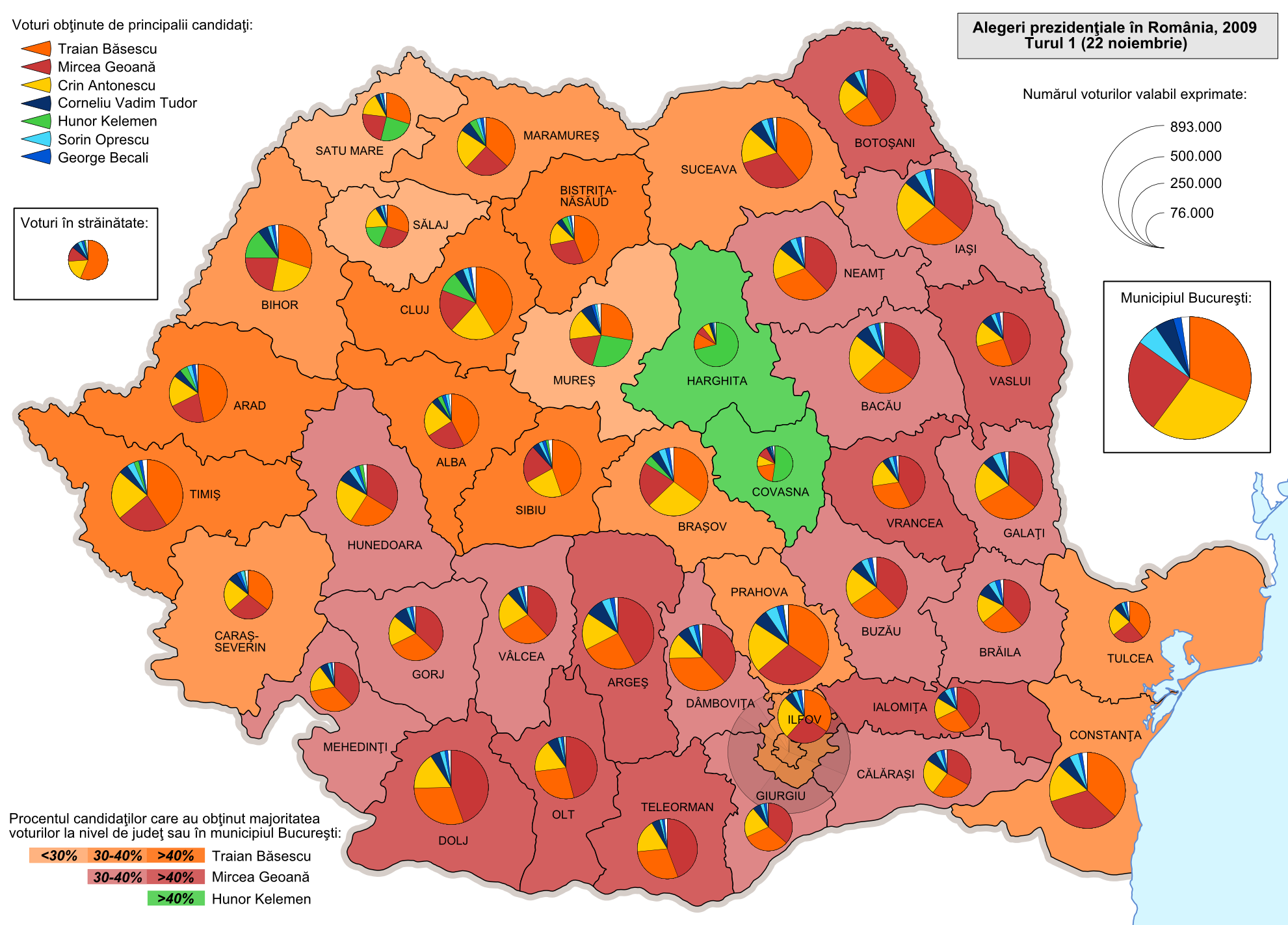
Distribuția geografică a voturilor pe județe (primul tur)
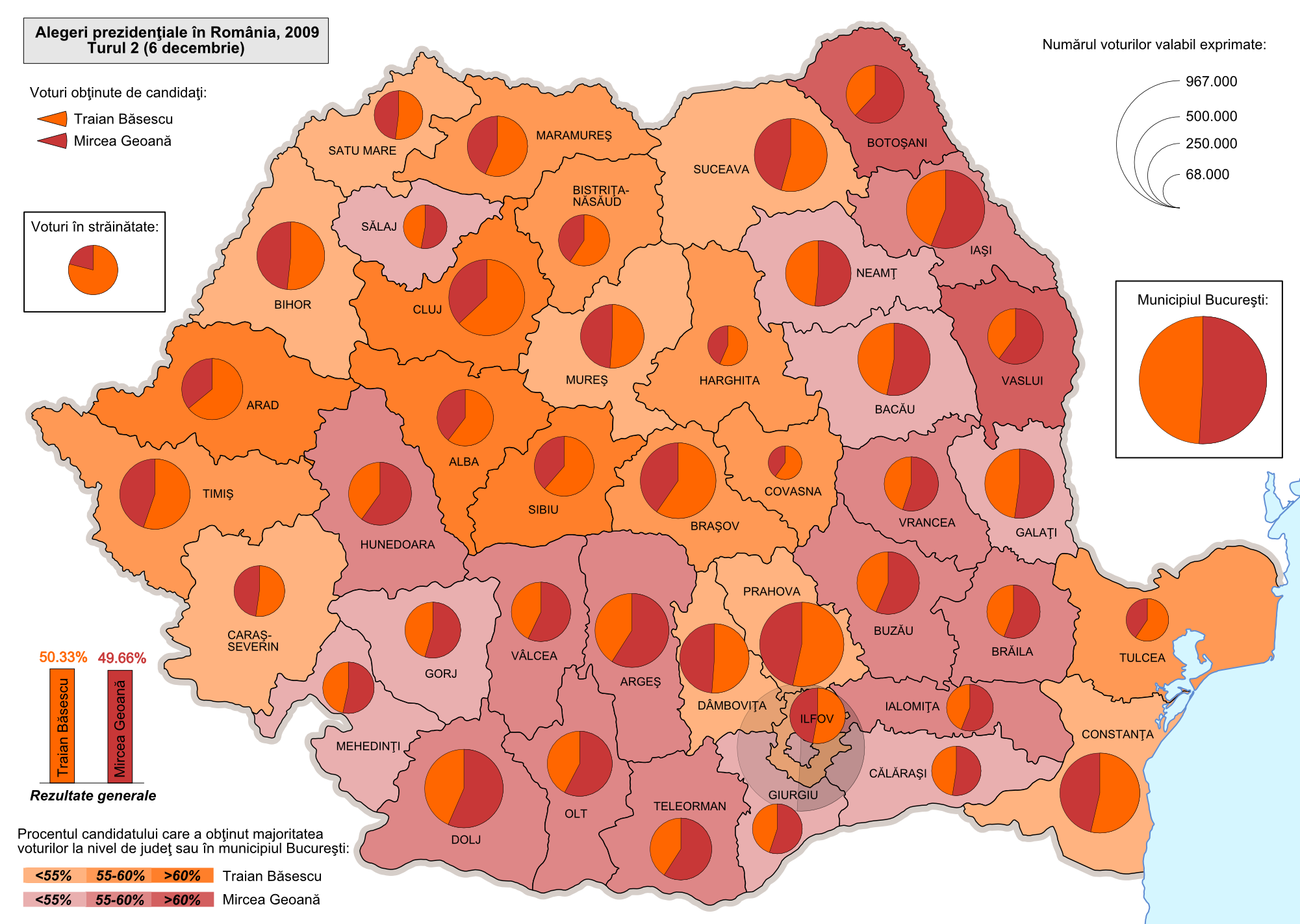
Distribuția geografică a voturilor pe județe (turul doi)
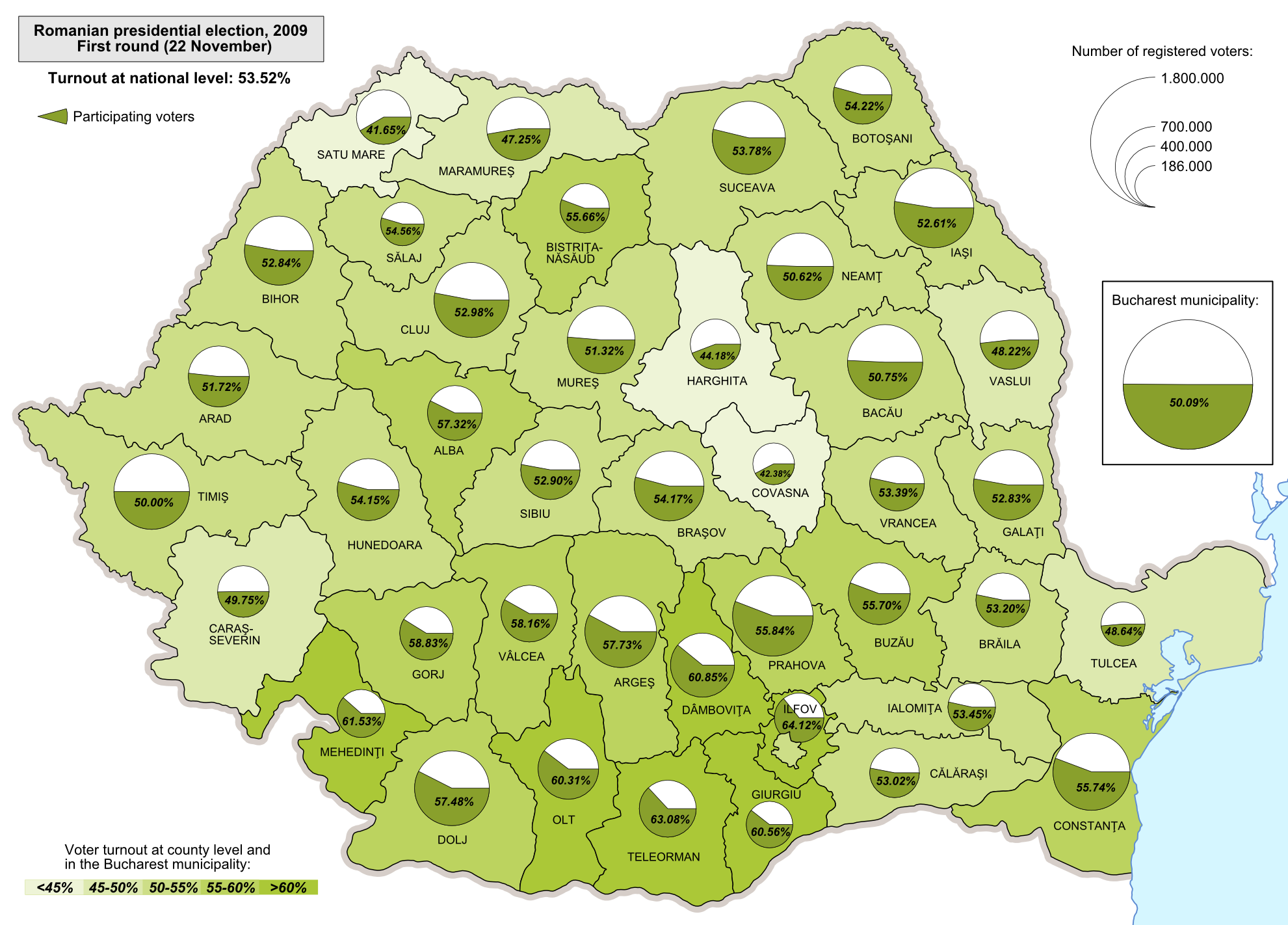
Distribuția geografică a prezenței la vot în primul tur
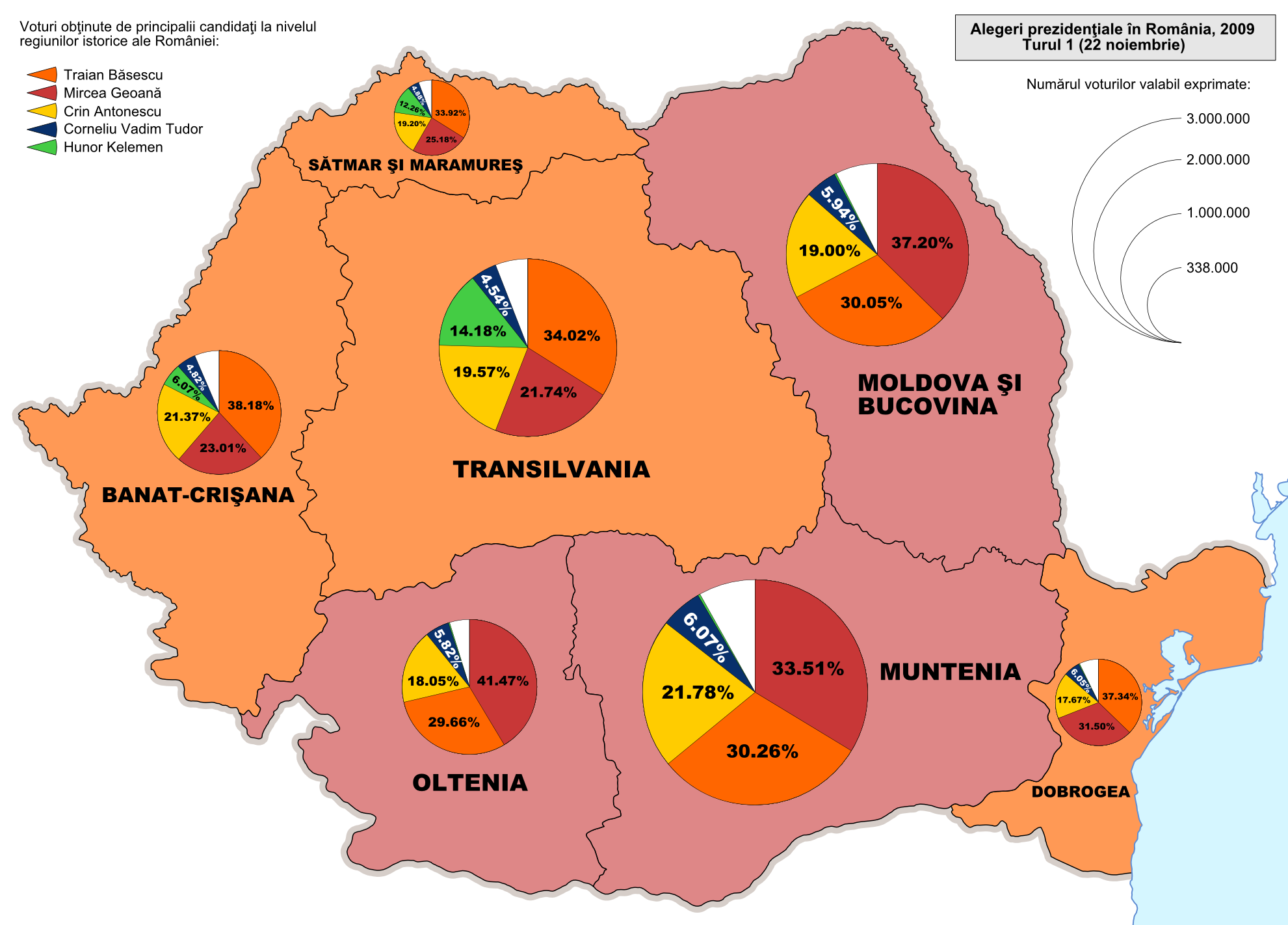
Distribuția geografică a voturilor pe regiuni istorice (primul tur)
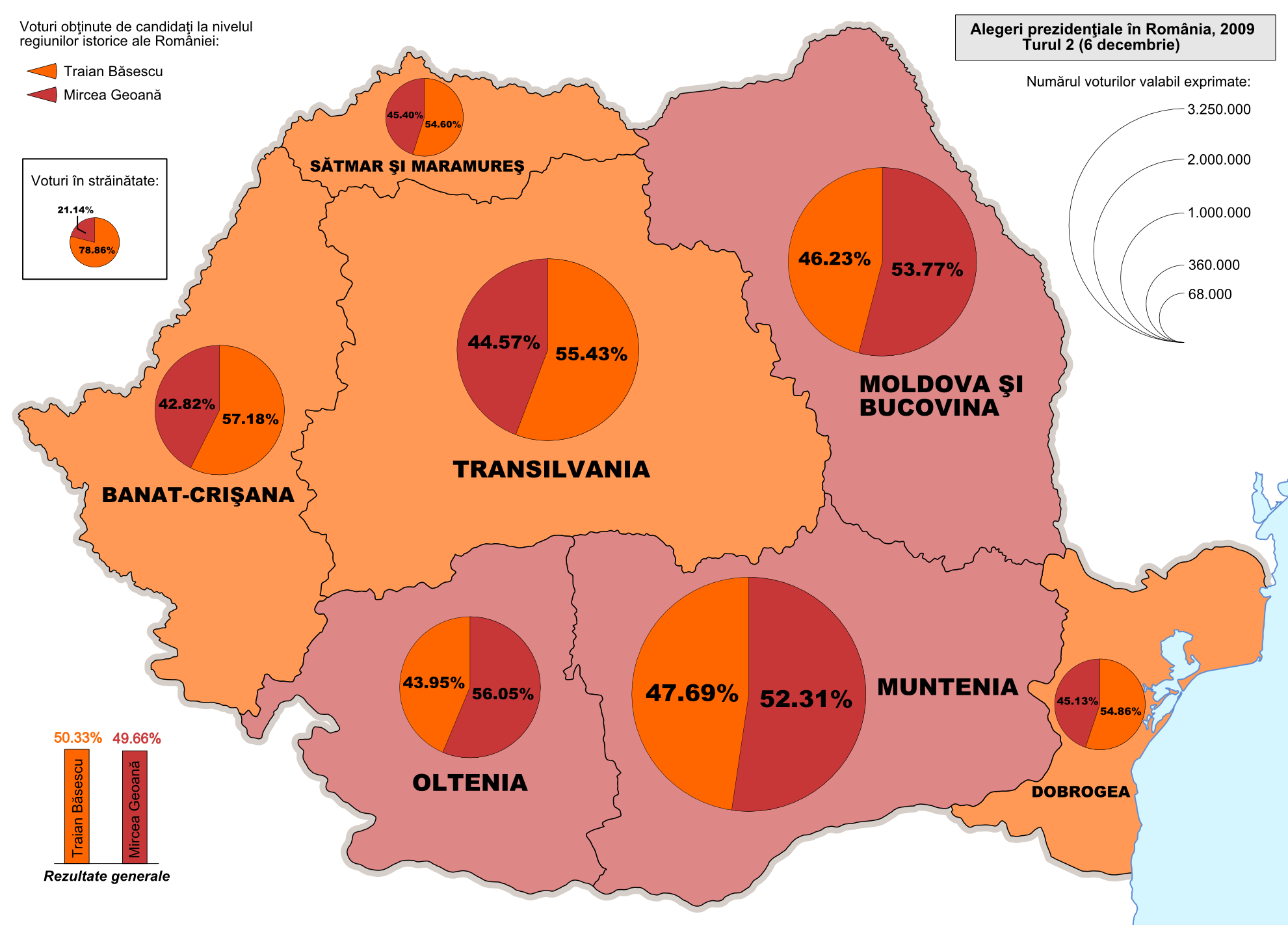
Distribuția geografică a voturilor pe regiuni istorice (turul doi)

## Criza economică și conflictele politice (2010–2020)

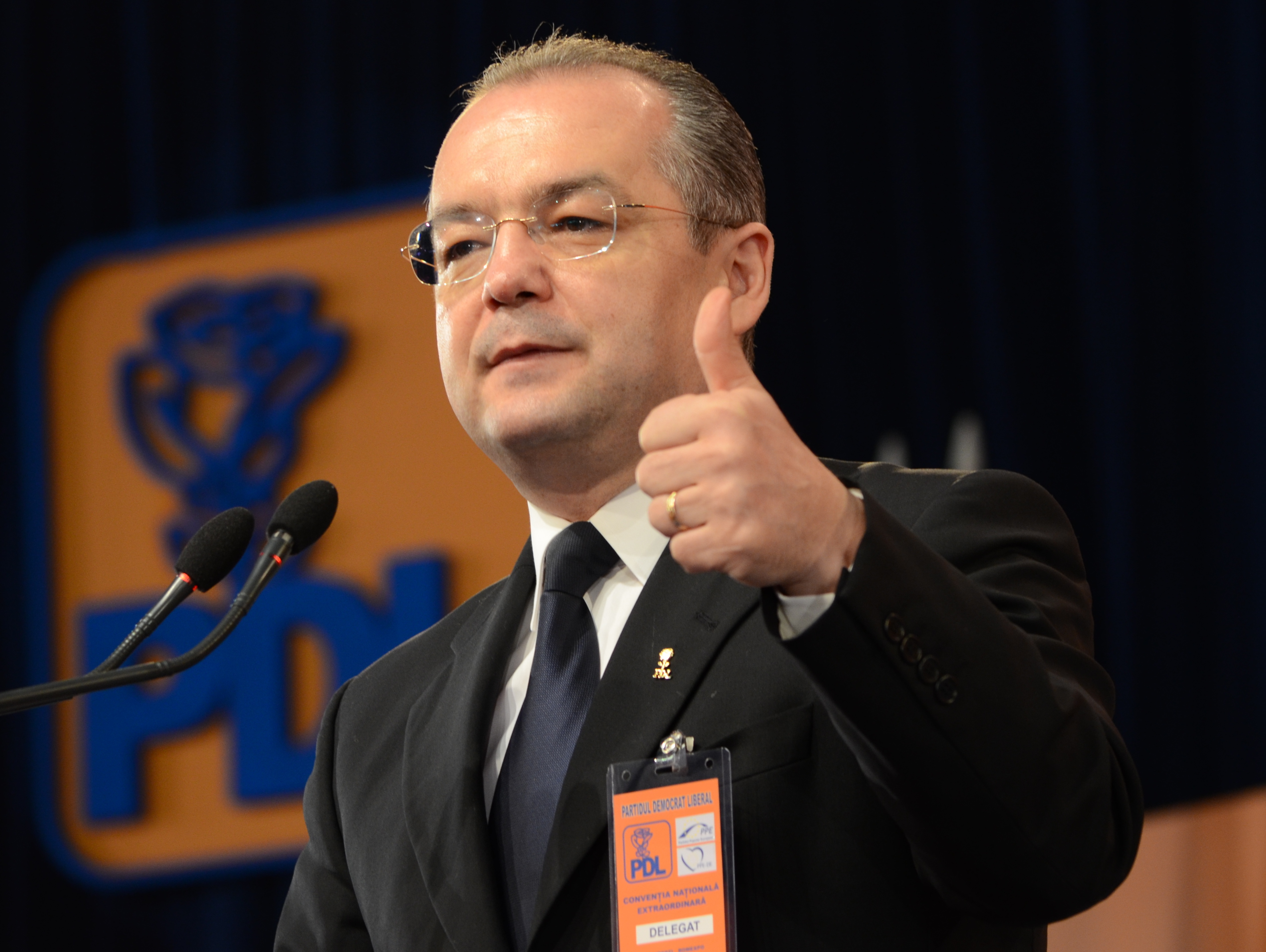
Prim-ministrul PDL Emil Boc

În 2009 și 2010, România a fost puternic lovită de criză economică la nivel mondial. Ca urmare a încheierii acordului de împrumuturi cu Fondul Monetar Internațional, pe 7 mai 2010, președintele Traian Băsescu a susținut o declarate televizată la Cotroceni prin care a anunțat că Guvernul Boc a ales o varianta în urmă negocierilor cu FMI pentru combaterea crizei. Varianta includea măsuri precum restructurarea dura a cheltuielilor publice, scăderea pensiilor cu 15%, scăderea salariilor bugetarilor cu 25% și scăderea cu 15% a ajutorului de șomaj. În iunie 2010, guvernul a crescut TVA de la 19 la 24%.
Opoziția alcătuită din Uniunea Social-Liberală condusă de Victor Ponta (PSD) și Crin Antonescu (PNL) și presa (în special posturile Antena 3 și Realitatea TV) au acuzat frecvent guvernul de alocarea preferențială a fondurilor pentru membrii săi, măsurile de austeritate foarte dure și corupția generalizată. 
Pe 9 ianuarie 2012, Traian Băsescu a intrat într-un conflict cu medicul și secretarul de stat în Ministerul Sănătății Raed Arafat, popular și respectat pentru fondarea Serviciului Mobil de Urgență Reanimare și Descarcerare (SMURD) și care se opunea unui proiect de noi legi în sistemul de sănătate susținut de guvern și președinție. 
Între zilele 13 și 19 ianuarie 2012, s-au declanșat proteste violente la București pentru susținerea lui Raed Arafat, dar și pentru a-și exprima nemulțumirea în privința creșterii de taxe, tăierea salariilor, șomajului, condițiilor economice nefavorabile, corupția politică. Aceștia au scandat pentru demisia președintelui Traian Băsescu și a guvernului Emil Boc. 88 de persoane au fost rănite și au fost efectuate 283 de arestări. A fost demis ministrul de externe, Teodor Baconschi, care se pronunțase depreciativ despre protestatari. Pe 6 februarie a fost anunțată demisia Guvernului Emil Boc, care a fost înlocuit de Mihai Răzvan Ungureanu care a format un cabinet tehnocrat. Opoziția a criticat președinția în legătură cu atribuirea puterii executive către un fost șef de servicii secrete, insinuându-se că Băsescu ar folosi serviciile de informații și spionaj în scop politic.

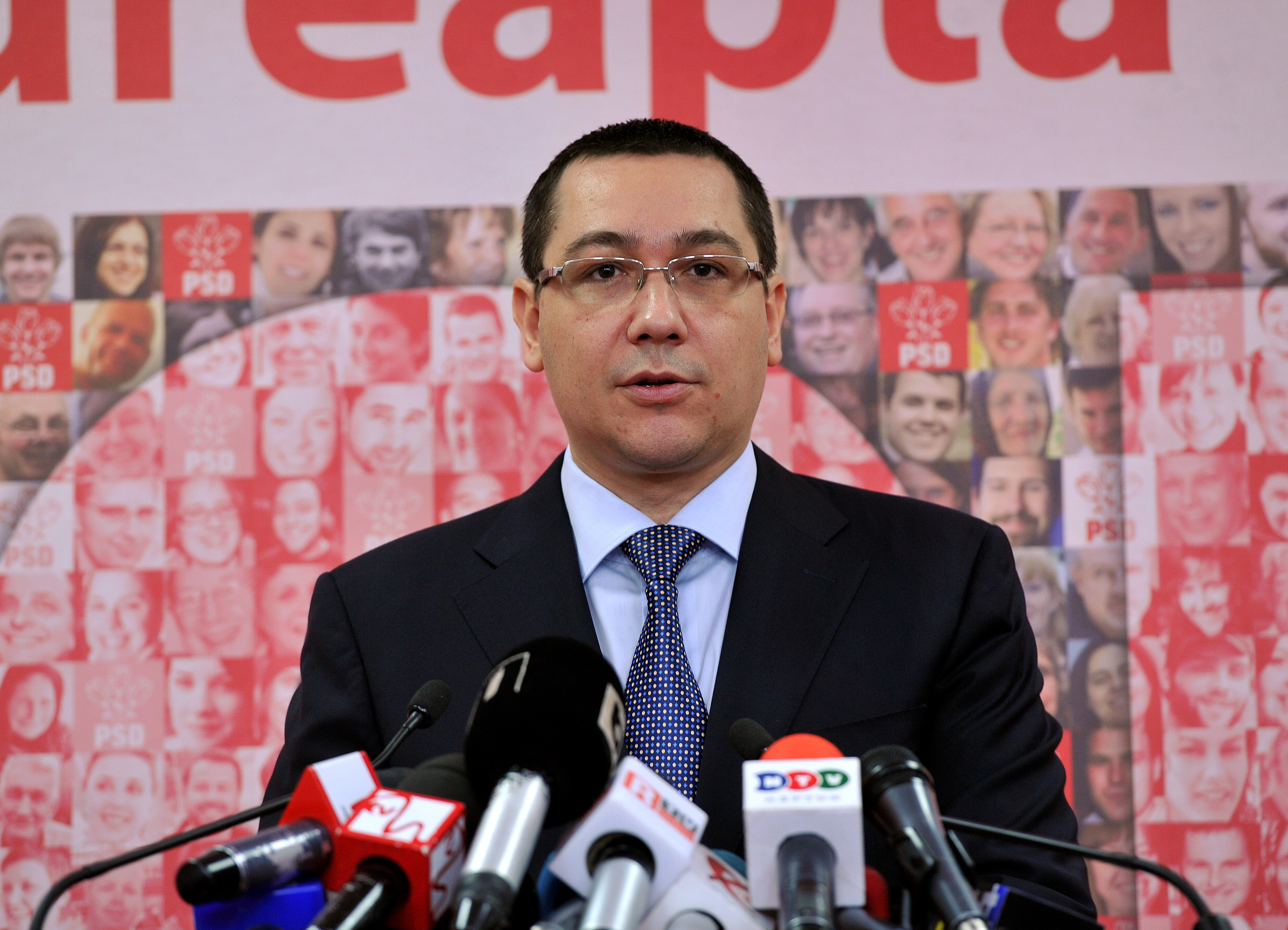
Premierul PSD Victor Ponta

În aprilie 2012, Mihai Răzvan Ungureanu a fost demis din funcția de premier printr-o moțiune de cenzură inițiată de USL, iar Victor Ponta a fost numit prim-ministru de Traian Băsescu. Cabinetul sau a inclus miniștri de la Partidul Social Democrat, Partidul Național Liberal și Partidul Conservator și independenți. Acesta a inițiat combaterea recesiunii prin promovarea creșterii consumului, crearea de noi locuri de muncă în sectorul privat, dar și creșterea salariilor bugetarilor. În iunie 2012, USL câștigă zdrobitor alegerile locale. Nu după mult timp a fost pus sub acuzare pentru plagiat, iar după mai multe investigații, titlul de doctor i-a fost retras. Pe 6 iulie 2012, Băsescu a fost suspendat de Parlament pentru a două oară, fiind înlocuit interimar de Crin Antonescu. Suspendarea să a fost încheiată după ce a câștigat referendumul pentru menținerea să în funcție pe 29 iulie 2012 prin ne-atingerea pragului de prezentare la vot de 50%+1 cu toate că 7.403.836 au votat în favoarea suspendării președintelui Traian Băsescu. Băsescu a cerut susținătorilor săi să boicoteze referendumul. 
Curtea Constituțională a invalidat referendumul printr-un vot de 6-3 și l-au reînscăunat pe Băsescu că președinte al României. În Teleorman au fost aduse acuzații de fraudă electorală. Liviu Dragnea (PSD), că președinte al Consiliului Județean Teleorman a fost trimis în judecată în dosarul privind referendumul din 2012, fiind acuzat că și-ar fi folosit autoritatea și influența pentru a obține o prezența de minimum 60 la sută la vot.  

#### Direcția Națională Anticorupție

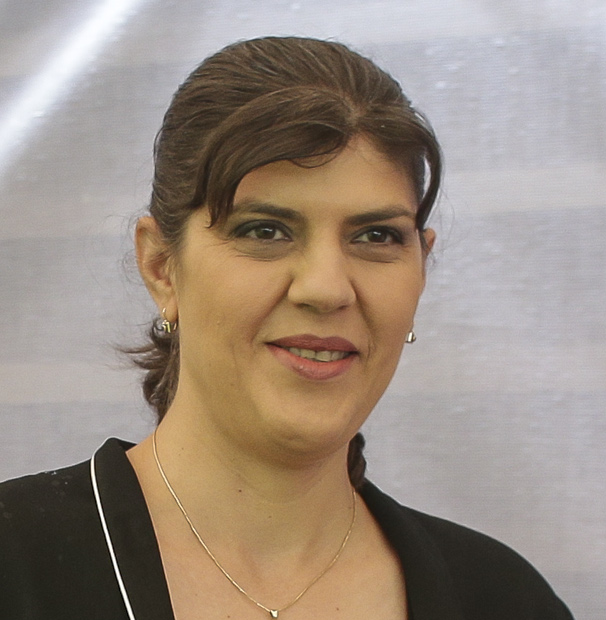
Laura Codruța Kövesi

DNA a început o serie de investigații asupra politicienilor corupți: Ion Iliescu în dosarul revoluției și mineriadei, Traian Băsescu, achitat pentru Dosarul Flota, dar anchetat pentru scandalul legat de casa din Mihăileanu, acuzat pentru legăturile cu securitatea și creditul la CEC, iar familia acestuia a fost acuzată de implicare în Dosarul „Nana”, fratele președintelui fiind arestat și condamnat pentru luare de mită și trafic de influenta. Klaus Iohannis a fost și el acuzat pentru uz de fals privind deținerea unui imobil din Sibiu și i-a fost anulat contractul de vânzare-cumpărare. Adrian Năstase a fost condamnat definitiv în iunie 2012 la doi ani de închisoare cu executare Dosarul „Trofeul calității în construcții”, din nou condamnat definitiv în ianuarie 2014 la 4 ani de închisoare cu executare în Dosarul Zambaccian, fiind ulterior eliberat. 
Dan Voiculescu, fondatorul fundației al cărei nume îl poarta, fondatorul partidului conservator, cât și al trustului de televiziune Intact, a fost condamnat definitiv în 2014 la 10 ani de închisoare cu executare în dosarul privatizării ICA, ulterior eliberat. Sorin Ovidiu Vîntu a fost condamnat la 8 ani de închisoare pentru corupție. Elena Udrea, președinte al PMP și fost ministru al Turismului de la PDL, a fost pusa sub acuzare și arestata pentru spălare de bani și false declarații privind scandalul licențelor de la Microsoft și mitele primite din 2011 la gala boxerului Lucian Bute. Aceasta a fugit ulterior în Costa Rica unde a fost arestata. Alți miniștri din guvernul PDL au fost anchetați pentru corupție precum Vasile Blaga și Adrian Videanu. Dan Șova a fost trimis în judecată împreună cu premierul Victor Ponta, pentru fapte de corupție, acuzat că, alături de alți inculpați, a primit foloase necuvenite în urma unor acte adiționale asupra unor contracte aflate în desfășurare cu 2 complexe energetice. A fost condamnat de ÎCCJ la o pedeapsă de 3 ani de închisoare cu executare.

#### Alegerile din 2012
La alegerile din 9 decembrie 2012, Uniunea Social-Liberală (alcătuită din Partidul Social Democrat, Partidul Național Liberal, Uniunea Națională pentru Progresul României și Partidul Conservator) a obținut o nouă victorie zdrobitoare de 58.61%, în timp ce Alianța România Dreaptă (alcătuită din Partidul Democrat Liberal, Partidul Național Țărănesc Creștin Democrat și Forța Civică) a obținut 16.52%, iar Partidul Poporului – Dan Diaconescu a obținut doar 13.98%.

Rezultatele alegerilor locale și parlamentare din 2012
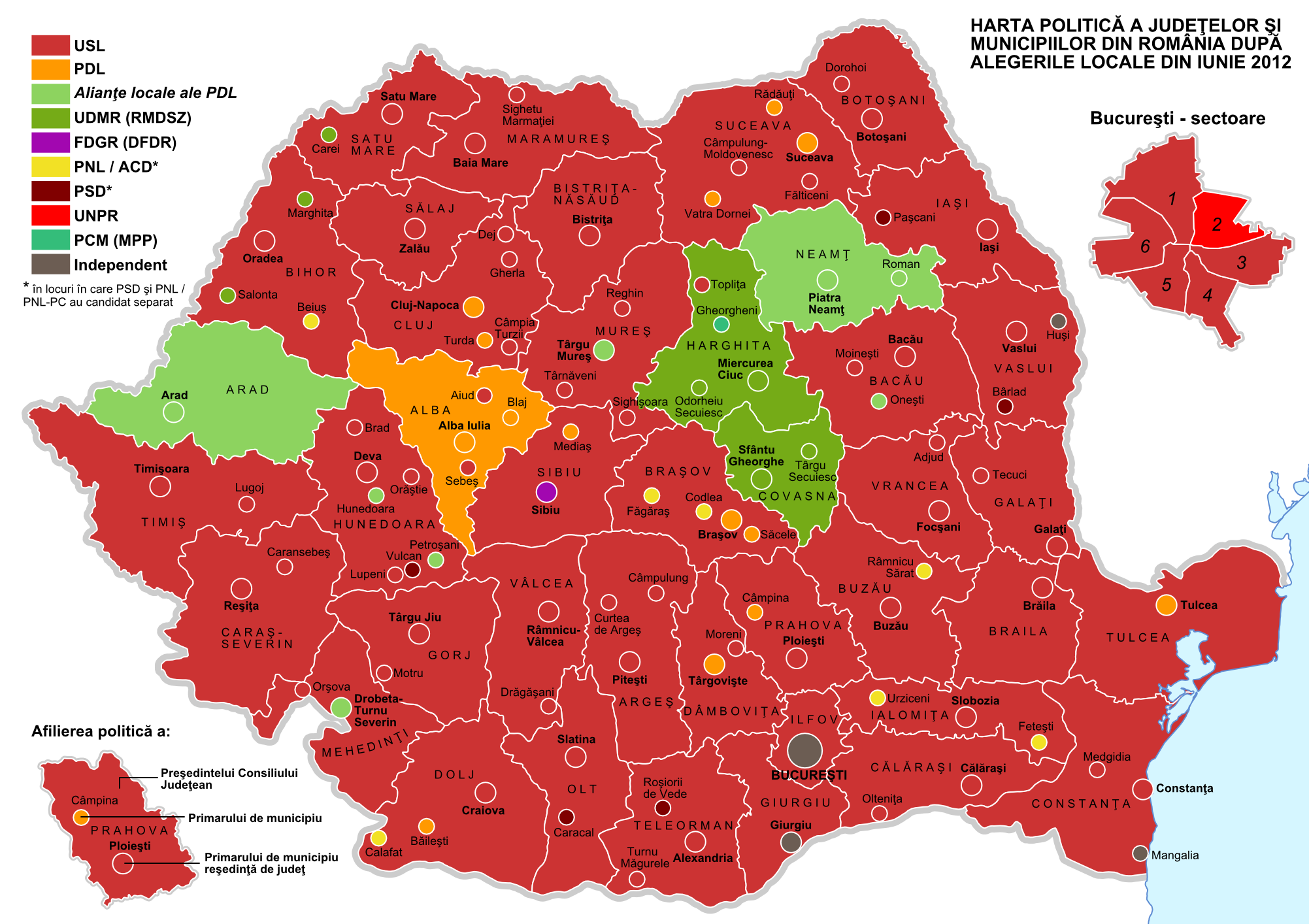
Apartenența politică a președinților de consilii județene și a primarilor municipiilor
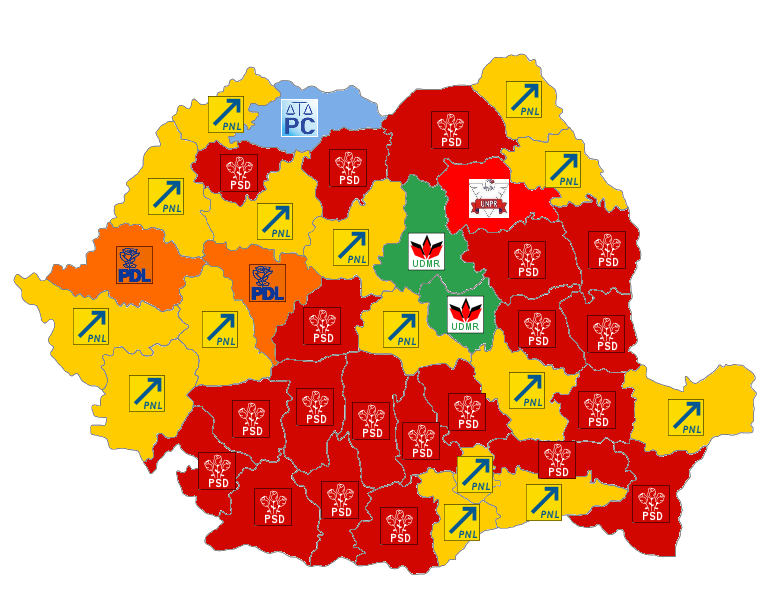
Apartenența politică a președinților de consilii județene
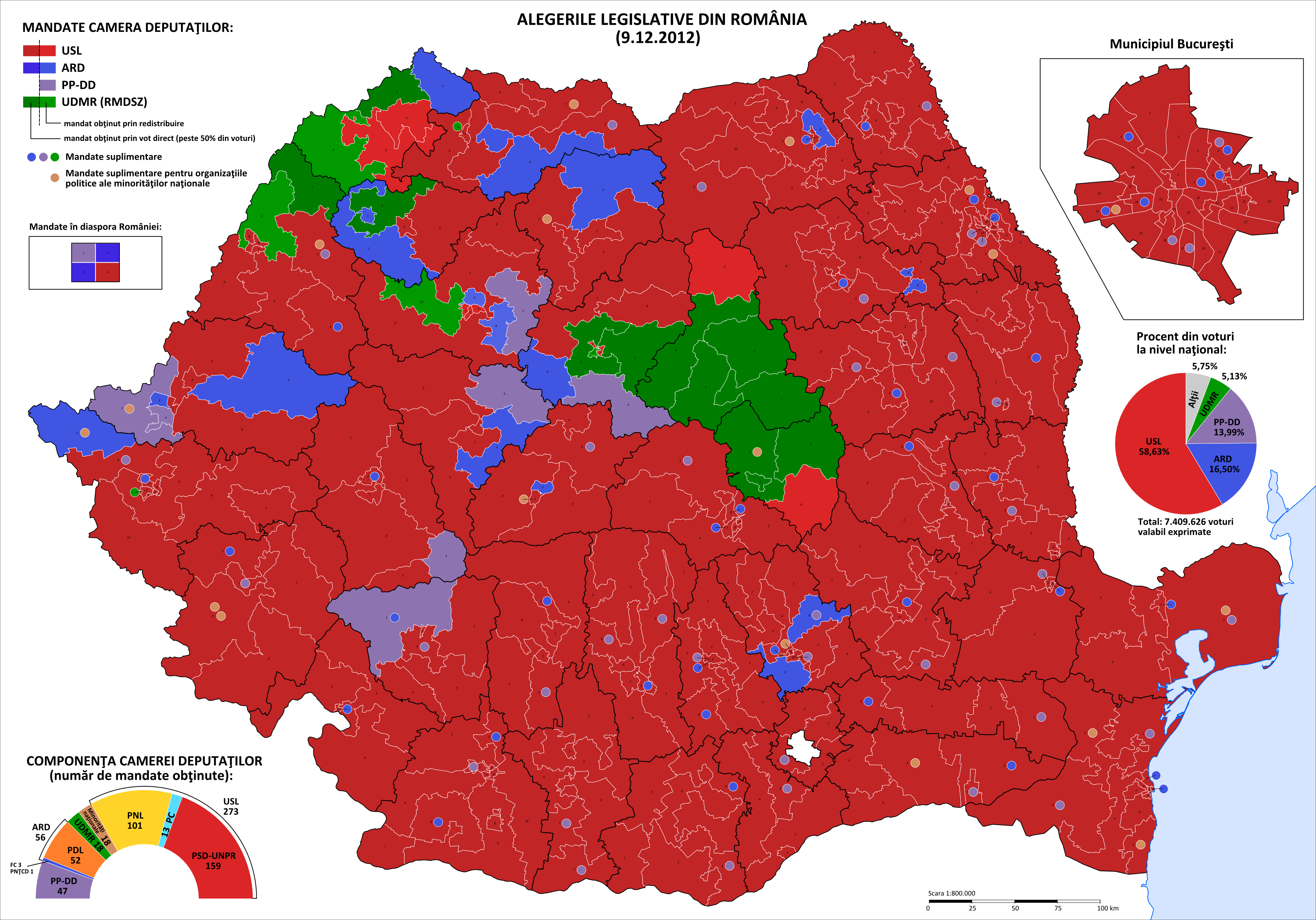
Apartenența politică a deputaților din fiecare circumscripție
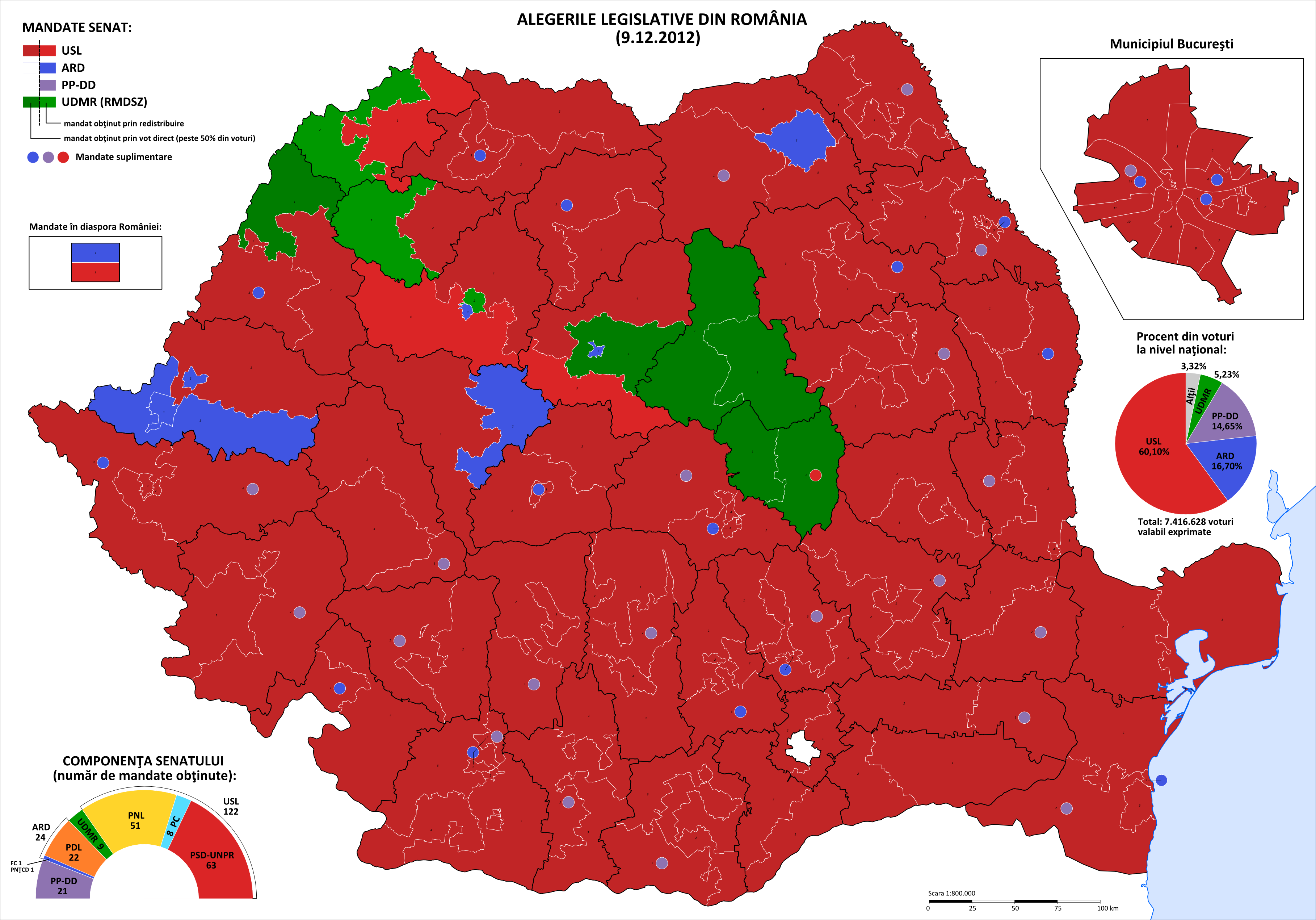
Apartenența politică a senatorilor din fiecare circumscripție

#### Guvernarea USL

Liderii USL, Victor Ponta (PSD) si Crin Antonescu (PNL)

Victoria USL în alegeri a produs o nouă configurare parlamentară. Coaliția de guvernare l-a marginalizat pe președintele Băsescu și i-a redus posibilitățile de a negocia o nouă coaliție care să includă PDL.   
 
În cadrul unei întâlniri informale care a avut loc miercuri, pe 12 decembrie, în prezența lui Victor Ponta, Crin Antonescu și Liviu Dragnea, Ponta și Băsescu au semnat un document intitulat „Acord de colaborare instituțională”, în care erau stabilite liniile directoare ale coabitării politice dintre cei doi, menite „păstrării stabilității țării și asigurării unui climat funcțional, bunei guvernări și asigurării încrederii piețelor internaționale”.  
În aprilie 2013, ca ministru interimar al Justiției, a numit-o pe Laura Codruța Kövesi, Procuror general al României ca șef al Direcției Naționale Anticorupție. Acesta a mărit semnificativ salariile angajaților din sectorul public, dar a introdus și un număr mare de taxe și amenzi, majorând taxa pe combustibil. S-a confruntat cu două probleme privind protecția mediului: proiectul Roșia Montană și extragerea gazelor de șist din Marea Neagră. S-au declanșat proteste împotriva Proiectului Roșia Montană în București, Cluj-Napoca, Iași, Timișoara și alte câteva zeci de orașe din România și din străinătate la care au participat 200 000. Protestatarii au susținut că proiectul minier ar distruge mediul și patrimoniul de la Roșia Montană și au cerut retragerea unei legi care ar permite că acest proiect să înceapă. Cereau de asemenea interzicerea prin lege a cianurii în activitățile miniere din România și includerea Roșiei Montane pe lista României pentru UNESCO 
La 28 octombrie 2013, la Baza Militară Deveselu a avut loc ceremonia oficială de marcare a începerii lucrărilor principale de construcție la componentă din România a scutului antirachetă. Sistemele au devenit operaționale începând cu anul 2015, atrăgând critici din partea președintelui Federației Ruse, Vladimir Putin care a declarat că SUA, prin instalarea scutului antirachetă în preajma Rusiei vor deteriorarea relațiile cu SUA și UE în contextul crizei din Ucraina.
În octombrie 2013 a izbucnit Revolta de la Pungești după ce compania americană Chevron a obținut permisul de construcție a sondelor de explorare a gazelor de șist în județul Vaslui. Compania a obținut toate avizele necesare de la autoritățile statului pentru explorarea solului în perimetrul Siliștea. Au participat 50.000 de protestatari și au rezultat 17 răniți. În urmă presiunilor, lucrările au fost întrerupte, iar Chevron s-a retras din România. 

#### Guvernarea Ponta fără PNL

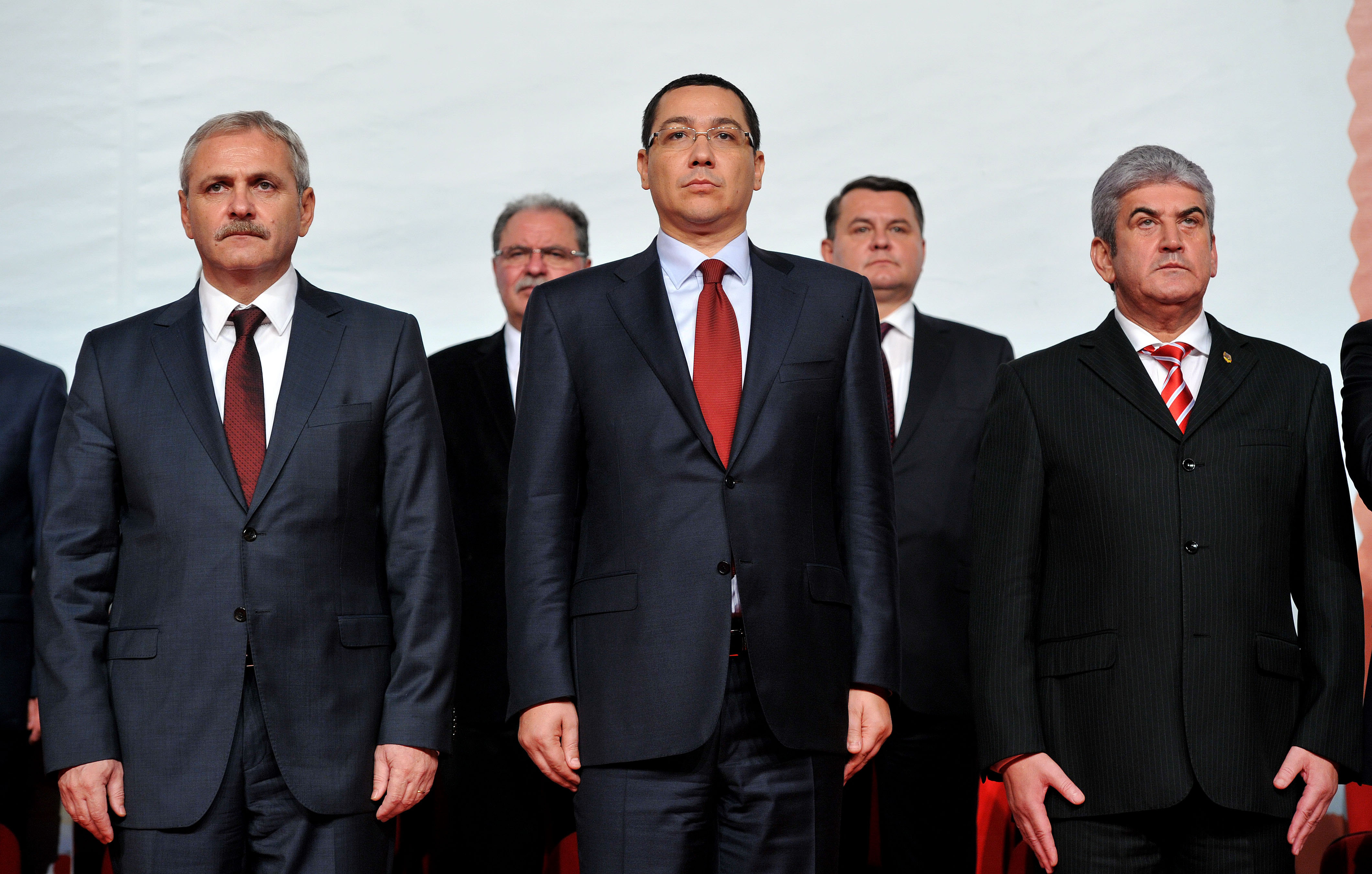
Liviu Dragnea, Victor Ponta și Gabriel Oprea la Liga Aleșilor Locali ai PSD, 8 noiembrie 2013

Din cauza anumitor neînțelegeri dintre PNL și PSD și pentru că Ponta a refuzat să-l numească pe Klaus Iohannis în funcția de vice-premier, pe 24 februarie 2014, liderul PNL Crin Antonescu a anunțat dizolvarea Uniunii Social Liberale (USL), respectiv ieșirea liberalilor de la guvernare. Pe 26 iulie 2014, PDL a format o alianță împreună cu PNL, numită Alianța Creștin Liberală (ACL). Astfel, fuziunea efectivă dintre cele două partide a avut loc pe 17 noiembrie 2014, PDL fiind desființat ca partid. Facțiunea condusa de Eugen Tomac, Elena Udrea și Traian Băsescu, care au părăsit PDL încă din ianuarie 2014, înființează Partidul Mișcarea Populară, partid de centru-dreapta care militează pentru conservatorism social, liberalism economic și creștin-democrație.

#### Alegerile prezidențiale din 2014

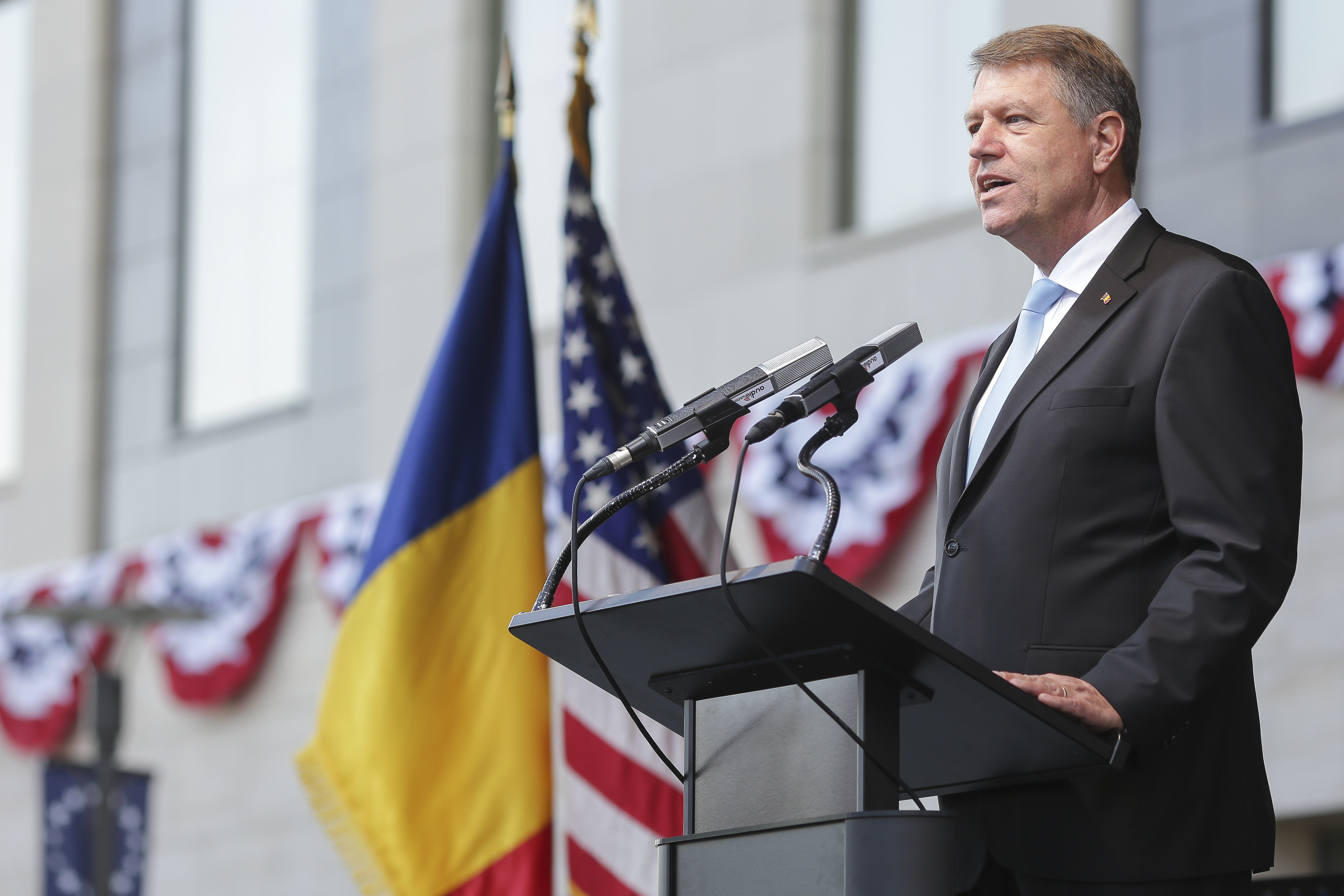
Klaus Iohannis, primul președinte de etnie germană al României

Ponta, ca lider al Uniunii Social Democrate, a creat o nouă coaliție guvernamentală alcătuită din PSD, UNPR, PC și UDMR. În iulie 2014, Ponta și-a anunțat candidatura la alegerile prezidențiale, avându-l drept contracandidat pe Klaus Iohannis, numit președintele PNL după retragerea lui Crin Antonescu. Cu 6,288,769 voturi (54.43%), Klaus Iohannis l-a învins pe Victor Ponta care a obținut 5,264,383 voturi (45.56%) în turul doi.  

Acesta a preluat funcția de președinte pe 21 decembrie, devenind primul președinte sas din istoria României. Și-a propus să se axeze pe combaterea corupției și îmbunătățirea sistemului juridic. A fost un puternic suporter al politicii externe pro-vestice. A continuat să colaboreze cu premierul socialist Victor Ponta, dar relația s-a deteriorat după scandalul vizitelor făcute fără a informa președintele. Tot atunci, Ponta a fost pus sub acuzare pentru 22 cazuri de corupție, complicitate în evaziune fiscală și spălare de bani când lucra că avocat. Iohannis i-a cerut demisia, dar premierul a refuzat. A continuat să critice parlamentul predominant socialist pentru că-i lua apărarea și respingea cererile DNA-ului pentru anularea imunității în cazul senatorului PSD Dan Șova și premierul Victor Ponta. 

Rezultatele alegerilor prezidențiale din 2014
Distribuția geografică a voturilor pe județe (primul tur)
Distribuția geografică a voturilor pe județe (turul doi)
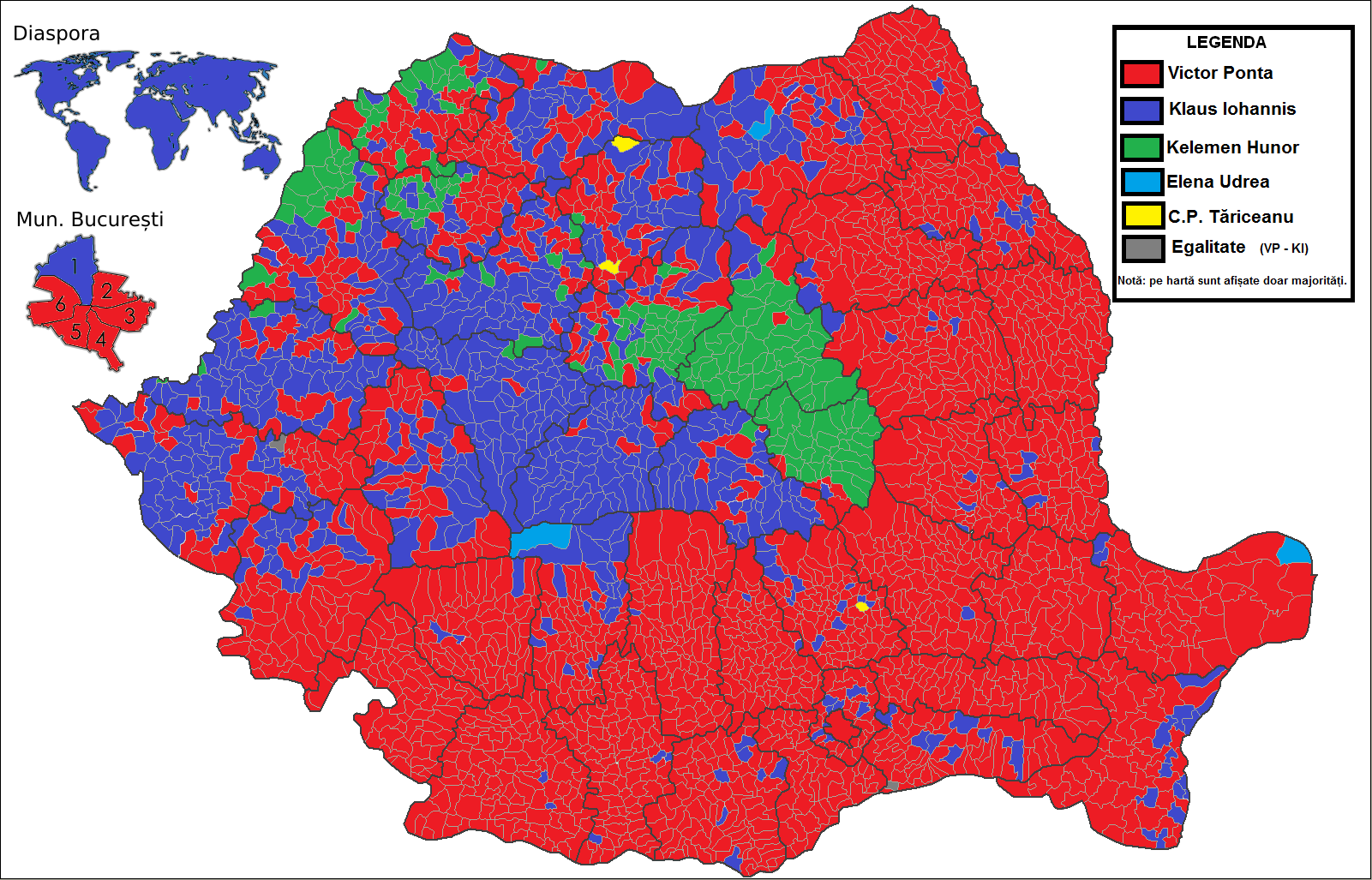
Distribuția geografică a voturilor pe localități (primul tur)
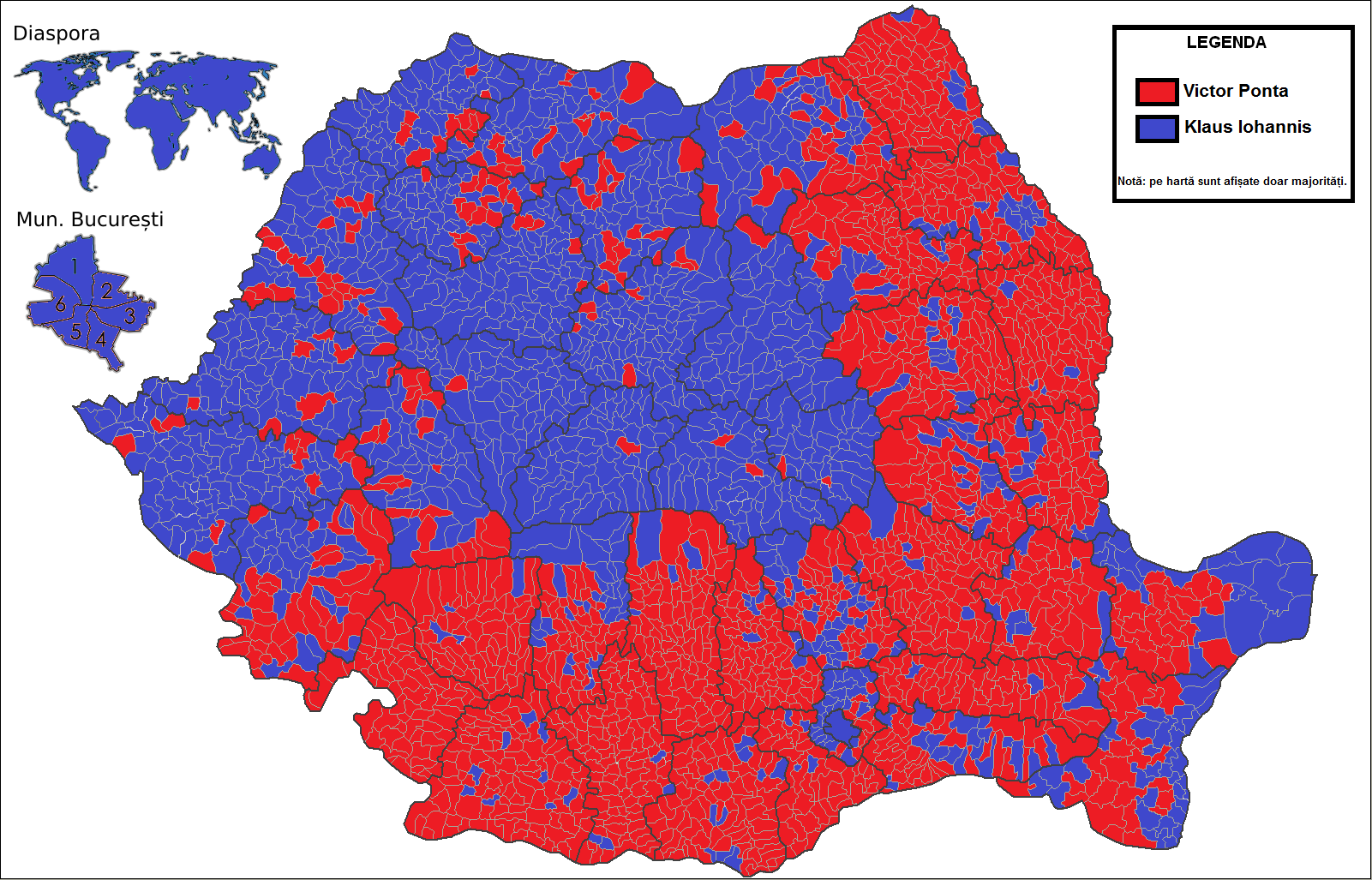
Distribuția geografică a voturilor pe localități (turul doi)

#### Incendiul din clubul Colectiv
Pe 30 octombrie 2015, un incendiu devastator a izbucnit la clubul Colectiv din cauza neglijenței și corupției care a permis funcționarea clubului, respectiv permiterea spectacolului de artificii în interior. Au rezultat 64 de morți și 146 de răniți. În zilele 3–9 noiembrie, peste 100 000 de oameni au protestat în București, dar și în alte orașe din străinătate, sub sloganul "Corupția Ucide" cerând demisia lui Ponta pentru corupție, indiferență și neglijență autorităților. Aflat sub presiune, Victor Ponta a demisionat din funcția de premier și cea de deputat. Primarul Sectorului 4, Cristian Popescu-Piedone, a demisionat la rândul sau, fiind arestat temporar pentru încălcarea legilor privind prevenirea incendiilor. Simultan, Gabriel Oprea a demisionat din funcția de ministru al Afacerilor Interne în urmă scandalului pentru abuz de putere în serviciu.

#### Guvernul Dacian Cioloș

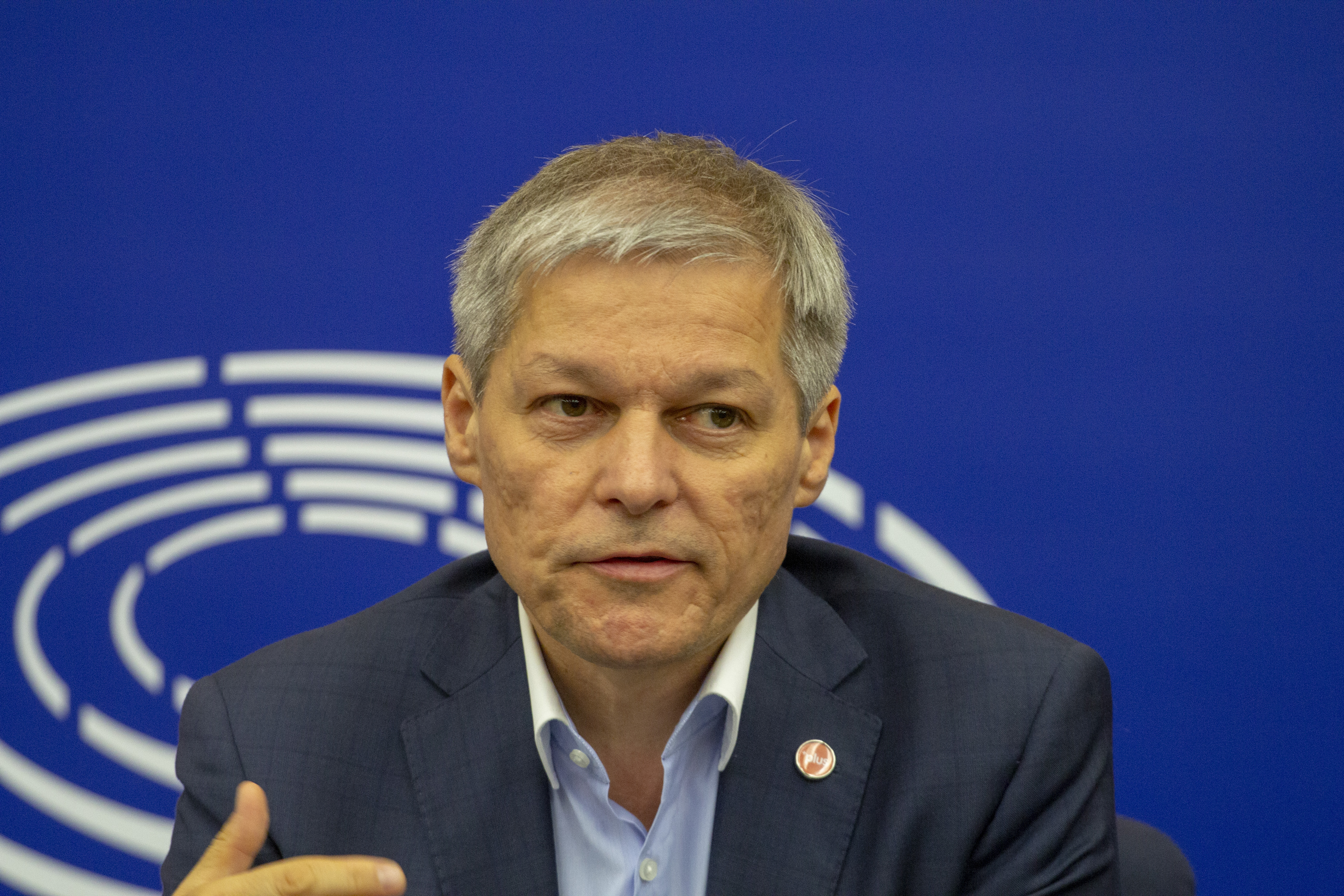
Dacian Cioloș

Președintele Klaus Iohannis l-a numit pe Dacian Cioloș, fost Comisar european pentru Agricultură și Dezvoltare Rurală și consilier special privind siguranța alimentară internațională că noul prim-ministru tehnocrat al României. Cioloș a propus un cabinet tehnocrat format din 21 de membri, o treime dintre aceștia femei. Pe 17 noiembrie, guvernul condus de Dacian Cioloș a fost învestit de către Parlament.
Anul 2016 a fost marcat de criza dezinfectanților diluați și de lansarea campaniei "Brâncuși e al meu", campanie de susținere a subscripției naționale pentru achiziția operei lui Constantin Brâncuși "Cumințenia Pământului" de către guvernul Cioloș, dar fără succes. 
În octombrie 2016, în preajma alegerilor parlamentare, Dacian Cioloș a lansat Platforma România 100, o platformă de principii, valori și proiecte pentru dezvoltarea României, pe care a propus-o spre dezbatere partidelor aflate în campanie, dar rezultatele alegerilor electorale i-au fost nefavorabile. 

#### Alegerile locale și parlamentare din 2016

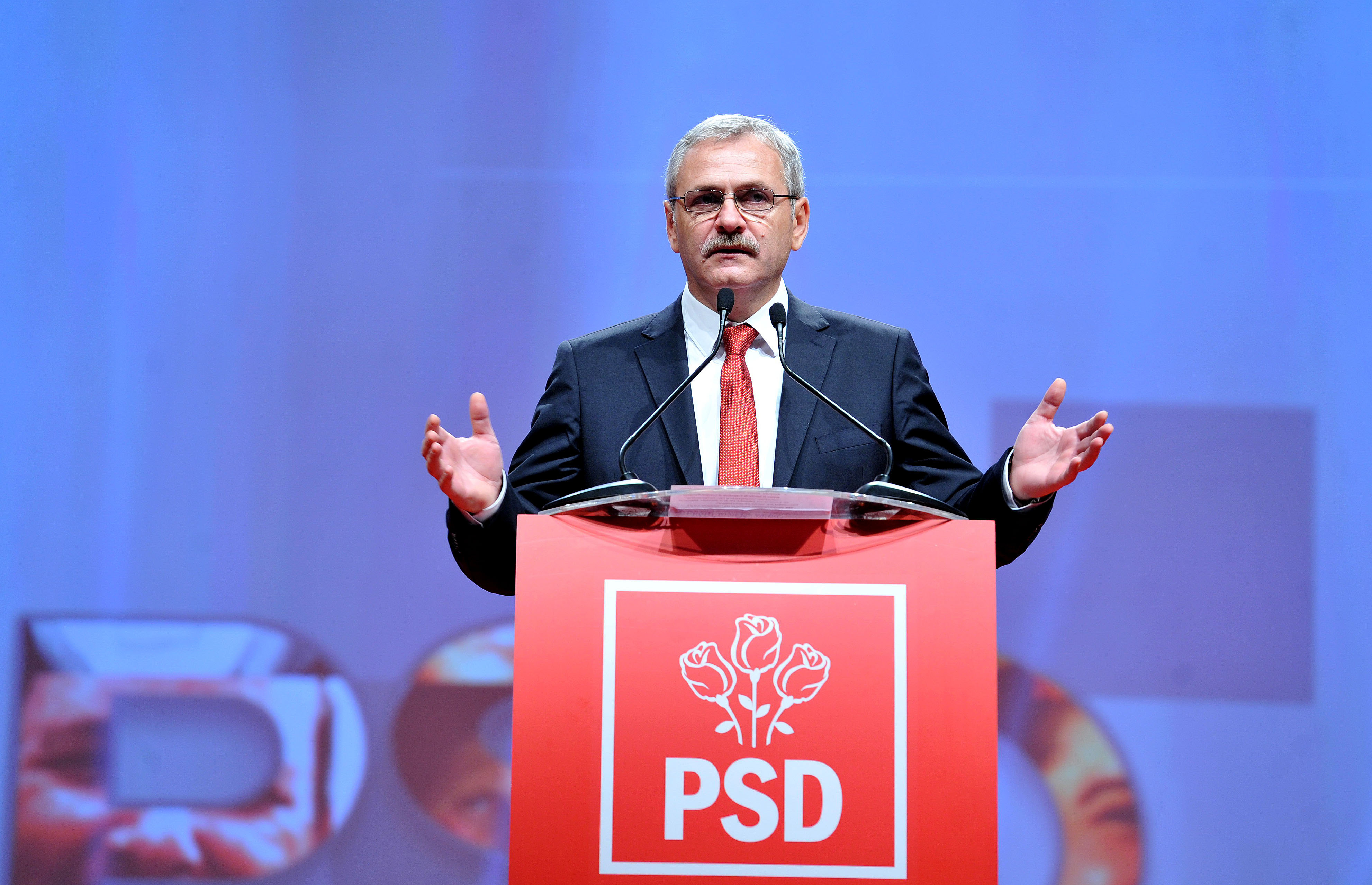
Liviu Dragnea

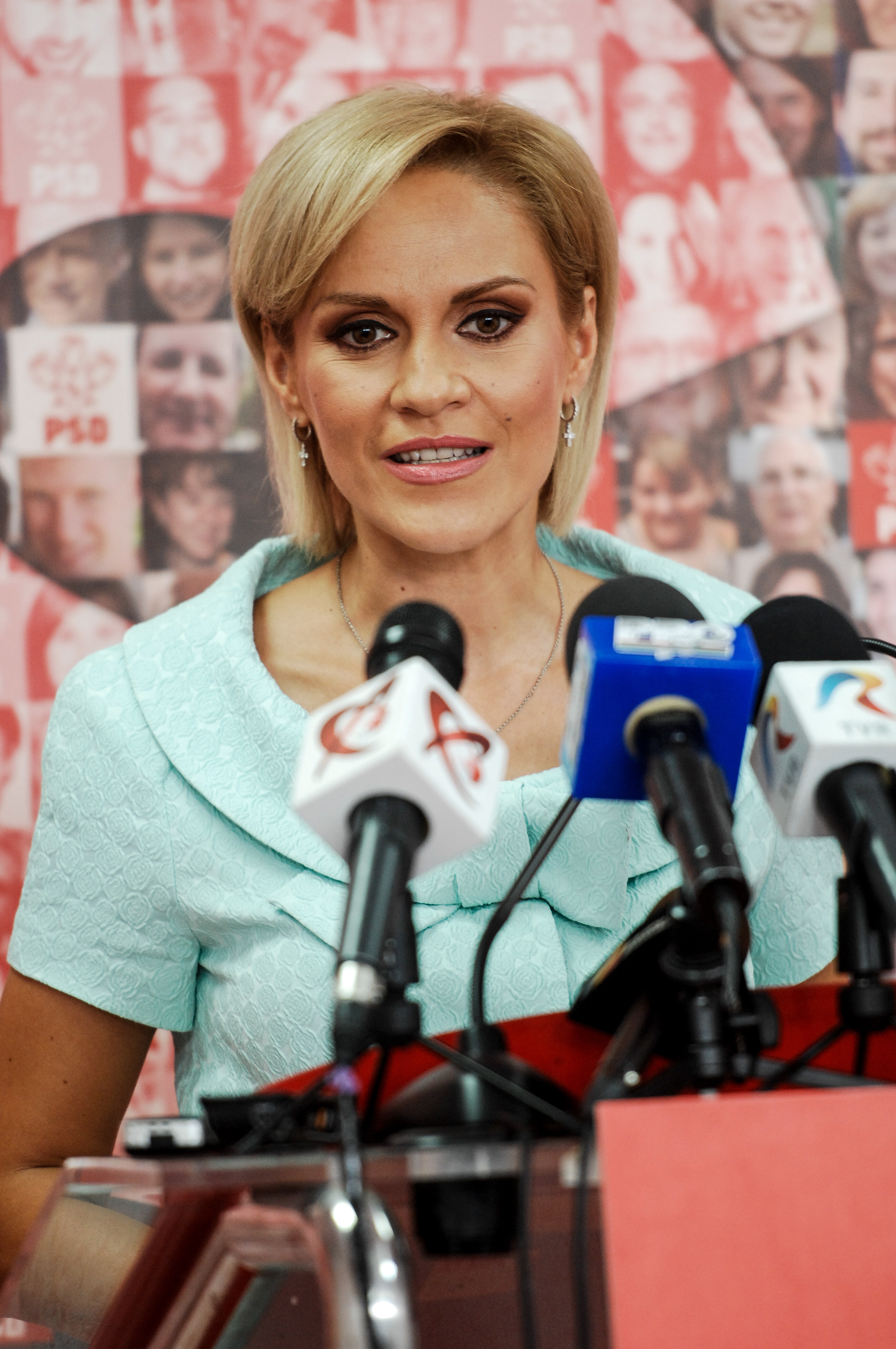
Gabriela Firea, prima femeie primar al Bucureștiului

La alegerile locale din 5 iunie 2016, PSD a câștigat cu 37,58, menținându-și supremația în primăriile județelor din Moldova, Muntenia, Oltenia, Dobrogea și Banat, inclusiv la București unde a fost aleasa jurnalista și senatoarea Gabriela Vrânceanu Firea, prima femeie primar a capitalei. În vreme ce în Transilvania și Crișana au continuat sa se mențină PNL și UDMR în majoritatea primăriilor. La alegerile legislative din 11 decembrie 2016, PSD condus de Liviu Dragnea a obținut un scor istoric de 45%, iar alături de ALDE condus de șeful Senatului Calin Popescu Tăriceanu, au creat o coaliție de guvernare condusa de prim-ministrul Sorin Grindeanu. PNL, condus de Alina Gorghiu și Vasile Blaga, înregistrează performante scăzute la alegerile locale și alegerile legislative, însa în opoziție ia naștere Uniunea Salvați România condusa de Dan Barna, partid care își propune să lupte împotriva corupției. 

Rezultatele alegerilor locale și parlamentare din 2016
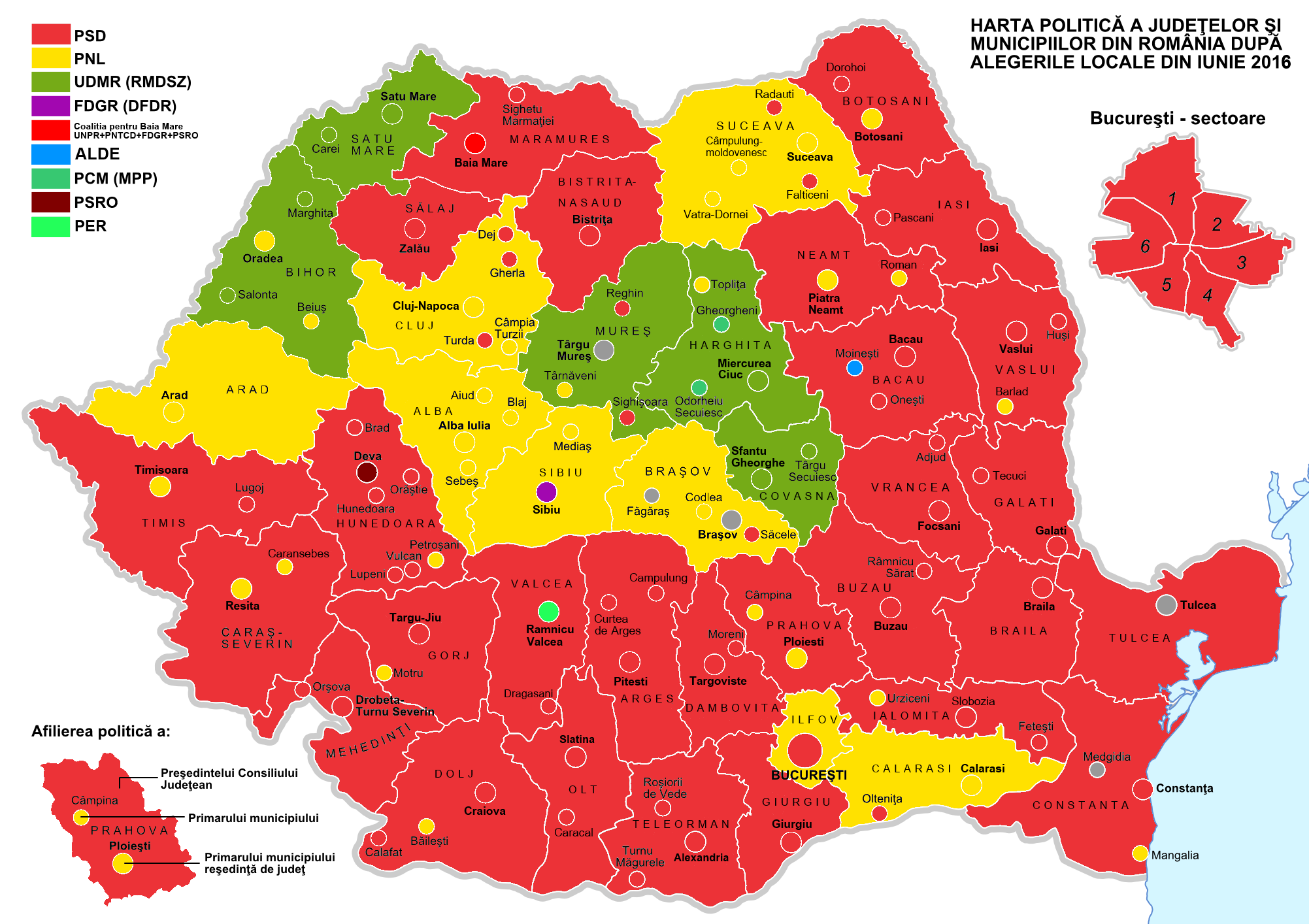
Apartenența politică a președinților de consilii județene și a primarilor municipiilor
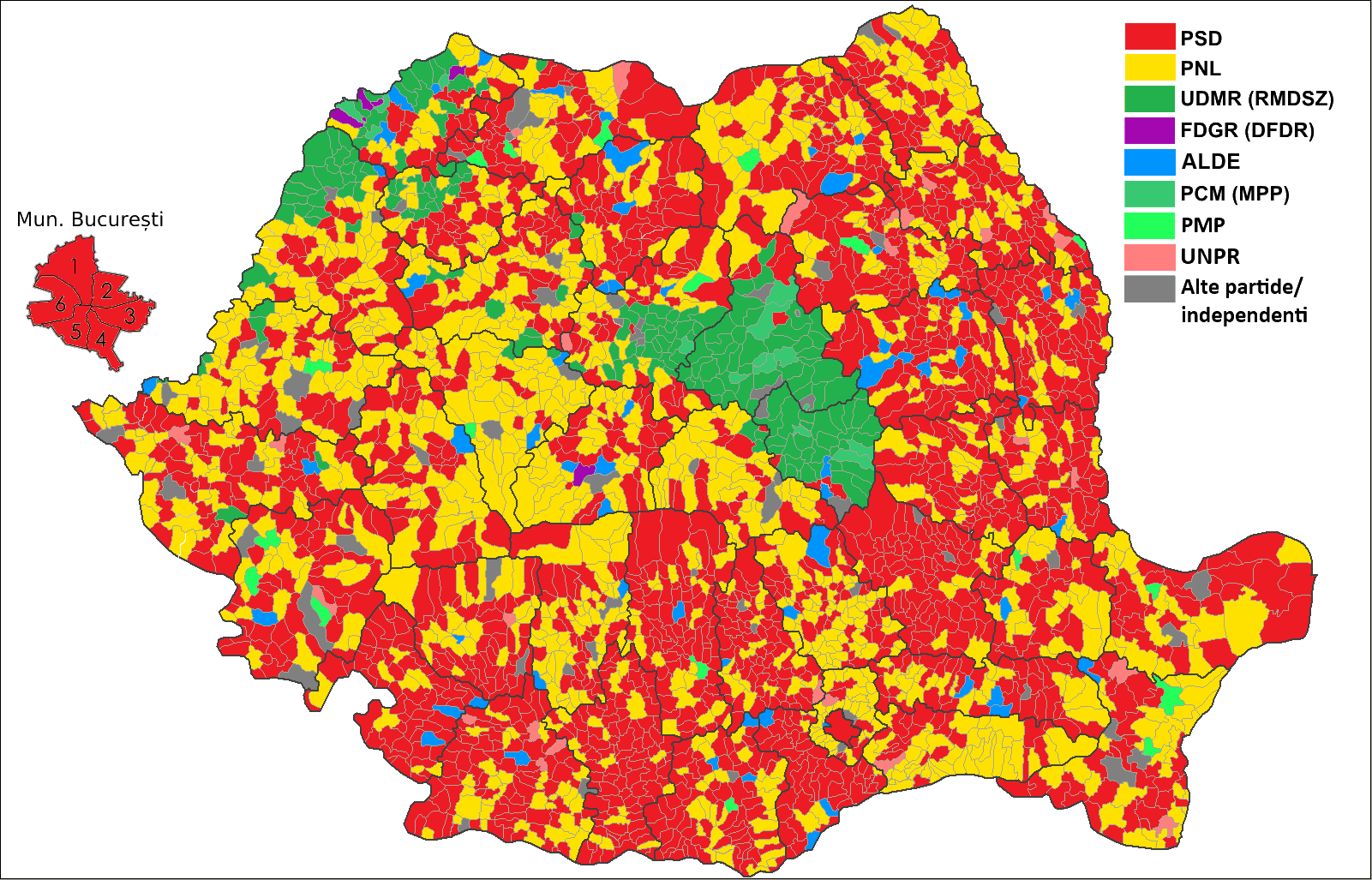
Apartenența politică a primarilor tuturor unităților administrative
Împărțirea locurilor din Camera Deputaților
Împărțirea locurilor din Senat
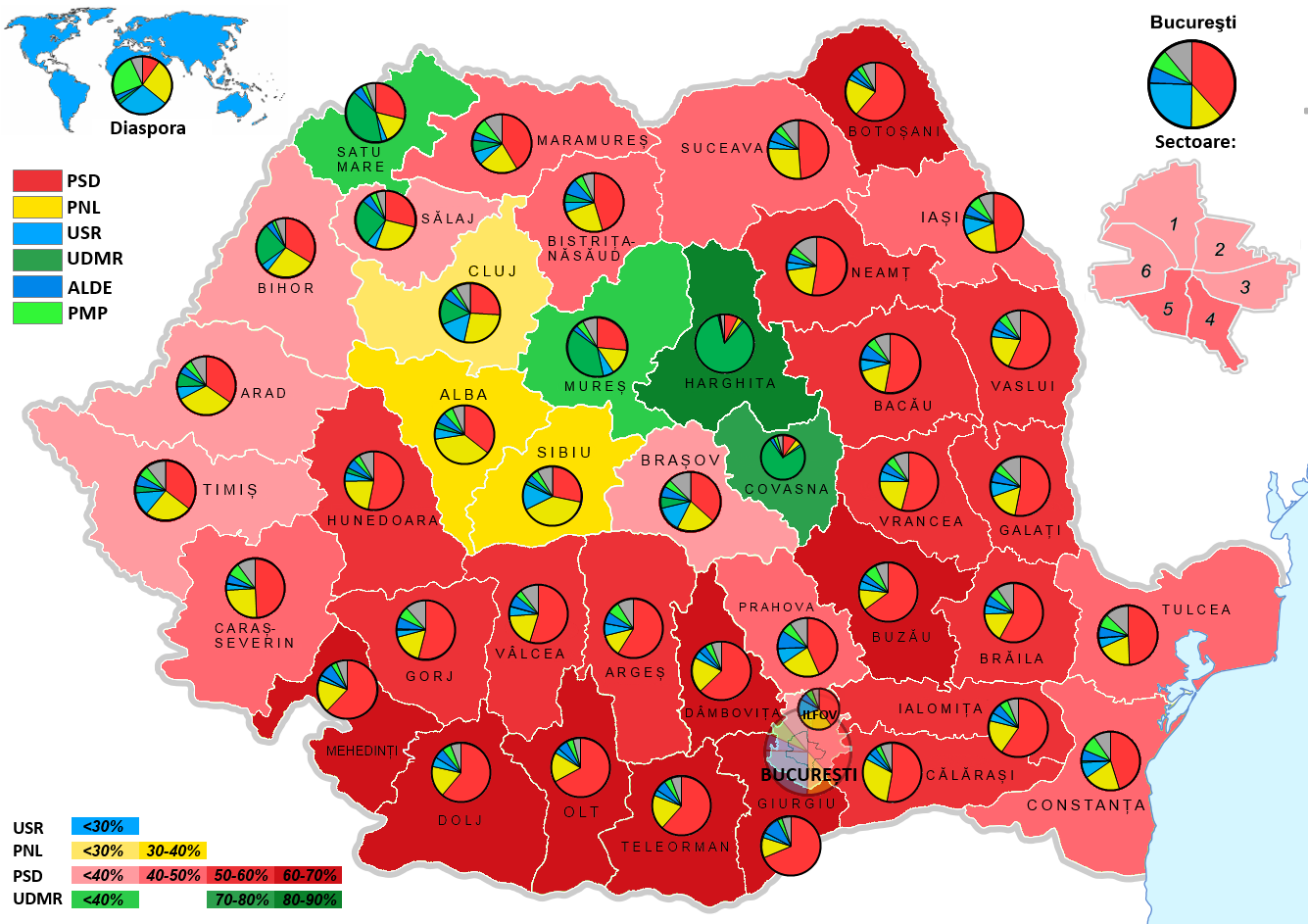
Distribuția geografică a voturilor pentru Camera Deputaților pe județe

### Derapajele democratice (2017–2020)
Începând cu anul 2017, politica românească a fost dominată de încercările președintelui PSD, Liviu Dragnea, de a schimba sistemul de justiție din România în favoarea sa și a apropiaților săi. Această perioadă, marcată de un lung șir de proteste de stradă, a luat sfârșit odată cu sentința de condamnare la închisoare a lui Dragnea în 27 mai 2019.

#### Guvernul Sorin Grindeanu
Pe data de 31 ianuarie 2017, guvernul Sorin Grindeanu, a adoptat Ordonanța de Urgență 13/2017 care legaliza infracțiunea de abuz în serviciu dacă paguba era sub suma de 200.000 lei. Această măsură a fost imediat contestată de o largă parte a societății, fiind interpretată ca o modalitate de a opri anchetele active care îl vizau pe liderul PSD, Liviu Dragnea. Ordonanța a fost abrogată pe 5 februarie 2017 în urma unor proteste masive în toată țara.
Guvernul Grindeanu a fost demis printr-o moțiune de cenzură inițiată de propriul partid la data de 29 iunie 2017.

#### Guvernul Mihai Tudose

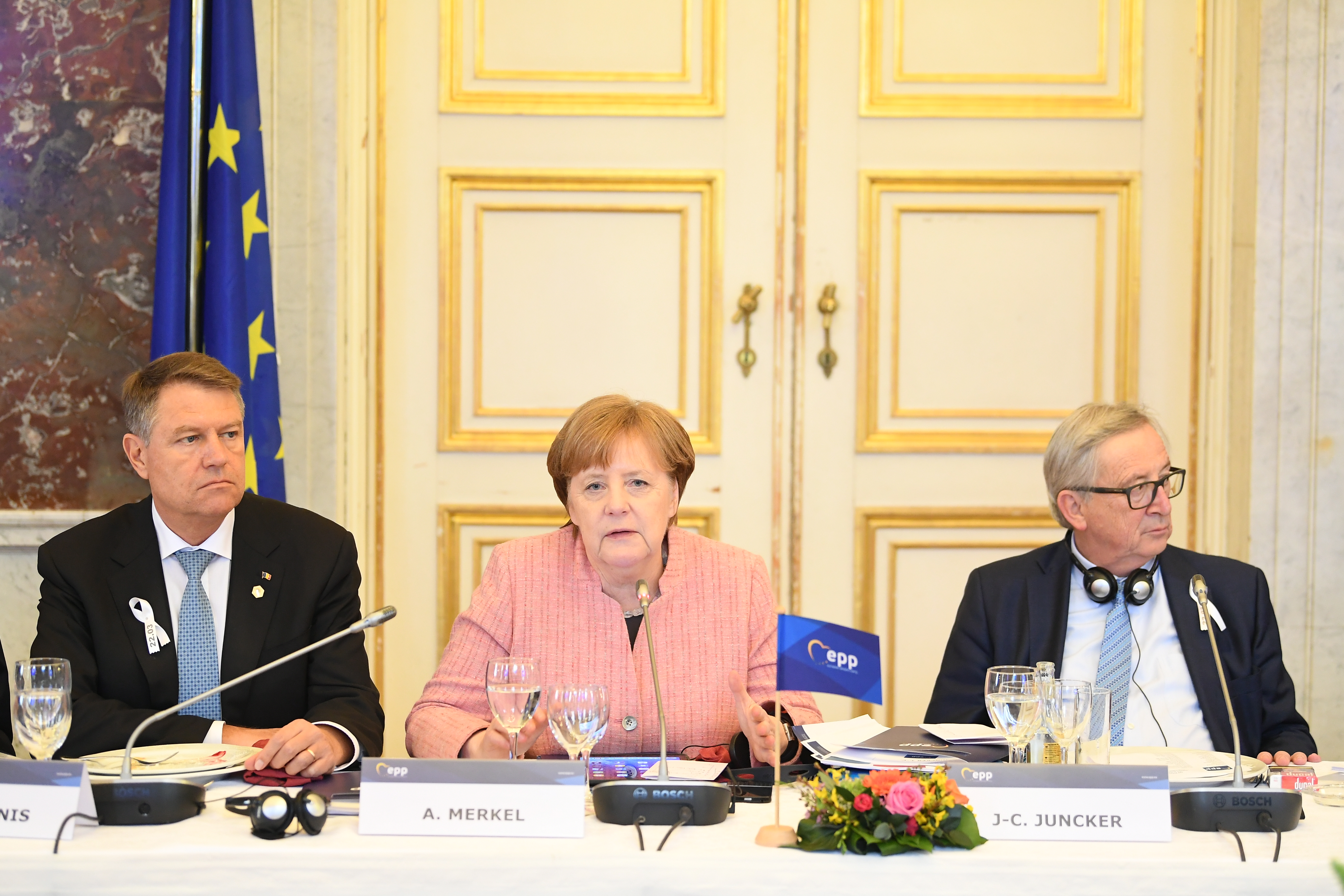
Klaus Iohannis la summitul EPP din 2018 cu Angela Merkel și Jean-Claude Juncker, președintele Comisiei Europene

După demiterea lui Sorin Grindeanu prin moțiune de cenzură de către propriul partid pentru că a refuzat să continue modificarea legilor justiției, Mihai Tudose a preluat funcția de prim-ministru al României la data de 29 iunie 2017. Guvernul s-a aplecat mai mult asupra unor modificări în sistemul fiscal, crescând contribuțiile la asigurările sociale ce trebuie să fie plătite statului de cei care derulează contracte de muncă. Măsurile guvernului au luat prin surprindere mediul de afaceri și au creat impredictibilitate a mediului fiscal. În paralel, Guvernul a renunțat să mai promoveze prin ordonanță de urgență modificări ale legislației penale care au atras nemulțumirea maselor populare și a lăsat Parlamentul să-și asume operarea lor. 
Prim-ministrul a revocat din funcție doi miniștri apropiați președintelui PSD, Liviu Dragnea, deoarece erau urmăriți penal, plus ministrul transporturilor cu care avusese o relație tensionată până atunci, astfel, s-a creat un conflict între șeful guvernului și șeful principalului partid din coaliția de guvernare, conflict care a dus la retragerea sprijinului politic al partidului respectiv (mai precis PSD) și la demisia prim-ministrului la data de 16 ianuarie 2018.

#### Guvernul Viorica Dăncilă

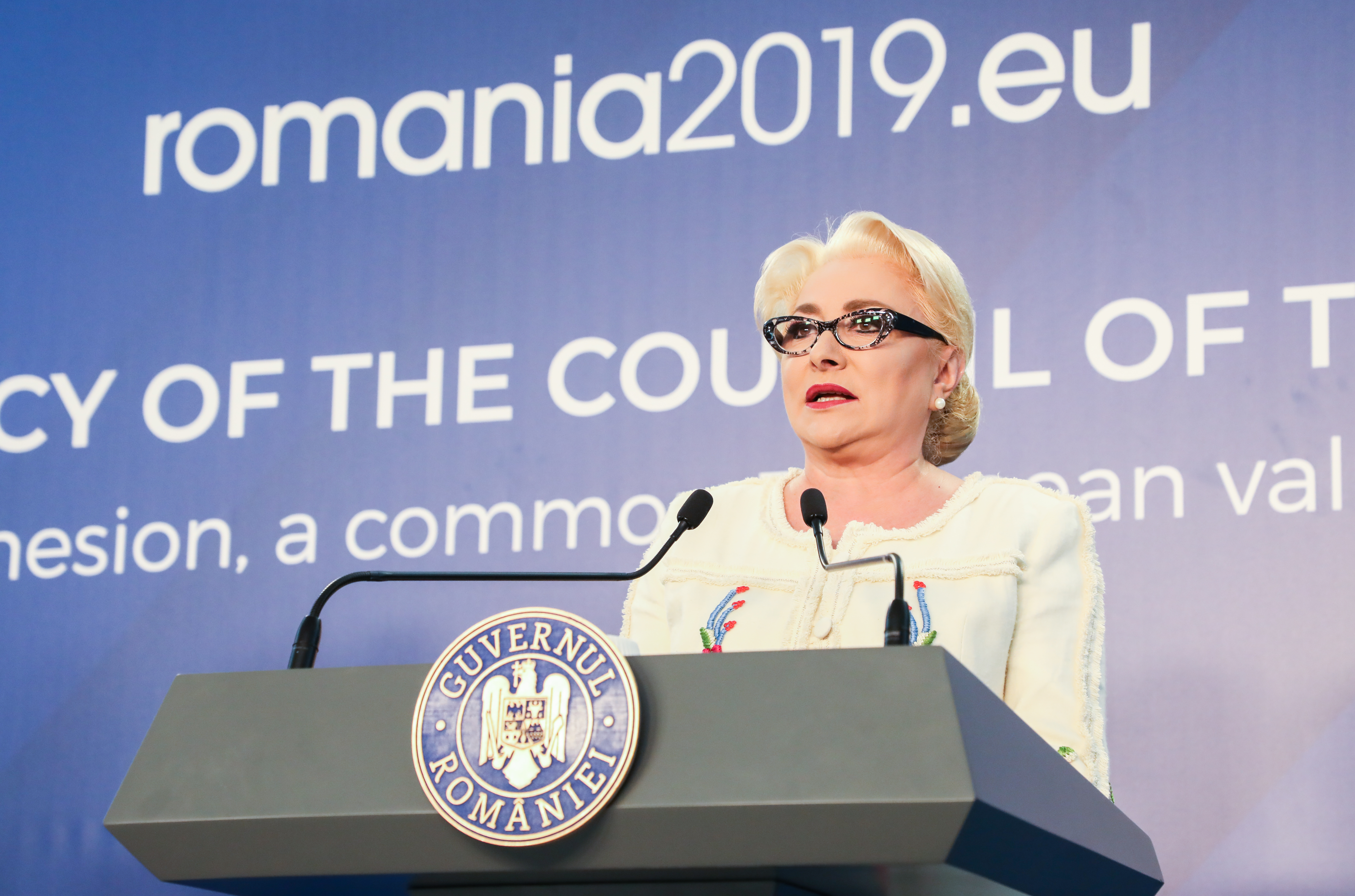
Viorica Vasilica Dăncilă

Pe 29 ianuarie 2018, Viorica Dancila a devenit prima femeie care a preluat funcția de prim-ministru din istoria României. S-a remarcat în mod negativ pentru gafele dese și incompetența administrativă. Din cauza abuzurilor comise, corupției și a incompetentei ce au dus la deficit, inflație, lipsa locurilor de munca în ciuda creșterii economice, protestele au luat amploare în marile orașe unde au participat zeci de mii de persoane.   

#### Schimbarea legilor justiției
Pe 22 februarie 2018, ministrul Justiției Tudorel Toader a anunțat că declanșează procedura de revocare din funcție a procurorului-șef al DNA, Laura Codruța Kövesi. Toader a prezentat și un raport privind activitatea managerială a DNA. Raportul a pus accent pe „excesul de autoritate, comportamentul discreționar, sfidarea autorității Parlamentului, a rolului și competențelor Guvernului, contestarea deciziilor Curții Constituționale și a autorității acesteia” manifestate de procurorul-șef al DNA. Anunțul a fost urmat de proteste în București, Cluj-Napoca, Iași, Sibiu, Brașov, Constanța și Timișoara.
În martie 2018 RISE Project a dezvăluit că autoritățile din Brazilia au în desfășurare o anchetă al cărei subiect este Liviu Dragnea, suspectat că ar fi folosit bani proveniți din afaceri corupte din România (Teldrum) la achiziția de proprietăți pe plaja din Cumbuco, la 30 km de Fortaleza, capitala statului Ceará. 
Pe 18 iunie 2018, plenul Camerei Deputaților a adoptat proiectul de modificare a Codului de procedură penală, cu 175 de voturi „pentru”, 78 de voturi „împotrivă” și o abținere. Opoziția a protestat în timpul votului, cerând în nenumărate rânduri retrimiterea la comisie, declarând abuzivă aprobarea legii, din moment ce comisia a dat raport în aceeași zi, în plen parlamentarii neprimind imprimat acest raport. Pe 12 octombrie 2018, după două zile de dezbateri, Curtea Constituțională a respins, cu unanimitate de voturi, 64 din cele 96 de modificări contestate aduse Codului de procedură penală.
Pe 4 iulie 2018, plenul Camerei Deputaților a adoptat, cu 167 de voturi „pentru”, 97 „împotrivă” și 19 abțineri, o serie de modificări controversate la Codul penal. Printre cele mai importante modificări sunt cele prin care se dezincriminează total neglijența în serviciu și parțial abuzul în serviciu. De asemenea, au fost redefinite o serie de concepte precum „grup infracțional organizat”, „favorizarea infractorului” și „trafic de influență”. Două noi infracțiuni introduse în Codul penal încurajează presiunile asupra magistraților. Acestea prevăd pedepse cu închisoarea pentru prezentarea unei persoane suspectate sau acuzate ca și cum ar fi condamnată, respectiv pentru „încălcarea dreptului la un proces echitabil, la judecarea cauzei de un judecător imparțial și independent prin orice intervenție care afectează procesul de repartizare aleatorie a dosarelor”. 

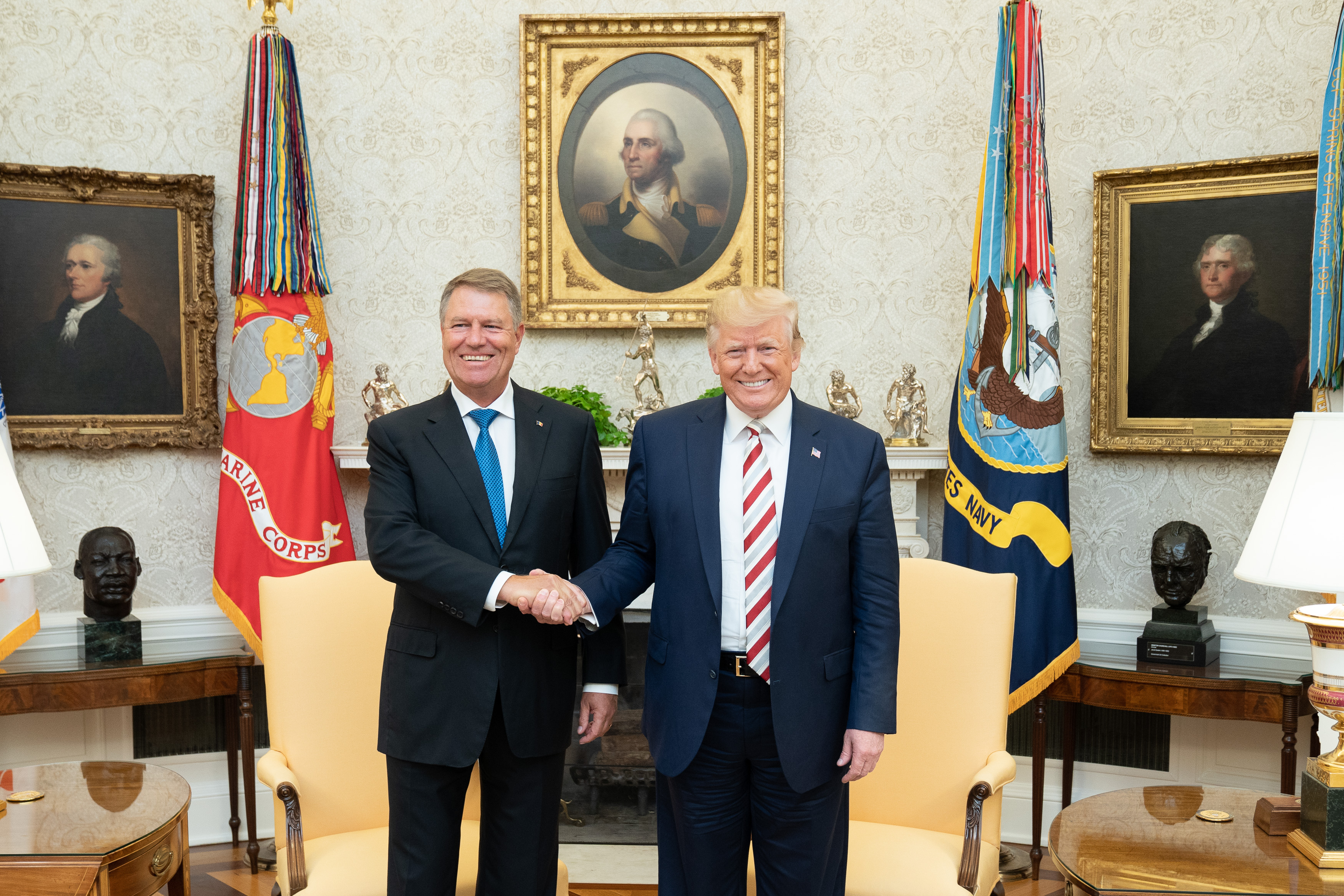
Klaus Iohannis invitat pentru a doua oara la Casa Alba de către președintele american Donald Trump

Pe 9 iulie, deși a respins de nenumărate ori cererile ministerului justiției, președintele Klaus Iohannis a semnat decretul de demitere a Laurei Codruța Kövesi.
Pe 10 august, 100.000 de oameni au protestat în Piața Victoriei din București. Aceștia au cerut demisia Guvernului Dăncilă, nemulțumiți de modul de guvernare al social-democraților și de deciziile luate de aceștia privind legile justiției și Codurile penale, de demiterea procurorului-șef al Direcției Naționale Anticorupție, Laura Codruța Kövesi, de gafele premierului Viorica Dăncilă și de faptul că liderul PSD Liviu Dragnea se află la conducerea Camerei Deputaților în pofida faptului că a fost condamnat la închisoare. La mitingul diasporei au participat români din țară și din alte țări ale lumii. Membrii partidelor aflate la guvernare au avut o atitudine ostilă față de protestatari. Mitingul a fost marcat de violențe între protestatari și forțele de ordine. Protestul a degenerat după ce printre protestatarii pașnici s-au infiltrat „grupuri violente și galerii ale unor echipe de fotbal”, forțele de ordine intervenind pentru a dispersa mulțimea cu ajutorul unor grenade cu gaz lacrimogen (de tip CS și OC) și al unui tun cu apă. 452 de persoane, printre care copii și jandarmi, au avut nevoie de îngrijiri medicale; dintre acestea 70 au fost spitalizate. USR a cerut demisia ministrului de Interne, Carmen Dan, și a șefului Jandarmeriei Române, Sebastian Cucoș, „pentru spectacolul de brutalitate de la mitingul diasporei din Piața Victoriei”. Uniunea a condamnat faptul că, în timpul manifestației, oameni nevinovați au fost prinși în conflictul dintre jandarmi și galeriile de fotbal. 

#### Protestele anticorupție
În ianuarie 2017, la două săptămâni după învestirea guvernului PSD–ALDE condus de Sorin Grindeanu, au început în România o serie de proteste de stradă față de intențiile guvernului de a modifica legea grațierii și de a amenda Codul penal. În prima zi, în 18 ianuarie, au manifestat în jur de 5.000 de oameni, din care aproape 4.000 în București. În următoarele zile protestele au luat amploare în toată România și în diaspora, mai ales după ce ministrul de Justiție, Florin Iordache, a anunțat prin mass-media, în jurul orei 24 din noaptea de 31 ianuarie, publicarea de către guvern în Monitorul Oficial a ordonanțelor privind grațierea unor fapte de corupție și modificarea Codului penal prin dezincriminarea abuzului în serviciu. Protestele au atins apogeul în seara de duminică, 5 februarie, când peste 600.000 de manifestanți au protestat în toată țara, în ciuda faptului că în aceeași zi, guvernul anunțase abrogarea OUG 13. Protestele au devenit cunoscute, neoficial, și sub numele de Tineriada sau protestele #REZIST, hashtag devenit simbolul mișcărilor de protest. Protestele s-au bucurat și de susținerea unor personalități autohtone.
Guvernele care au urmat au continuat seria de modificări la legile justiției, primite cu nemulțumire din partea opoziției și a președintelui Klaus Iohannis și un nou val de manifestații. Abuzul în serviciu, unul dintre cauzele mișcării de protest, a fost dezincriminat aproape complet pe 2 iulie 2018.

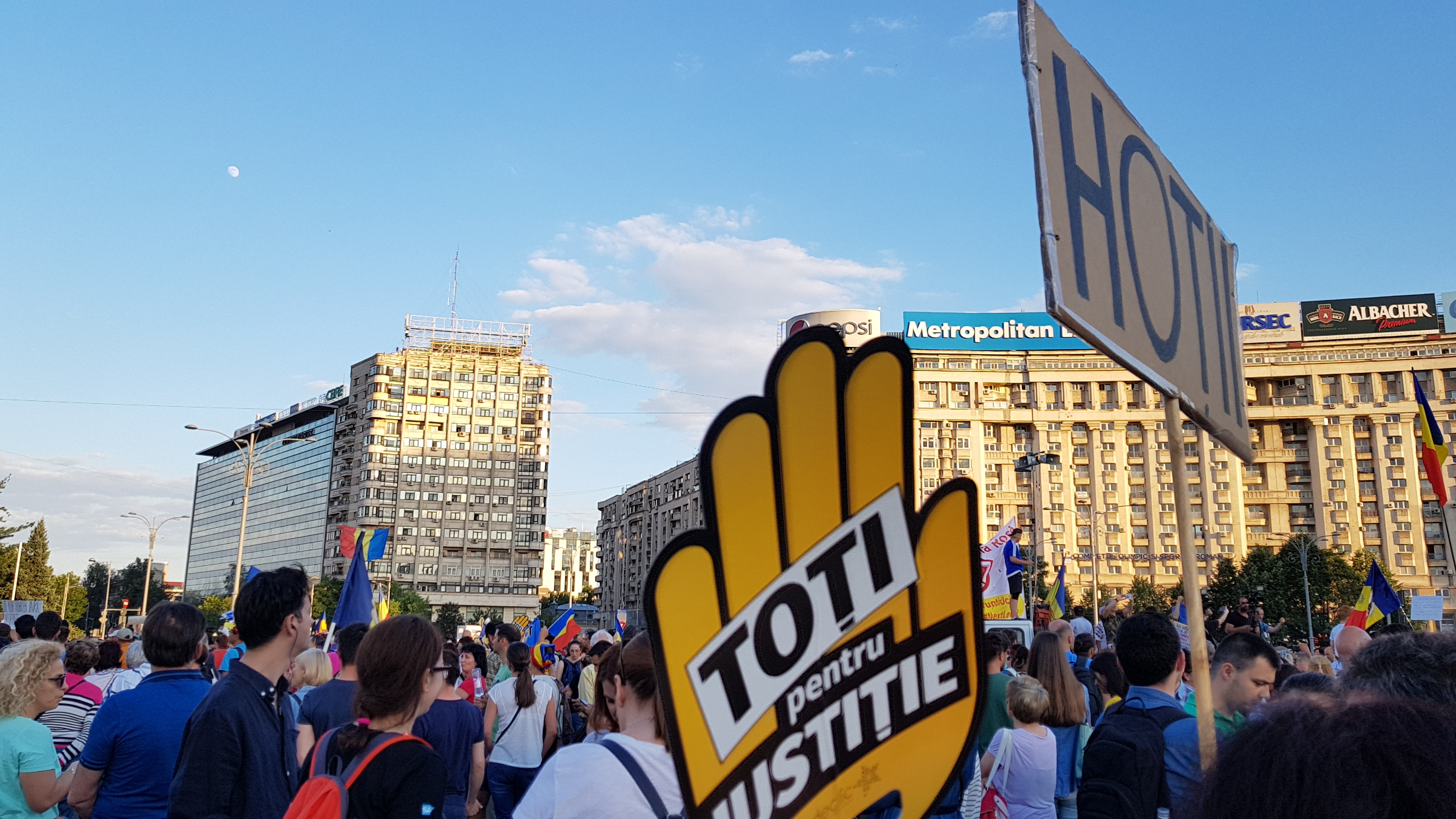
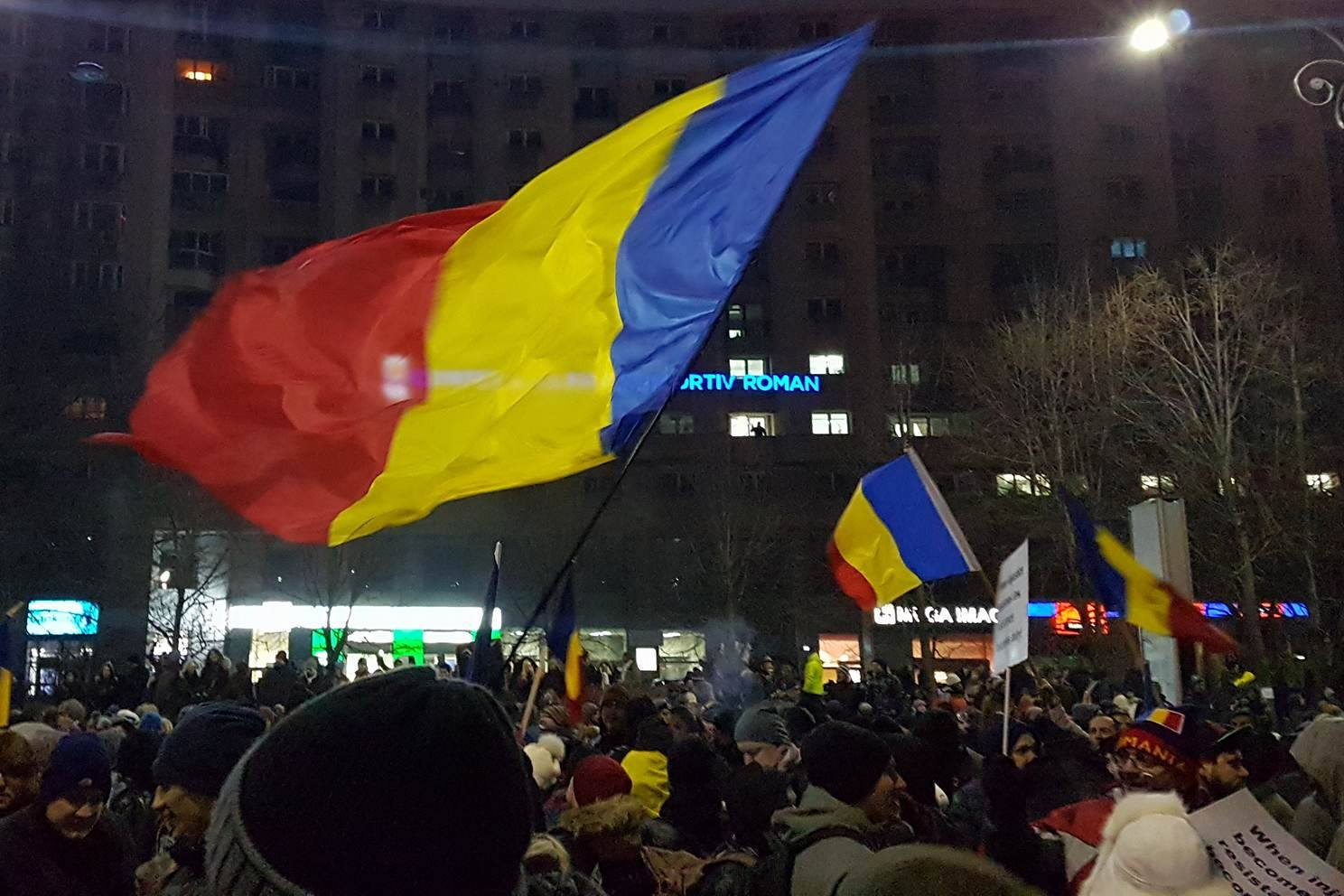
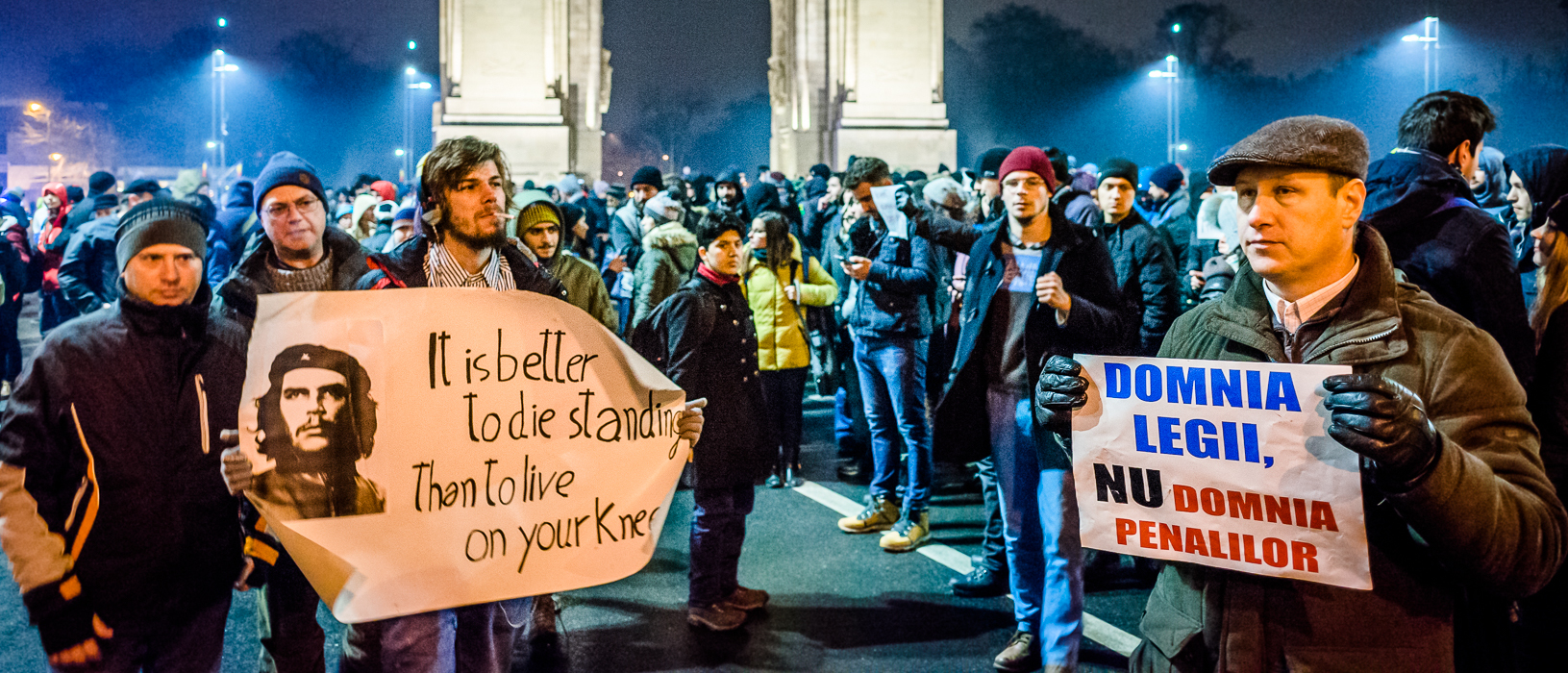
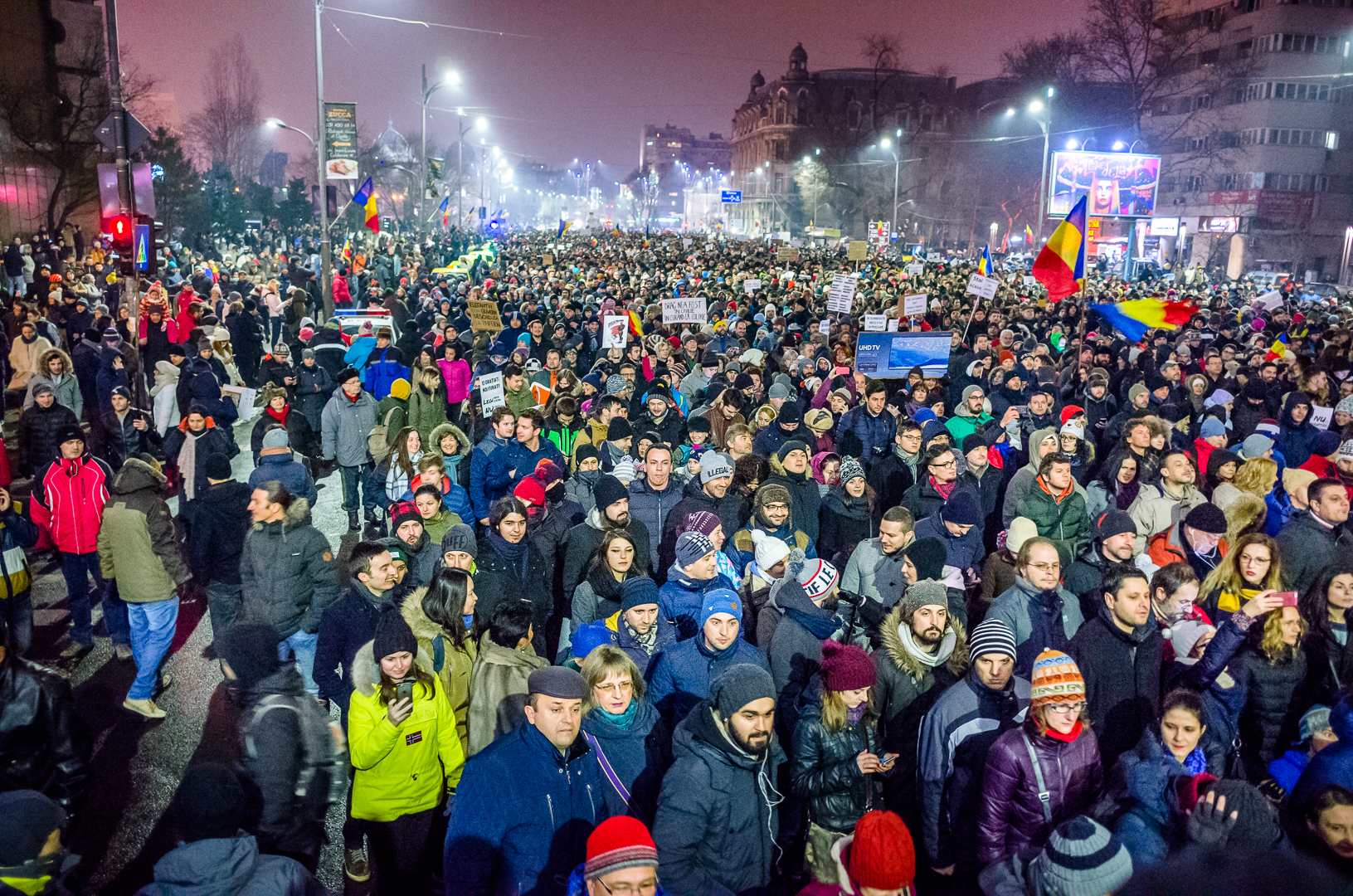
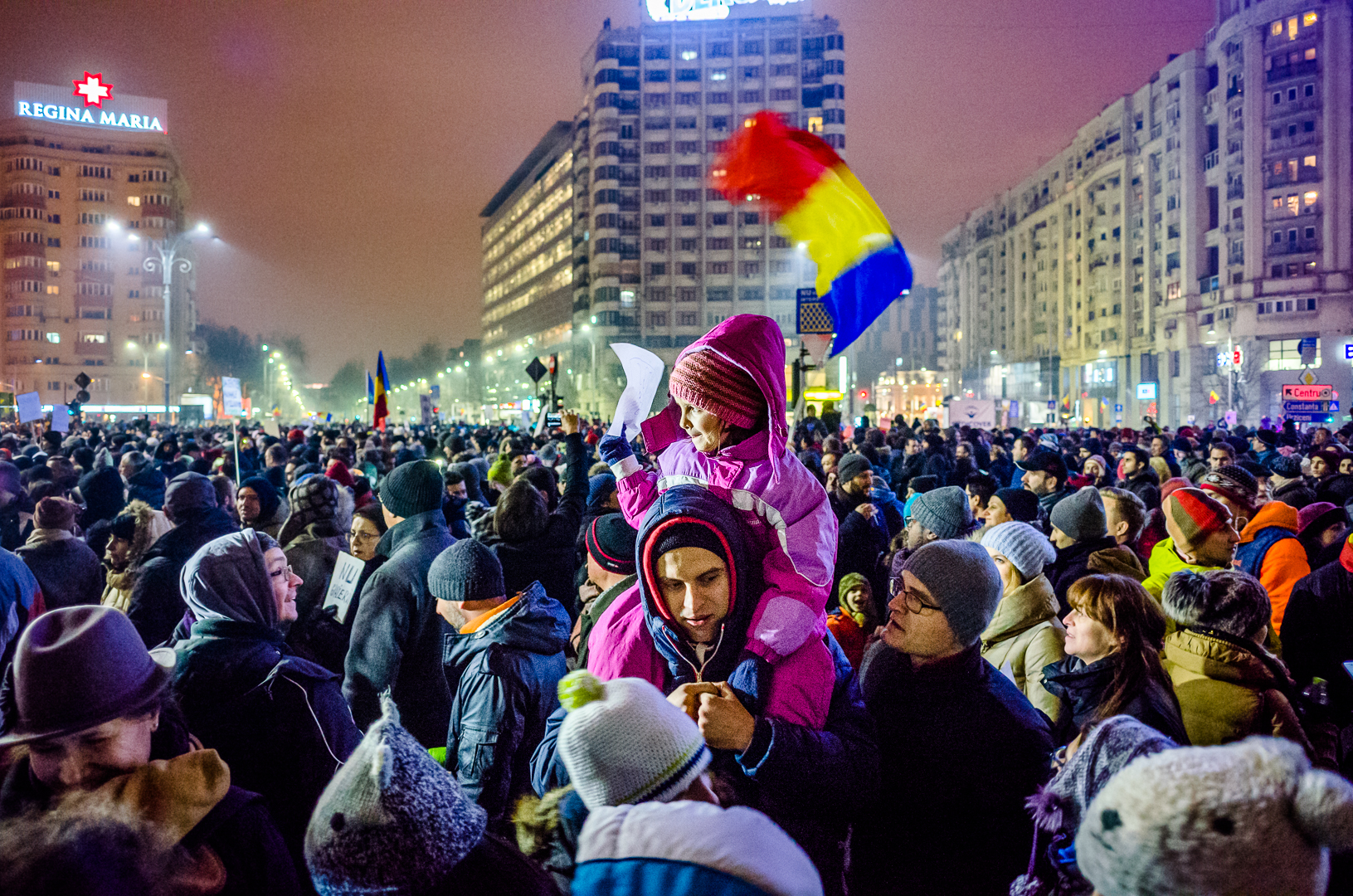
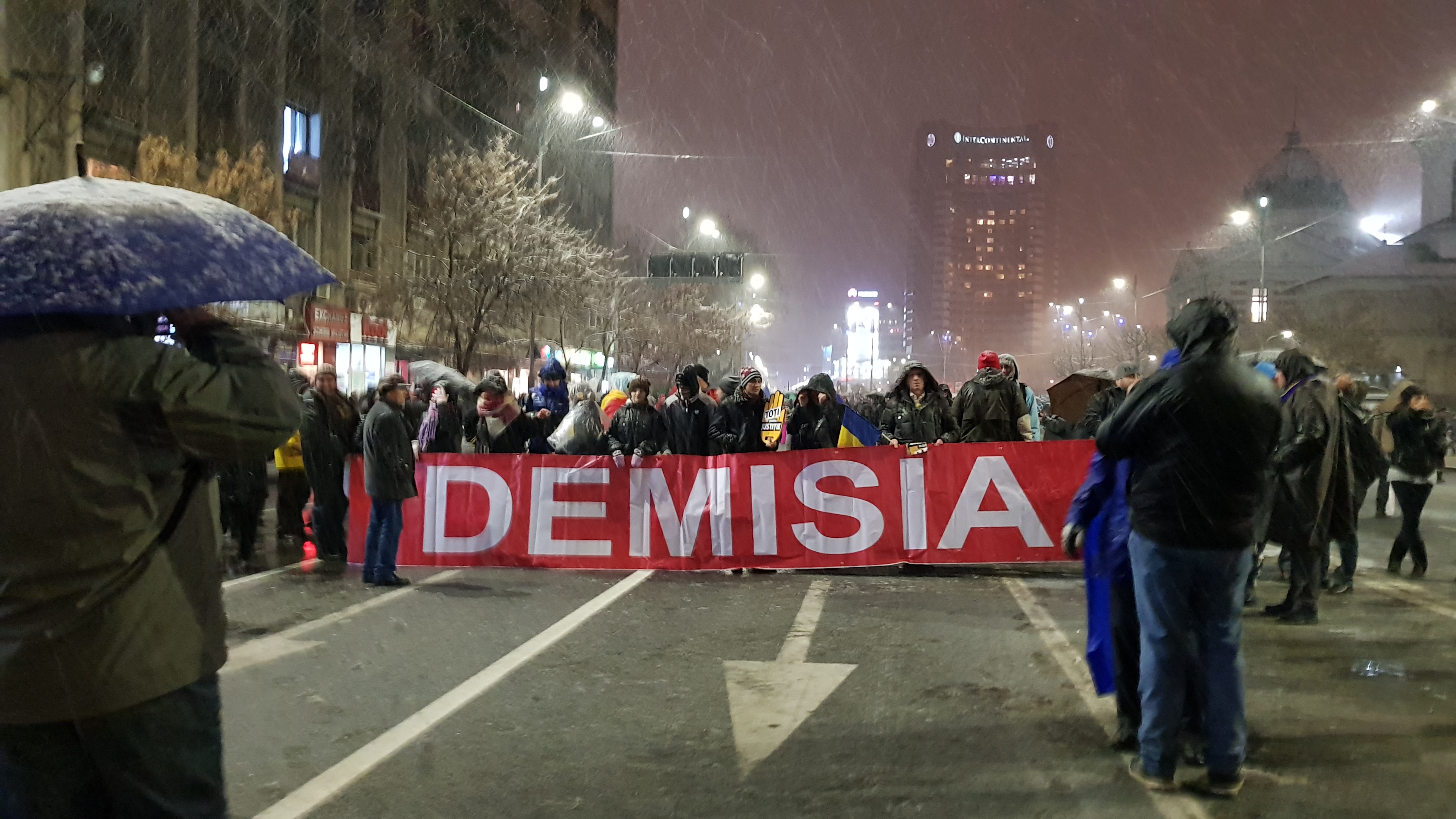

#### Referendumul din 2018
Între zilele 6-7 octombrie 2018, coaliția de guvernare a organizat un referendum pentru modificarea constituției, declarând căsătoria ca fiind posibilă legal doar între un bărbat și o femeie, introducând în actul fundamental interzicerea căsătoriilor între persoane de același sex. Referendumul nu a fost validat din cauza prezenței scăzute la vot.

#### Alegerile europarlamentare și prezidențiale din 2019
Pe 2 februarie 2019, partidele Uniunea Salvați România (USR) și Partidul Libertate, Unitate și Solidaritate (PLUS) s-au unit într-o alianță numita Alianța 2020 USR-PLUS condusa de Dacian Cioloș și Dan Barna. Pe 26 mai 2019, la alegerile europarlamentare, PNL a câștigat 10 mandate, depășind PSD care a luat doar 8 mandate, la fel și USR-PLUS. Partidele noi înființate precum PRO România condusa de Victor Ponta și PMP intra la rândul lor în parlamentul european. Dacian Cioloș devine liderul noii formațiuni europarlamentare, Renew Europe, succesorul grupului Alianței Liberalilor și Democraților pentru Europa (ALDE).
PSD obține cea mai grea înfrângere din perioada post-decembrista, obținând 22,5%. În aceeași zi, referendumul consultativ pe tema justiției care s-a desfășurat tot pe 26 mai 2019 la inițiativa președintelui Klaus Iohannis prin care propune să interzică ordonanțele de urgenta pentru schimbarea legilor și amnistia politicienilor corupți, a fost validat în contextul în care 41,28% dintre românii cu drept de vot s-au prezentat la urne. Liderul PSD, Liviu Dragnea a fost condamnat definitiv cu executare în dosarul angajărilor fictive la DGASPC Teleorman la 3 ani și jumătate de închisoare. Ura populației față de guvernul PSD a sporit după incompetența manifestată de autorități în cazul crimelor de la Caracal. 
Pe 26 august 2019, partidul lui Călin Popescu-Tăriceanu, ALDE, decide să iasă de la guvernare, lăsând PSD singurul partid la guvernare. Parlamentul a destituit guvernul PSD condus de Dăncilă rămas fără susținere prin moțiune de cenzură, cu 238 voturi „pentru” dintre cele 244 exprimate.

În turul 2 al alegerilor prezidențiale din 24 noiembrie 2019, președintele în funcție, Klaus Iohannis, susținut de PNL, a fost reales pentru al doilea mandat cu un scor istoric de 66%, votat de 6.509.135 de cetățeni cu drept de vot, în vreme ce Viorica Dăncilă, candidatul PSD, a pierdut alegerile cu 33%, fiind votata de 3.339.922 de cetățeni cu drept de vot.

Rezultatele alegerilor europarlamentare și prezidențiale din 2019
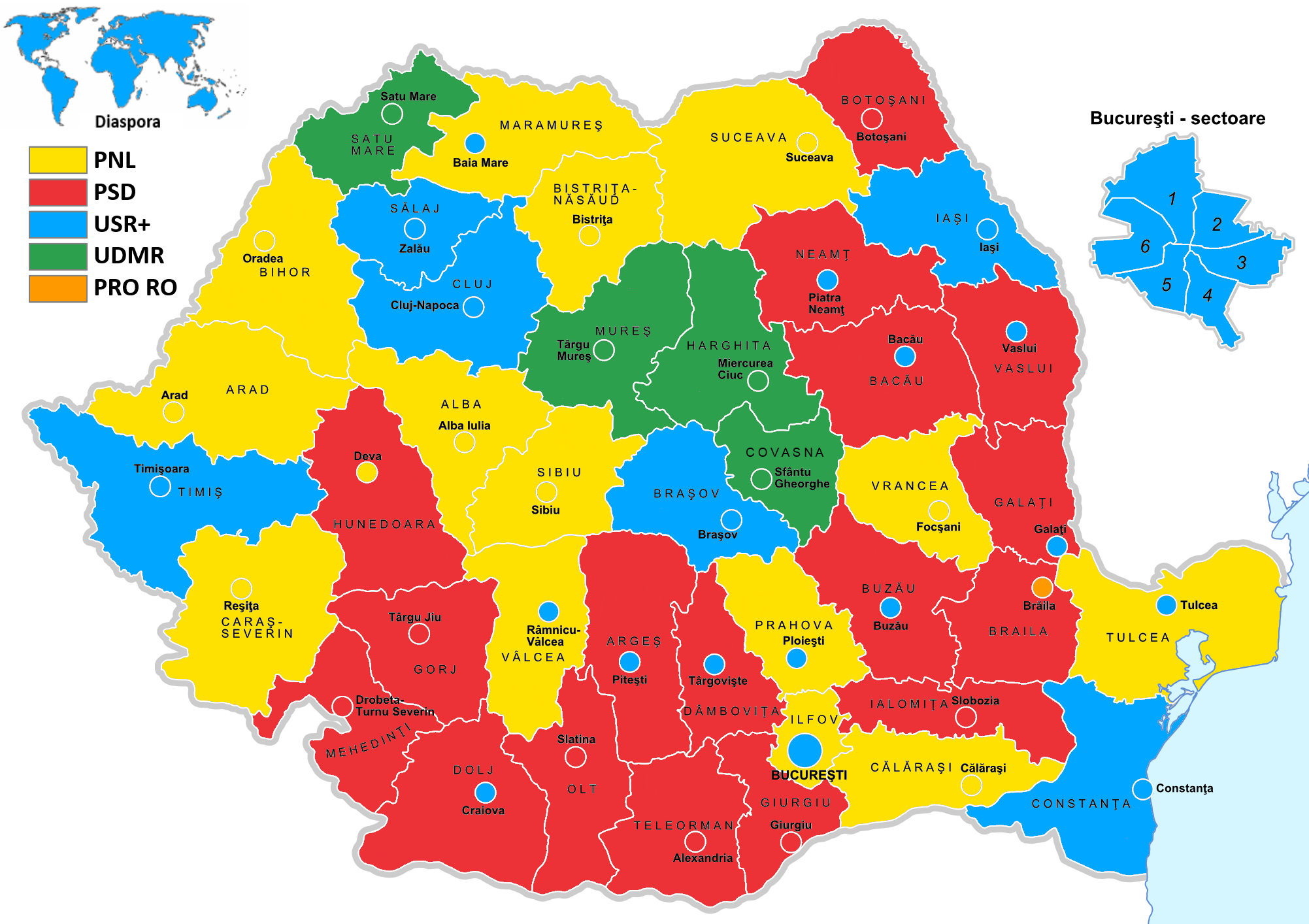
Distribuția geografică a voturilor de la europarlamentare pe județe, reședințe de județ și în diaspora
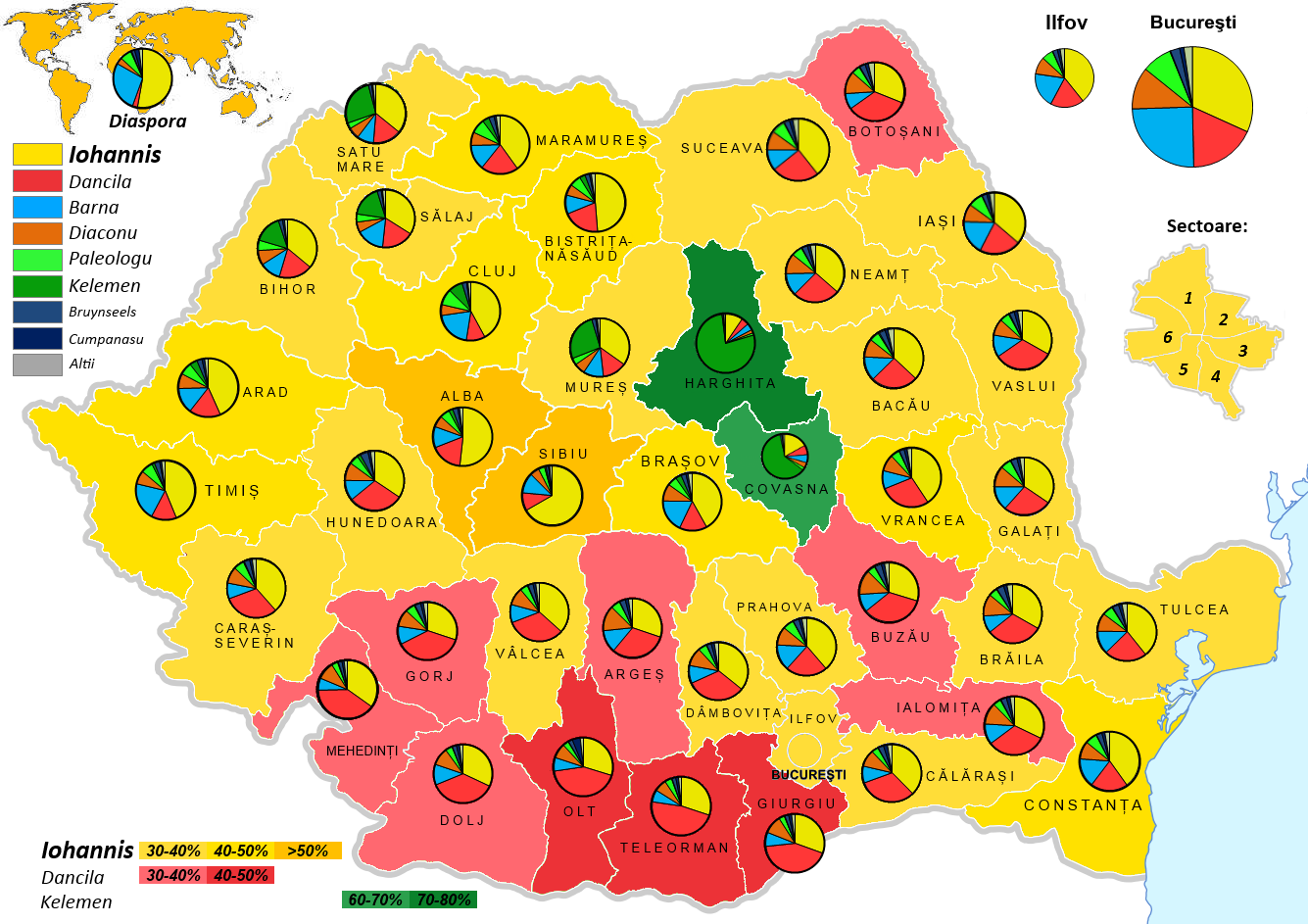
Distribuția geografică a voturilor pe județe (primul tur)
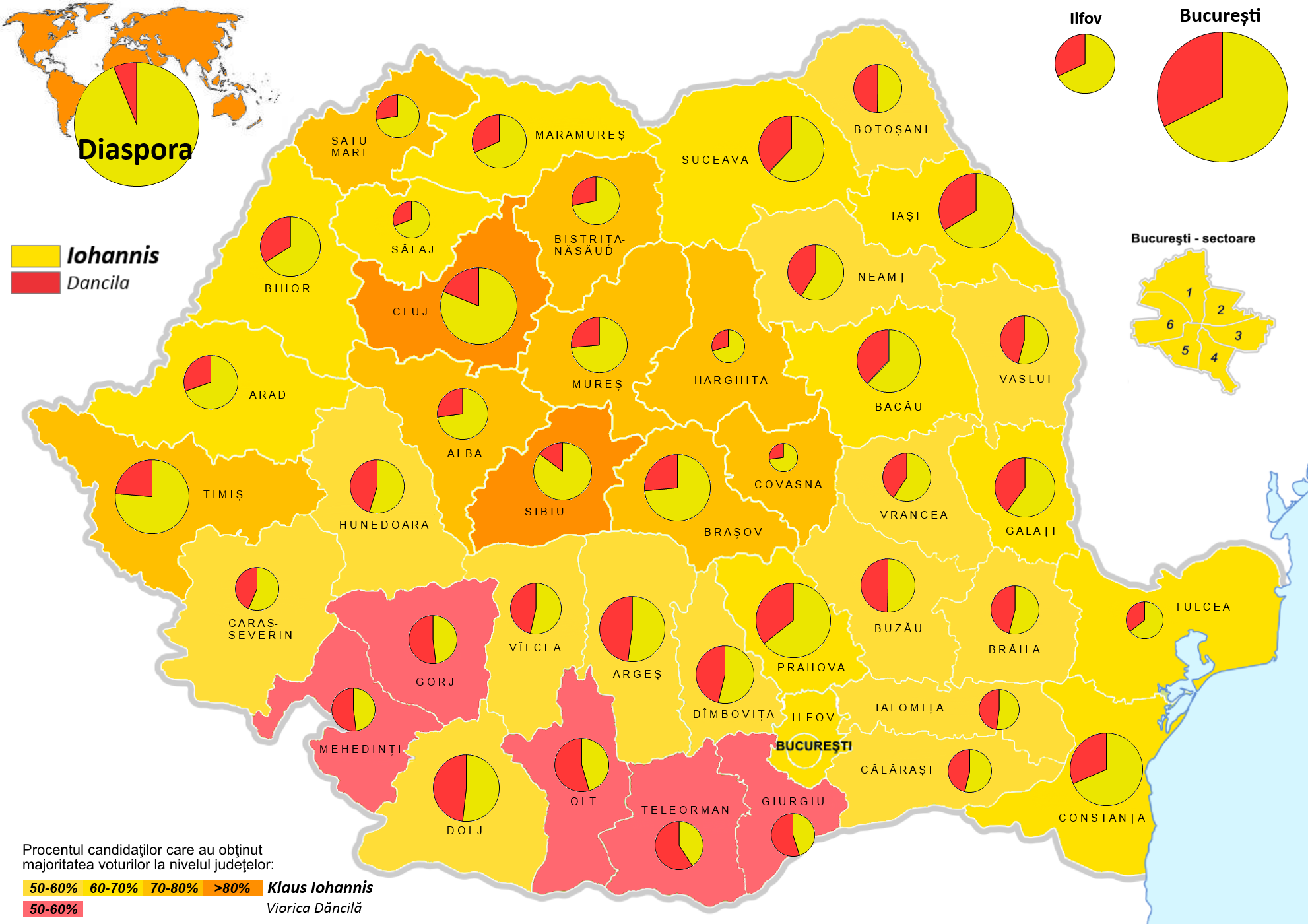
Distribuția geografică a voturilor pe județe (turul doi)
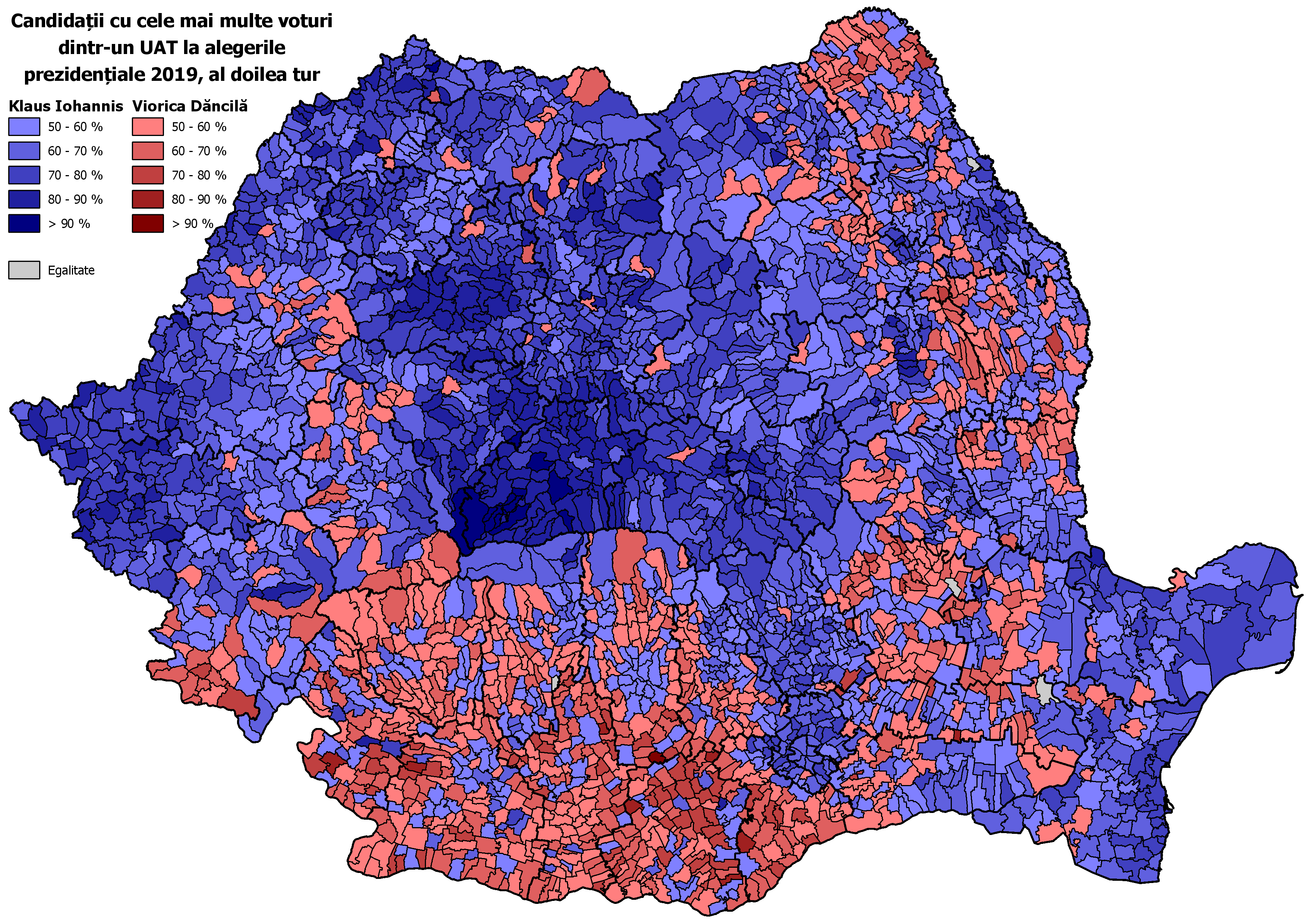
Distribuția geografică a voturilor pe unitate administrativă (turul doi)

## Pandemia de COVID-19 și rocada guvernamentală
Infecția cu virusul SARS-CoV-2, care a apărut în decembrie 2019 în orașul Wuhan, China, de unde s-a propagat în majoritatea provinciilor chineze și majoritatea țărilor din lume, provocând o pandemie, au început sa fie înregistrate cazuri și în România din 26 februarie 2020. În contextul evoluției situației epidemiologice pe teritoriul României determinată de răspândirea COVID-19 și creștere masivă a numărului de persoane infectate cu corona-virusul SARS-CoV-2 în România, Președintele României, Klaus Iohannis, a semnat luni, 16 martie 2020, decretul privind instituirea stării de urgență pe teritoriul României pentru 30 de zile, iar la data de 14 aprilie 2020 a fost semnat decretul de prelungire a stării de urgență cu încă 30 de zile. În postura descreșterii numărului de cazuri de îmbolnăvire cu COVID-19, Președintele României, Klaus Iohannis a promulgat, vineri 15 mai 2020 legea privind instituirea stării de alertă pe teritoriul României pentru 30 de zile.

#### Guvernul Ludovic Orban

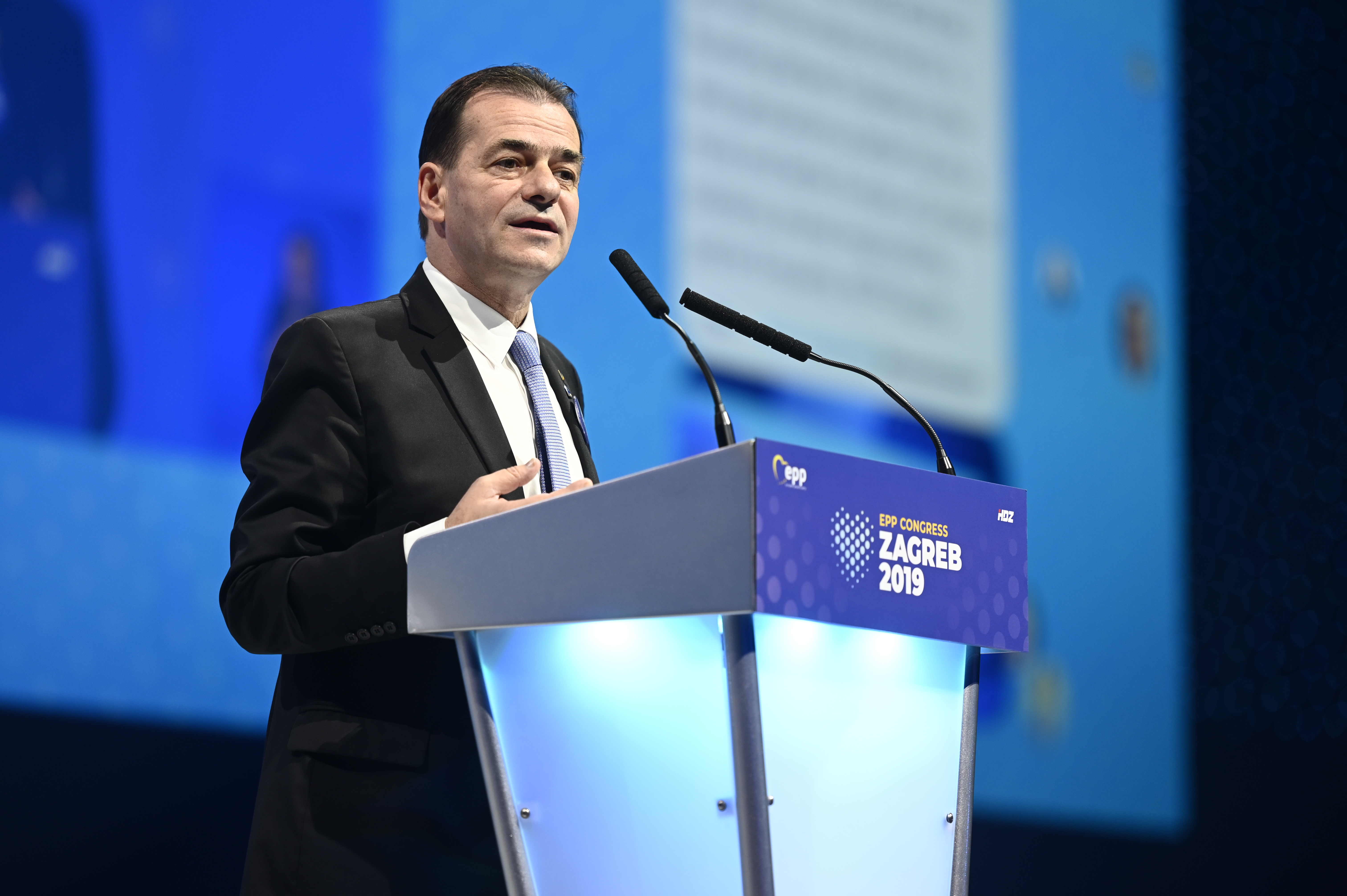
Ludovic Orban

Ludovic Orban, președintele PNL, a fost desemnat prim-ministru al primului guvern liberal omogen după 82 ani, de la cabinetul interbelic al lui Gheorghe Tătărescu care și-a încheiat activitatea guvernamentală în anul 1937.

#### Alegerile din 2020

Rezultatele alegerilor locale și parlamentare din 2020
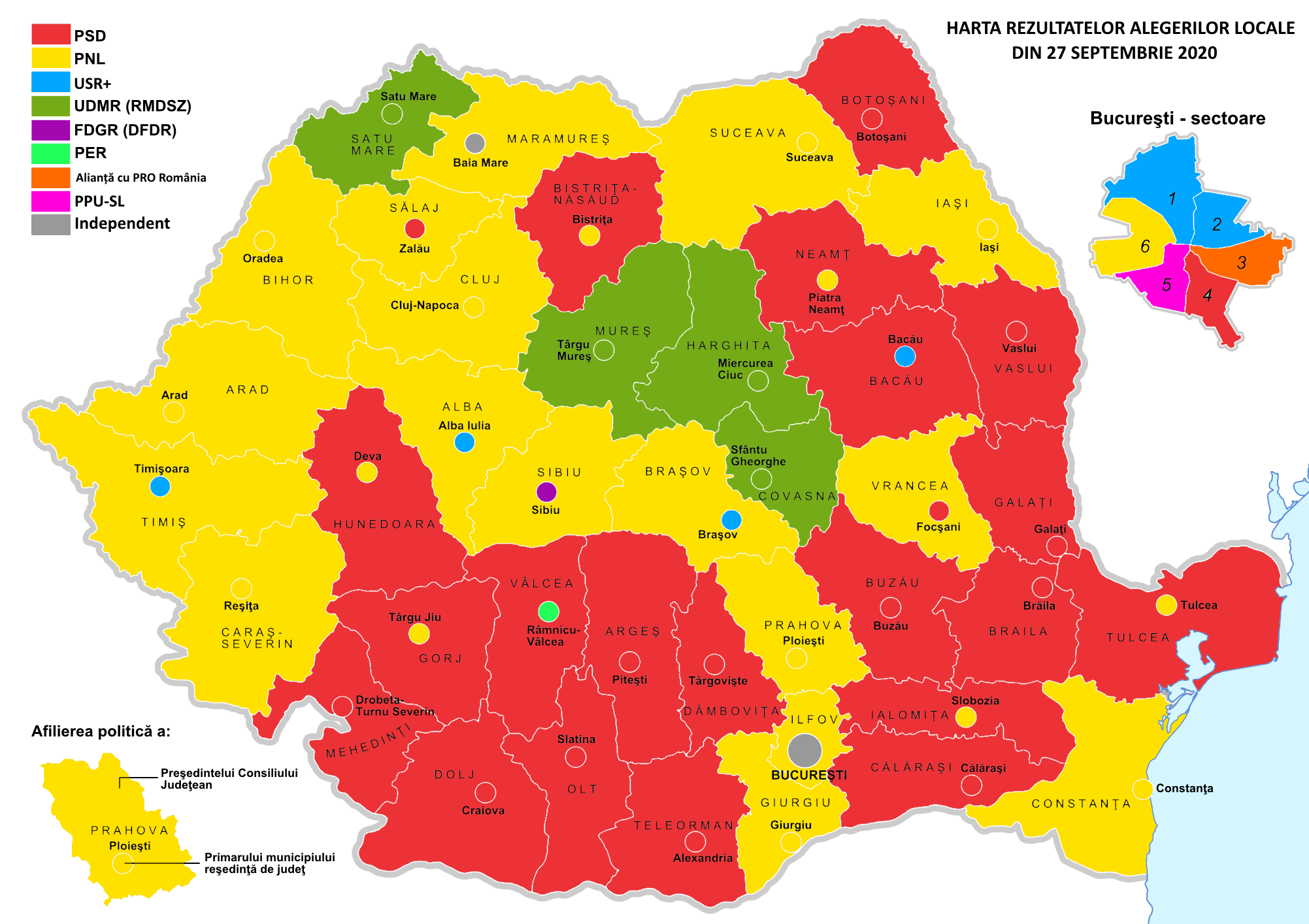
Apartenența politică a președinților de consilii județene și a primarilor municipiilor
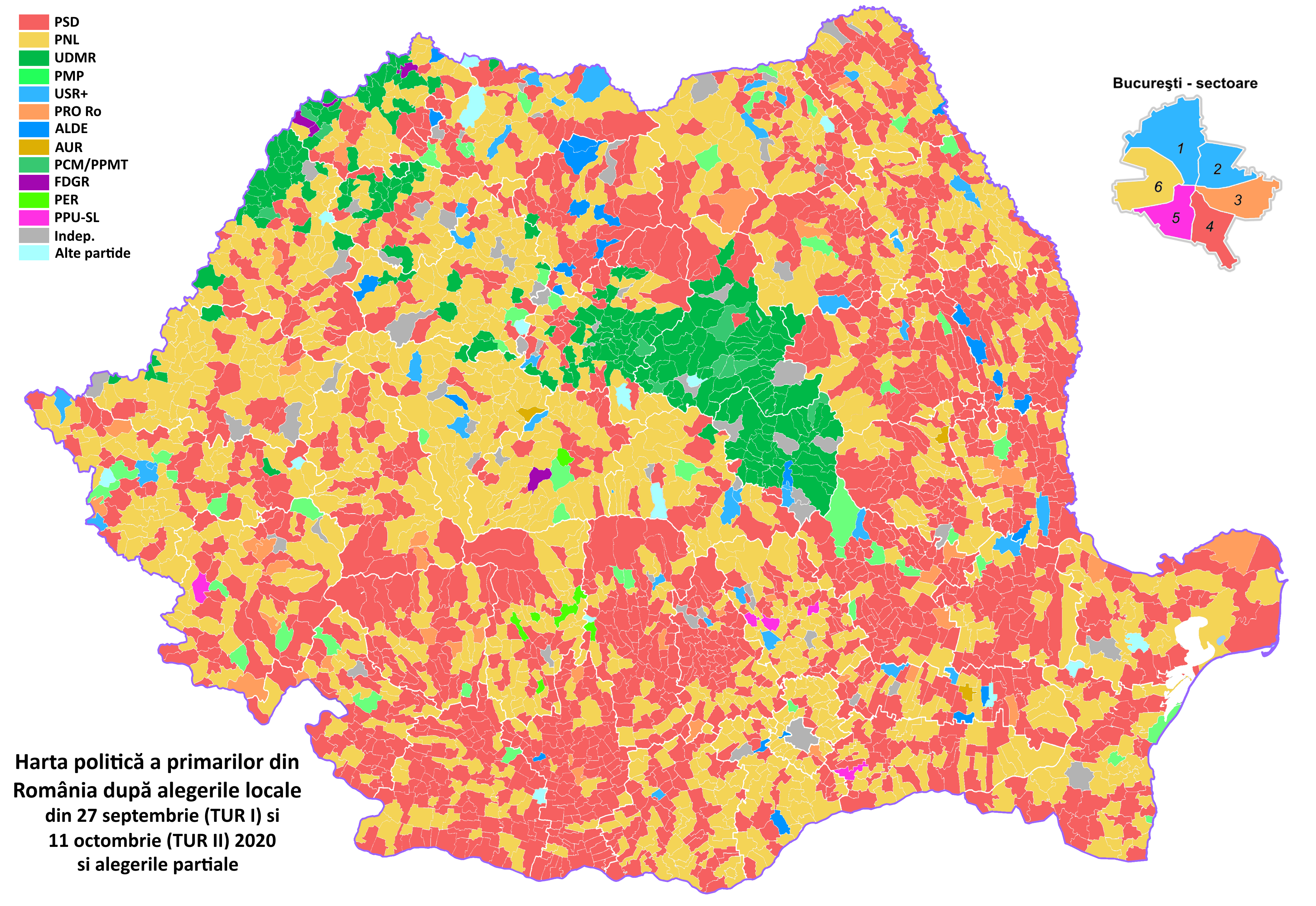
Apartenența politică a primarilor tuturor unităților administrative
Împărțirea locurilor din Camera Deputaților
Împărțirea locurilor din Senat
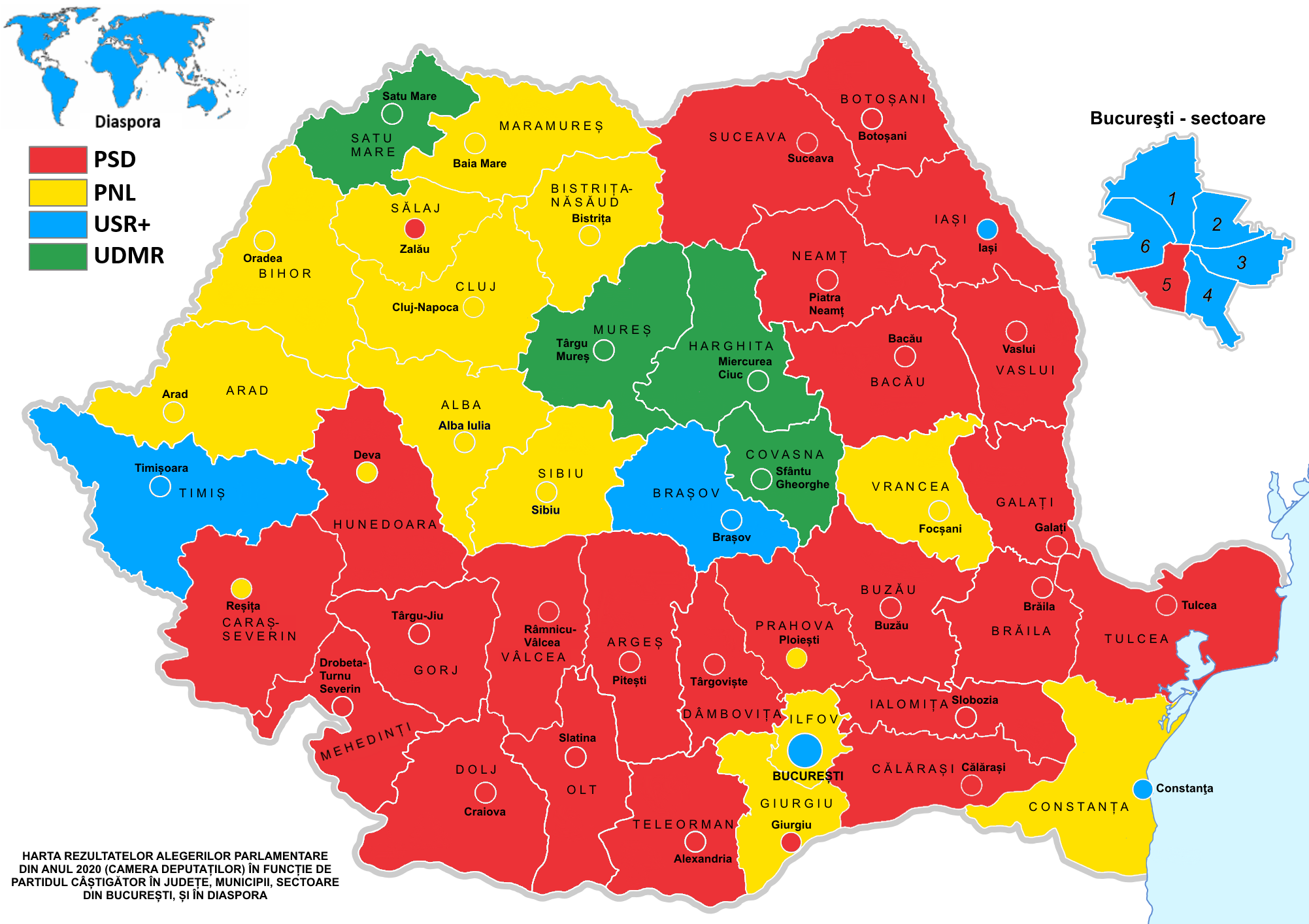
Cel mai votat partid în fiecare județ și municipiu (Camera Deputaților)
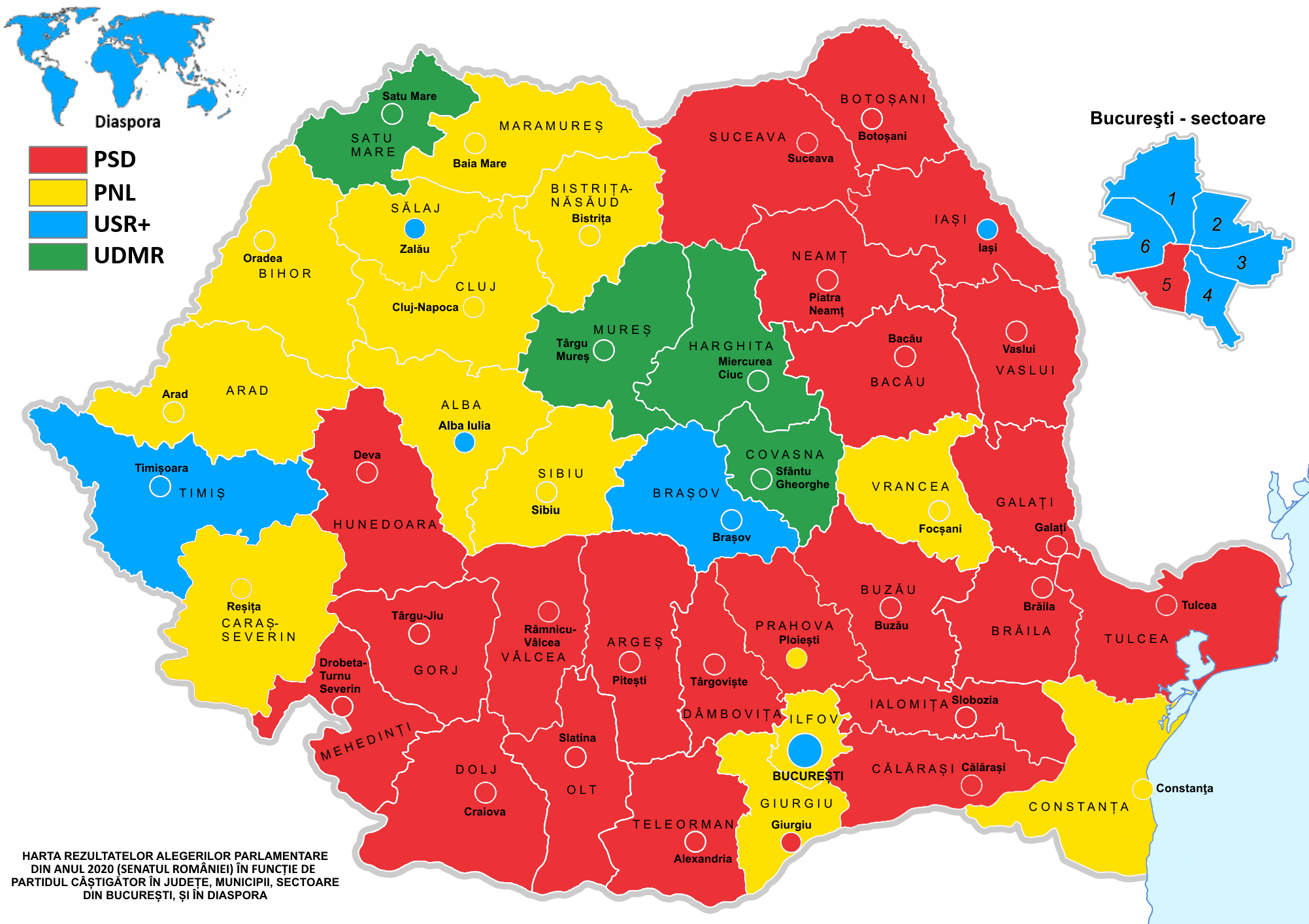
Cel mai votat partid în fiecare județ și municipiu (Senat)
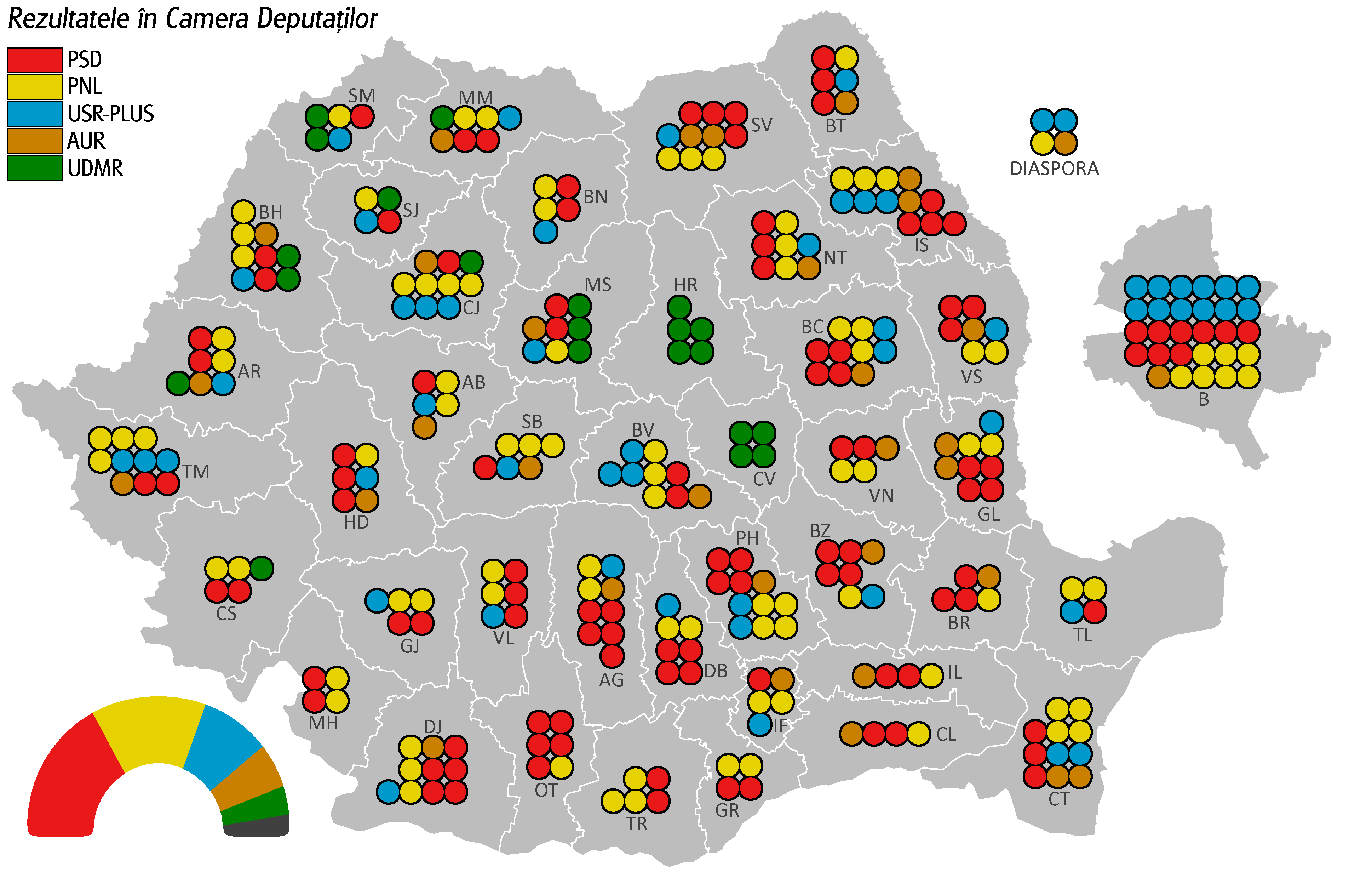
Apartenența politică a deputaților pe județ
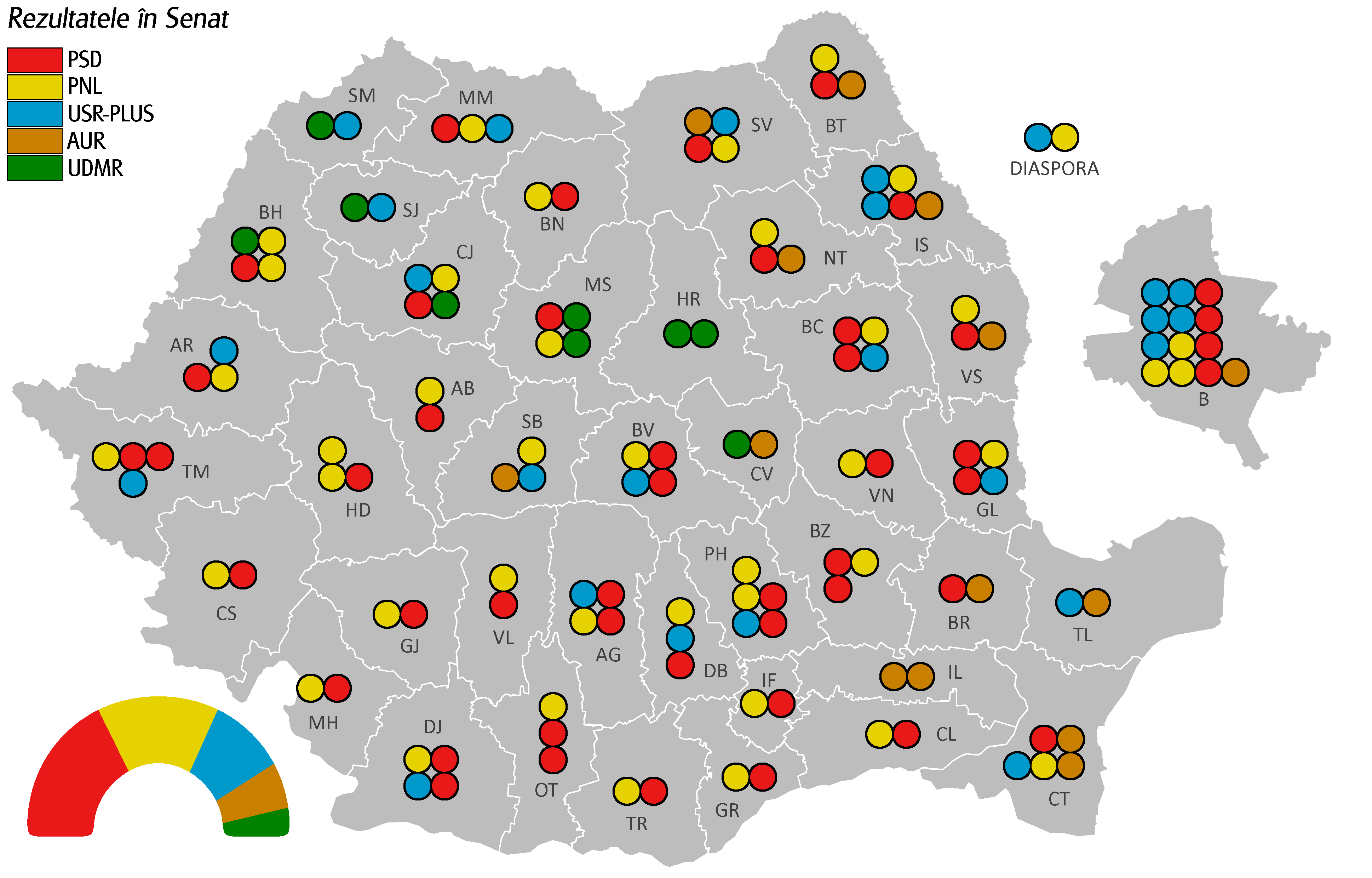
Apartenența politică a senatorilor pe județ

### După 2020

#### Guvernul Florin Cîțu

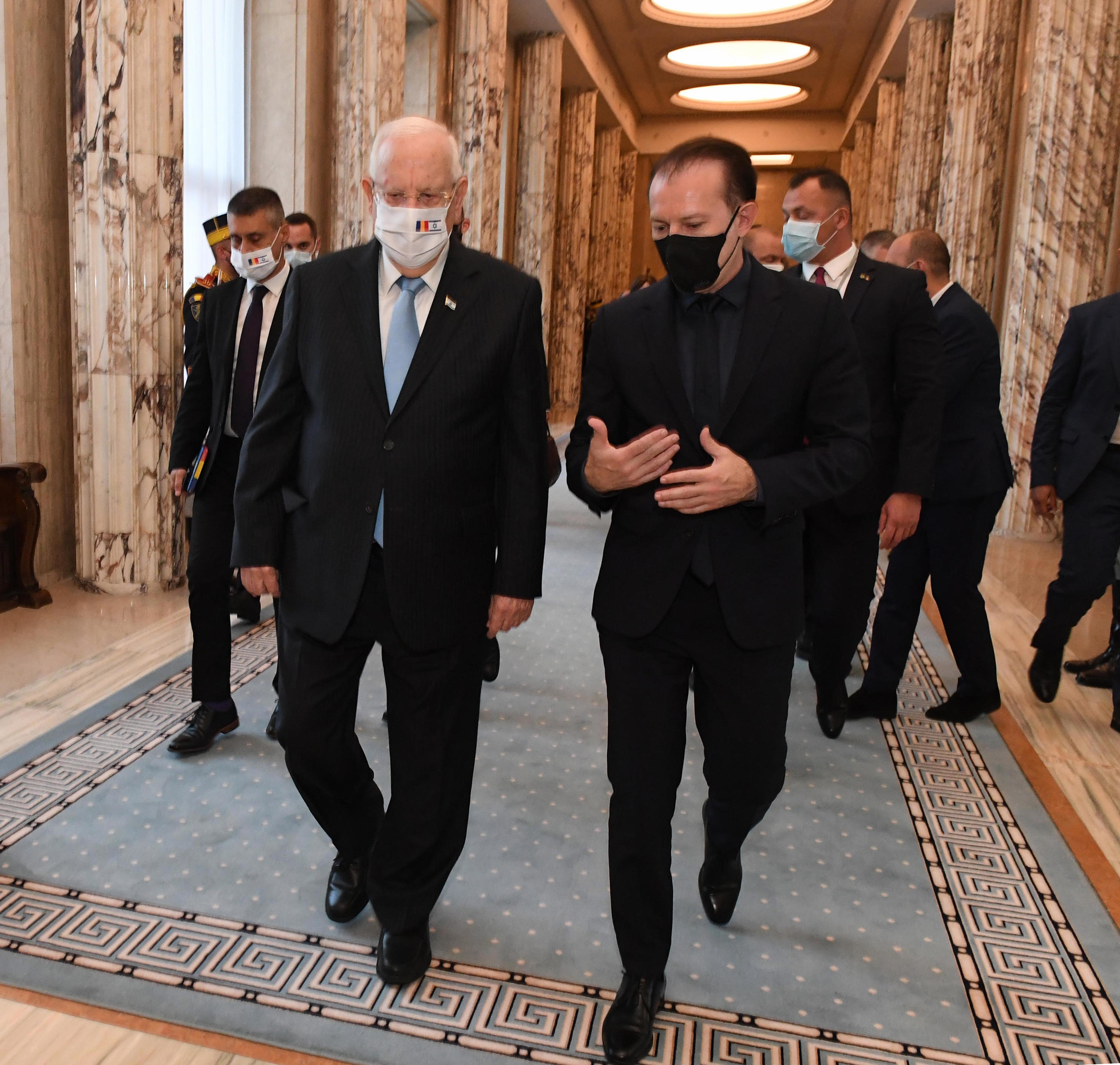
Premierul Florin Cîțu, în timpul vizitei de stat a lui Reuven Rivlin, 8 iunie 2021

Florin Cîțu a devenit primul ministru al României pe 23 decembrie 2020, conducând un guvern de coaliție format din PNL, USR PLUS și UDMR.

#### Guvernul Nicolae Ciucă
Nicolae Ciucă a devenit prim-ministru al României pe 25 noiembrie 2021, după o criză politică de 2 luni ca urmare a ruperii coaliției de guvernare PNL-USR-UDMR, Ciucă a fost desemnat de președintele Klaus Iohannis. Pe 25 noiembrie a fost instalat un guvern de coaliție format din PNL, PSD și UDMR.

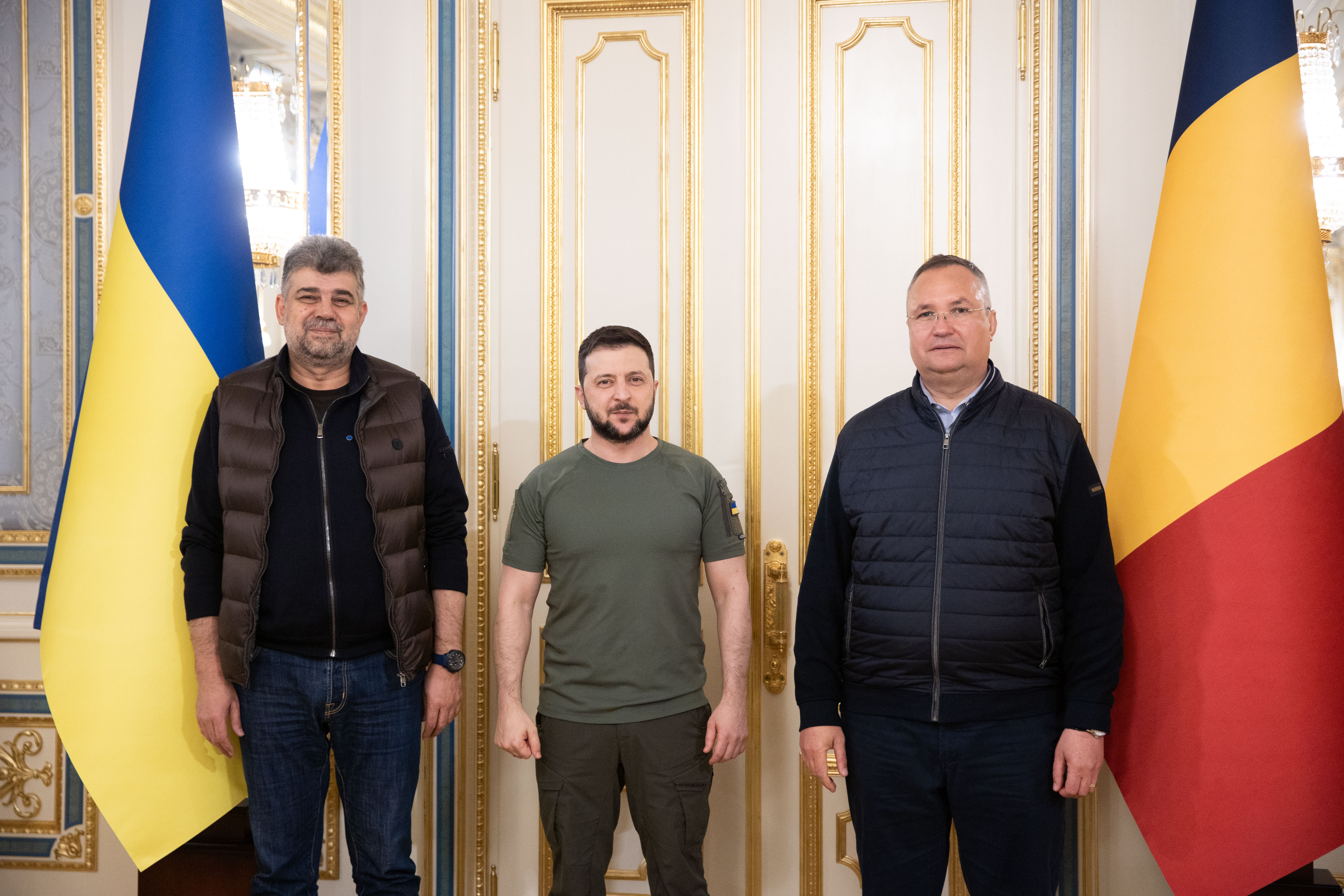
Marcel Ciolacu (stânga) și Nicolae Ciucă (dreapta) se întâlnesc cu Volodimir Zelenski (centru)

Pe 24 februarie 2022, Federația Rusă condusă de Vladimir Putin a invadat și bombardat Ucraina la scară largă. Președintele ucrainean Volodimir Zelenski a cerut ajutor internațional din partea aliaților occidentali pentru a apăra democrația și suveranitatea teritoriului ucrainean.
SUA, Marea Britanie, Franța, Germania, Polonia și România s-au implicat imediat cu ajutoare umanitare, financiare și umanitare pentru Ucraina și au impus sancțiuni financiare regimului de la Kremlin. Pe 4 aprilie 2022, Zelenski a ținut un discurs în cadrul Parlamentului României.
Pe 19 aprilie 2022, România a anunțat că va reforma legea pentru exportarea armelor și echipamentelor de apărare către statele membre NATO, dar și către Ucraina. 
Pe 26 aprilie, un grup de oficiali români, printre care premierul Nicolae Ciucă și președintele Camerei Deputaților Marcel Ciolacu, s-au întâlnit cu președintele ucrainean la Kiev și i-au promis că va exista mai multă cooperare între România și Ucraina.
Pe 29 aprilie 2022, hackerii ruși au coordonat un val de atacuri cibernetice împotriva site-urilor oficiale guvernamentale ale României.

## România, între europenism și naționalism (2023–prezent)

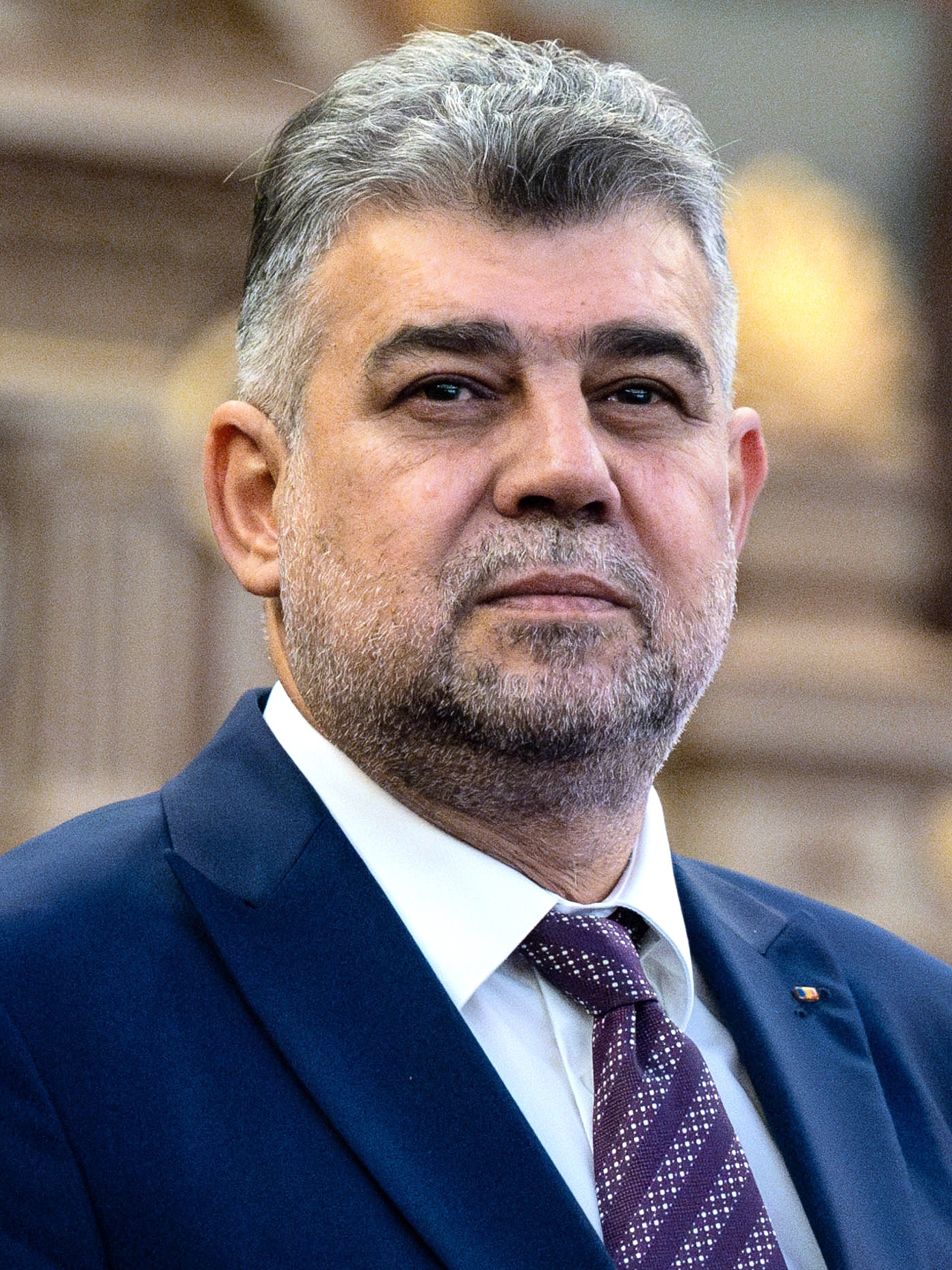
Marcel Ciolacu, prim-ministrul PSD al României (iunie 2023-mai 2025)

Între mai 2023 și mai 2025, România a traversat o perioadă marcată de instabilitate politică, provocări economice și tensiuni sociale între taberele politice pro-europene și cele naționaliste („suveraniste”). 
Pe 15 iunie 2023, social-democratul Marcel Ciolacu a preluat funcția de prim-ministru în urma rotației convenite în coaliția PSD-PNL-UDMR. Din cauza unor neînțelegeri, UDMR a refuzat să mai facă parte din coaliția de guvernare și a decis intrarea în opoziție. Guvernul Ciolacu a fost învestit cu 290 de voturi în Parlament. 
Guvernarea Ciolacu I a fost marcată de mai multe scandaluri:
- Exploziile de la Crevedia: tragedia s-au petrecut la o stație GPL ilegală din Crevedia (județul Dâmbovița) pe 26 august 2023, rezultând 5 morți peste 50 de răniți – cazul a scos la iveală corupția locală și lipsa controalelor după reacția tardivă a guvernului;[37]
- Scandalul „Azilele groazei” pe 4 iulie 2024, procurorii DIICOT au descins asupra a trei centre pentru persoane cu dizabilități din orașul Voluntari, județul Ilfov, în care s-au descoperit grave nereguli: persoanele cu dizabilități ținute în condiții extrem de murdare, înfometate, ținute sechestrate împotriva voinței lor, bătute și jefuite – ca urmare a reacțiilor din partea presei și a opiniei publice, Gabriela Firea a demisionat din funcția de ministru al Familiei și Egalității de Șanse;[38]
- problema drogurilor: pe 19 august 2023, Vlad Pascu, în vârstă de 19 ani, a condus sub influența a șase tipuri de droguri și a intrat cu mașina într-un grup de pietoni între localitățile 2 Mai și Vama Veche, iar în urma accidentului rutier, doi tineri au murit pe loc, iar alți trei au fost răniți, în timp ce făptașul a fugit de la locul accidentului, fiind găsit ulterior de poliție în Vama Veche, arestat, judecat și condamnat la 10 ani de închisoare pentru ucidere din culpă, vătămare corporală din culpă, conducerea unui vehicul sub influența substanțelor psihoactive și părăsirea locului accidentului; [39]
- dronele rusești în zona Dunării (septembrie 2023 – 2024): s-a raportat prăbușirea unor drone rusești de fabricație iraniană pe teritoriul românesc, în județul Tulcea, iar guvernul Ciolacu a avut o reacție inițial negatoare, apoi ambiguă, generând critici pentru lipsa de transparență și de reacție fermă;[40]
- Incendiul de la pensiunea Ferma Dacilor (decembrie 2023): incendiul de la pensiunea „Ferma Dacilor” a provocat moartea a 8 persoane, iar investigațiile au relevat că pensiunea funcționa ilegal și era protejată de autorități locale;[41]
- Anularea alegerilor prezidențiale din 2024;

În 2024, România a înregistrat un deficit bugetar de 9,3% din PIB, cel mai mare din UE. 
Marcel Ciolacu și ministerul Muncii condus de Simona Bucura-Oprescu s-au preocupat de recalcularea pensiilor, una dintre cele mai ample reforme ale sistemului public de pensii din România, vizând corectarea inechităților și actualizarea cuantumurilor în conformitate cu noile prevederi legislative.
La 1 septembrie 2024, a intrat în vigoare Legea nr. 360/2023, inițiind procesul de recalculare a pensiilor, care trebuia finalizat până la 1 martie 2025. Procesul de recalculare a fost finalizat, cu o întârziere de aproximativ opt luni față de termenul inițial. 
Pentru aproximativ 600.000 de pensionari, pensiile au fost ajustate începând cu 1 ianuarie 2025, în urma indexării anuale.  
Mandatul lui Ciolacu ca prim-ministru a fost descris de către opoziție ca fiind iliberal sau chiar autoritar, fiind acuzat că a limitat libertatea presei   . De asemenea, a fost acuzat de gestionare economică defectuoasă: 
- România a atins cel mai mare nivel al datoriei externe;
- Inflația a ajuns la 7,3% – cea mai mare din Uniunea Europeană, unde media era 3,1%, și a doua din Europa după Turcia (în februarie 2024);[46] [47]

În Indexul Democrației The Economist în 2024, România a fost retrogradată din „democrație defectuoasă” la regim hibrid, devenind singurul stat UE cu acest statut. În mai 2015, a izbucnit un scandal mediatic după ce a apărut o fotografie din 1995 în care Ciolacu apare alături de Omar Hayssam, condamnat în 2007 pentru organizarea răpirii a trei jurnaliști români în Irak. Cei doi au participat împreună la o partidă de vânătoare organizată de Direcția Silvică Buzău. S-a dezvăluit și că Hayssam i-ar fi împrumutat lui Ciolacu 20.000 RON la începutul anilor 2000. Ca urmare, Victor Ponta l-a demis pe Ciolacu din funcția de consilier onorific al prim-ministrului.

### Criza politică din 2024–2025: Anularea și reluarea alegerilor prezidențiale
Pe 9 iunie 2024, românii au fost chemați la urne pentru a-și alege reprezentanții în administrația locală și în Parlamentul European. Alianța PSD-PNL a obținut 48,55% din voturi, câștigând 19 din cele 33 de mandate europarlamentare alocate României. AUR a obținut 14,93% din voturi, asigurându-și 6 mandate. 
Alegerile locale au avut loc concomitent cu cele europarlamentare. Alianța PSD-PNL a dominat în majoritatea județelor, în timp ce AUR și-a consolidat poziția, obținând 30 de primării și peste 3.500 de consilieri locali. 
La alegerile prezidențiale din noiembrie 2024, candidații principali au fost:
- prim-ministrul Marcel Ciolacu (PSD), care a susținut o platformă pro-UE și NATO, sprijinirea Ucrainei, dar opunându-se căsătoriilor între persoane de același sex;
- George Simion (AUR): Liderul AUR, cu un discurs naționalist și conservator, s-a opus ajutorului militar pentru Ucraina și a promovat ideea reîntregirii României cu Moldova;
- Elena Lasconi (USR): Primar al municipiului Câmpulung, a pus accent pe lupta împotriva corupției și creșterea cheltuielilor pentru apărare, susținând uniunile civile pentru cuplurile de același sex;
- Nicolae Ciucă (PNL): Președinte al Senatului și fost prim-ministru, a susținut sprijinirea Ucrainei și traseul euro-atlantic;
- Mircea Geoană (independent): Fost secretar general adjunct al NATO și fost lider PSD, a promovat menținerea României în spațiul euro-atlantic, dar s-a remarcat cu gafe controversate;
- Călin Georgescu: candidat independent, fost membru AUR, o figură controversată în peisajul politic românesc, atrăgând atenția prin declarațiile sale și prin strategia de promovare pe platforme precum TikTok. În apariții publice și interviuri, Georgescu a făcut afirmații care au stârnit controverse: a susținut că liderul legionar Corneliu Zelea Codreanu și mareșalul Ion Antonescu au făcut "și fapte bune", a exprimat opinii pro-ruse, criticând NATO și Uniunea Europeană, și a sugerat că România ar trebui să își reconsidere apartenența la aceste organizații, și de asemenea, a promovat teorii conspiraționiste, afirmând că sucurile carbogazoase conțin nanochipuri și că schimbările climatice sunt o "farsă globală"

Georgescu a utilizat intens TikTok pentru a-și promova mesajele, atrăgând un public tânăr și obținând un sprijin semnificativ în mediul online. Campania sa pe această platformă a fost susținută de influenceri și a fost investigată pentru posibile interferențe externe, inclusiv din partea Rusiei. 
Duminică, 24 noiembrie, are loc primul tur al alegerilor prezidențiale în România. Pe locul 1 s-a situat candidatul independent naționalist Călin Georgescu, urmat de Elena Lasconi, candidata USR și primarul municipiului Câmpulung-Muscel. 
Luni, 25 noiembrie, Marcel Ciolacu a demisionat de la președinția PSD, în timp ce Nicolae Ciucă a demisionat de la conducerea PNL, pentru că a obținut cel mai mic scor electoral al liberalilor în ultimii 34 de ani la alegerile prezidențiale: 8,79%.  
Se preconiza o luptă strânsă în turul II între Elena Lasconi și Călin Georgescu, dar pe 6 decembrie 2024, turul al doilea al alegerilor prezidențiale, care a fost programat pentru 8 decembrie, a fost anulat de Curtea Constituțională a României din cauza unor nereguli și suspiciuni de interferență rusă, ceea ce a generat proteste și o criză politică prelungită.
Marcel Ciolacu a revenit asupra deciziei de a demisiona de la șefia PSD și a continuat să rămână în fruntea guvernului după Alegeri parlamentare în România, 2024, organizate la 1 decembrie, chiar de Ziua națională a României.
Conform rezultatelor oficiale, șapte partide au reușit să depășească pragul electoral de 5% și să intre în Parlament:
- Partidul Social Democrat (PSD): 22,68% la Camera Deputaților și 23,10% la Senat;
- Alianța pentru Unirea Românilor (AUR): 17,68% la Cameră și 18,00% la Senat;
- Partidul Național Liberal (PNL): 13,69% la Cameră și 14,56% la Senat;
- Uniunea Salvați România (USR): 11,91% la Cameră și 11,83% la Senat;
- Partidul S.O.S. România (SOS): 7,03% la Cameră și 7,43% la Senat;
- Uniunea Democrată Maghiară din România (UDMR): 6,53% la Cameră și 6,58% la Senat;
- Partidul Oamenilor Tineri (POT): 6,17% la Cameră și 6,10% la Senat;

A fost alcătuit un nou guvern de coaliție PSD-PNL-UDMR, în timp ce Ilie Bolojan a devenit noul lider al PNL și președinte al Senatului. Coaliția de guvernare și partidele minoritare s-au angajat să-l susțină pentru președinția României pe candidatul independent Crin Antonescu, fost lider al PNL și fost președinte interimar al României. 

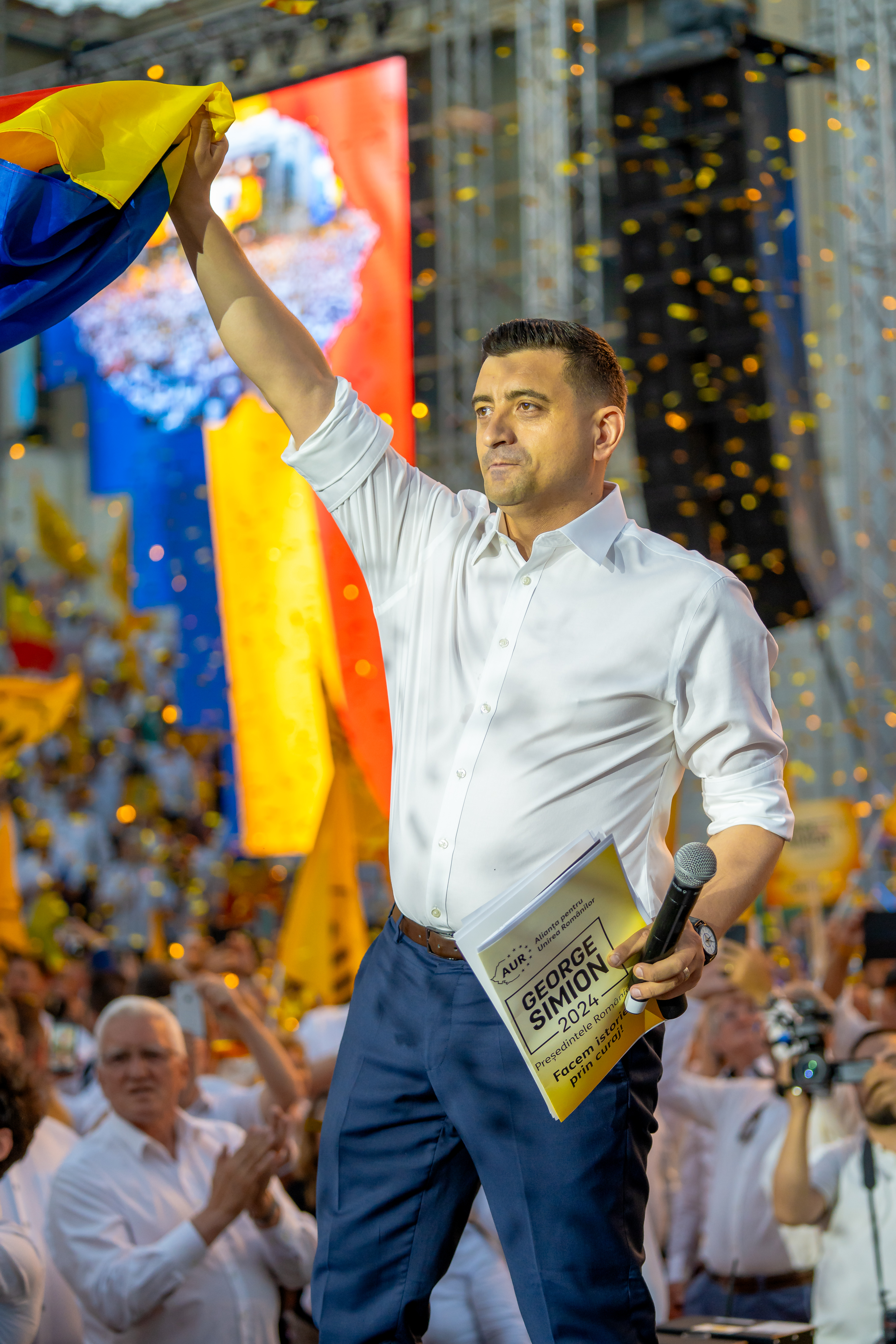
George Simion (AUR)

Pe 16 decembrie 2024, primarul general al Capitalei, Nicușor Dan, care a fost reales pe 9 iunie 2024 pentru al doilea mandat, și-a anunțat oficial candidatura la alegerile prezidențiale din 2025. El a declarat că va candida ca independent și că este deschis la discuții cu partidele pro-europene. 
Pe 12 februarie 2025, președintele Klaus Iohannis a demisionat în urma presiunilor politice, fiind înlocuit temporar de Ilie Bolojan.

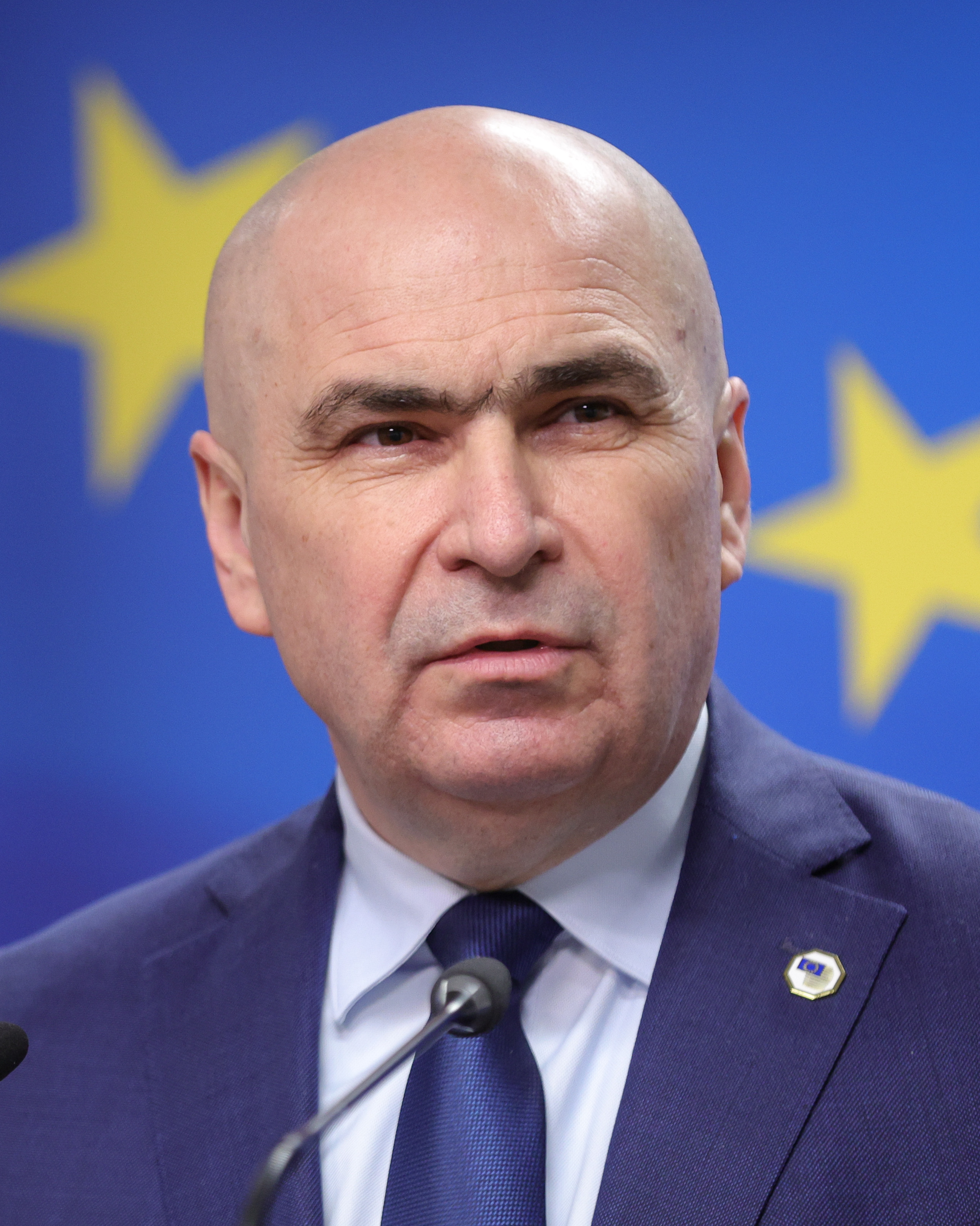
Ilie Bolojan, președintele interimar al României

Campania electorală a fost marcată de decizii controversate ale Curții Constituționale a României (CCR), care au exclus din cursa prezidențială candidați ca Diana Șoșoacă și Călin Georgescu. 

Nicușor Dan, actual președinte al României din 26 mai 2025

Pe 26 februarie 2025, Călin Georgescu a fost pus sub control juridic pentru multiple acuzații: instigare la acțiuni împotriva ordinii constituționale, în formă tentată. fals în declarații în formă continuată privind sursele de finanțare a campaniei electorale și declarațile de avere, inițierea sau constituirea unei organizații cu caracter fascist, rasist ori xenofob, aderarea sau sprijinirea, sub orice formă, a unui astfel de grup, promovarea, în public, a cultului persoanelor vinovate de săvârșirea unor infracțiuni de genocid contra umanității și de crime de război, precum și fapta de a promova, în public, idei, concepții sau doctrine fasciste, legionare, rasiste sau xenofobe.
În urma primului tur al alegerilor, desfășurat pe 4 mai 2025, niciun candidat nu a obținut majoritatea absolută, ceea ce a dus la organizarea unui al doilea tur pe 18 mai 2025, între Nicușor Dan și George Simion. 
Conform rezultatelor oficiale:
- George Simion (AUR): 40,96% (3.862.761 voturi)
- Nicușor Dan (independent): 20,99% (1.979.767 voturi)
- Crin Antonescu (independent): 20,07% (1.892.930 voturi)
- Victor Ponta (independent): 13,04% (1.230.164 voturi)
- Elena Lasconi (USR): 2,68% (252.721 voturi)

Prezența la vot a fost de 53,21%. În urma eșecului candidatului Crin Antonescu de a intra în turul al doilea, Marcel Ciolacu a demisionat din funcția de prim-ministru, ceea ce a dus la prăbușirea coaliției de guvernare. Ministrul de Interne și vicepremierul Cătălin Predoiu a devenit prim-ministrul interimar al României din 6 mai 2025. 
Turul al doilea de pe 18 mai a fost caracterizat de o mobilizare masivă a electoratului, cu o prezență la vot de aproximativ 64,72%, cea mai mare din ultimii 25 de ani. Nicușor Dan a câștigat alegerile prezidențiale cu 53,6% din voturi, în timp ce George Simion a obținut 46,4%.

## Economie
Economia României a crescut de aproximativ șase ori în mărime de la începutul anilor 1990 până în prezent.

## Cultură și religie

### Literatură

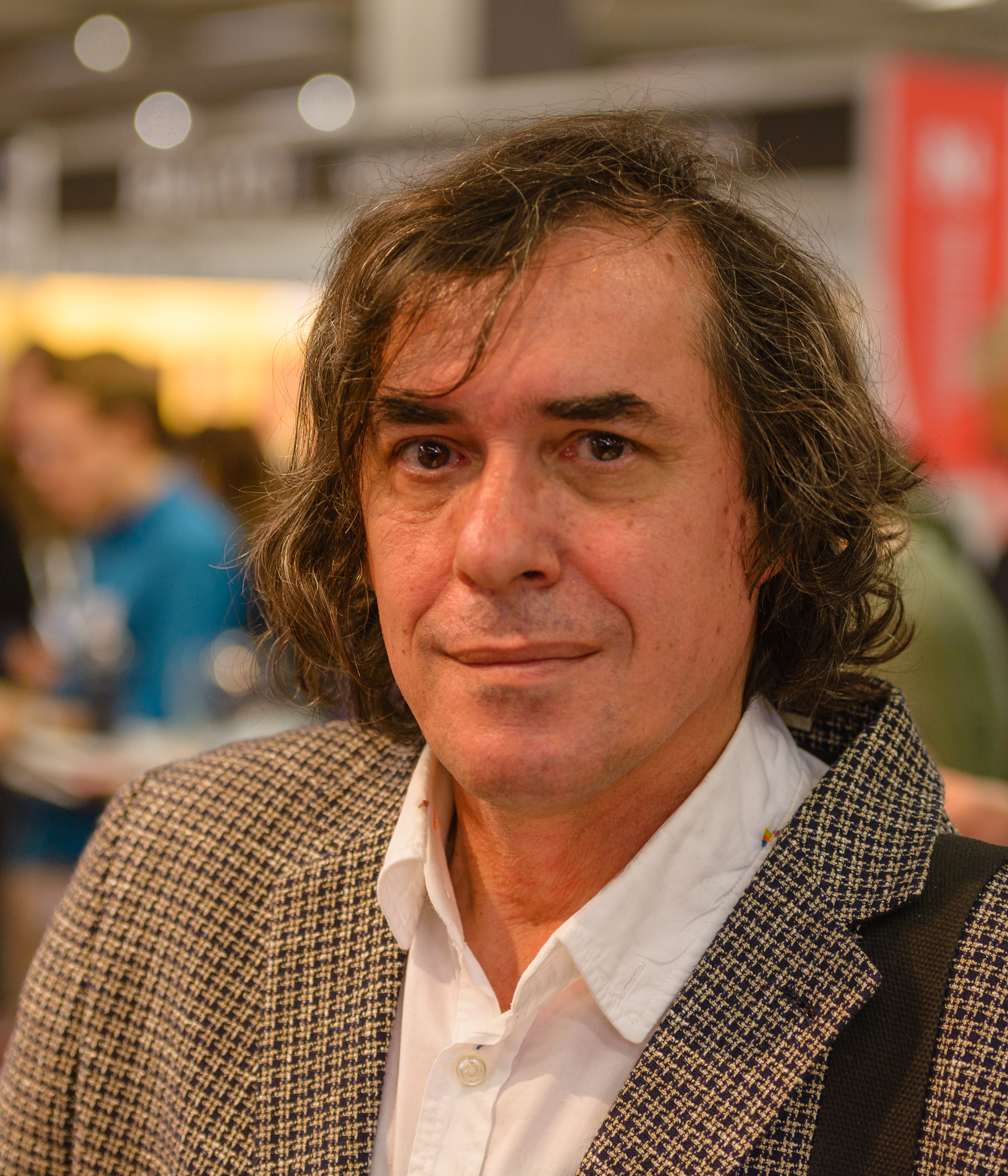
Mircea Cărtărescu

Literatura românească a cunoscut prin prisma liberalizării o recunoaștere internațională. Mircea Cărtărescu a fost unul dintre vocile proeminente ale literaturii post-decembriste că autor multor lucrări precum Levantul și De ce iubim femeile și obținând numeroase premii din străinătate.
Herta Müller, poet și eseist german de origine română a câștigat Premiul Nobel pentru Literatură în 2009, publicând lucrări despre minoritatea germană din Banat și Transilvania. Cea mai populară lucrare a să a fost "Leagănul respirației" care prezența deportarea germanilor din România către gulagurile sovietice sub ocupația rusească.
Alți autori celebri care s-au remarcat pe plan național și internațional au fost Nicolae Breban, Norman Manea, Mircea Nedelciu, Dumitru Țepeneag și Doina Rusti.

### Cinematografie
Prăbușirea comunismului a schimbat și cinematografia românească. Dacă înainte se axa pe filme epice de război și de acțiune cu buget mare acordat de stat, fie filme propagandistice comuniste cu tematică istorică , după anul 1990 s-au produs producții cinematografe independente cu buget mic, axându-se pe teme sociale și povești dramatice, fie producții de comedie suburbană.
Liberalizarea și democratizarea le-a permis românilor să vizioneze producții străine, filmele americane difuzate în cinematografele comerciale 3D având cele mai mari încasări.
Home Cinema a devenit un fenomen răspândit la nivel global, chiar și în România, românii având că opțiuni să vizioneze filme pe posturile de televiziune, să descarce ilegal filme piratate sau să-și facă abonamente plătite la Netflix și HBO GO. În 2001-2002 s-au remarcat la festivalul Cannes producțiile lui Cristi Puiu (Marfă și Banii) și Cristian Mungiu (Occident). În 2005, filmul lui Cristi Puiu, Moartea Domnului Lăzărescu, a abordat tema sistemului medical românesc precar, fiind premiat în festivalul de film de la Cannes. A devenit cel mai premiat film românesc la nivel internațional.
În 2006, Corneliu Porumboiu a câștigat premil "Camera d'Or" pentru filmul A fost sau nu a fost?. În același an producția post-mortem a lui Cristian Nemescu, California Dreamin', cu actorul american Armand Assante în rol principal, a fost premiat la Cannes.
În 2007, Cristian Mungiu a câștigat premiul Palme d'Or la Cannes pentru filmul 4 luni, 3 săptămâni și 2 zile care aborda problema avortului în perioada comunistă.
În 2010, filmul Eu când vreau să fluier, fluier produs de Florin Șerban a câștigat premiul "Jury Grand Prix Silver Bear".
În ultimii ani au fost produse filme ce abordau problemele țăranilor români, producții făcute în alb-negru, că Aferim! sau Moromeții 2.
În anii 1990–2000, românii au urmărit seriale de comedie axate pe umor țărănesc că Vacanță Mare, Garcea, Leana și Costel. După 2000 au devenit populare seriale urbane de comedie precum La Bloc, Mondenii, În Puii Mei sau Trasnitii care a fost cel mai longeviv serial românesc, dar și telenovele românești ca Secretul Mariei sau Narcisa Sălbatică.
Cel mai urmărit serial televizat la ora actuală este Las Fierbinți, un serial de comedie difuzat pe PRO TV din 2012 care prezintă drama unui mic sat din Muntenia care se adaptează la realitățile secolului 21. Seriale românești produse în colaborare cu HBO Europe precum Umbre care prezintă lumea interlopă și Hackerville care abordează infracționalitatea cibernetică au fost difuzate în multe țări europene.

### Muzică

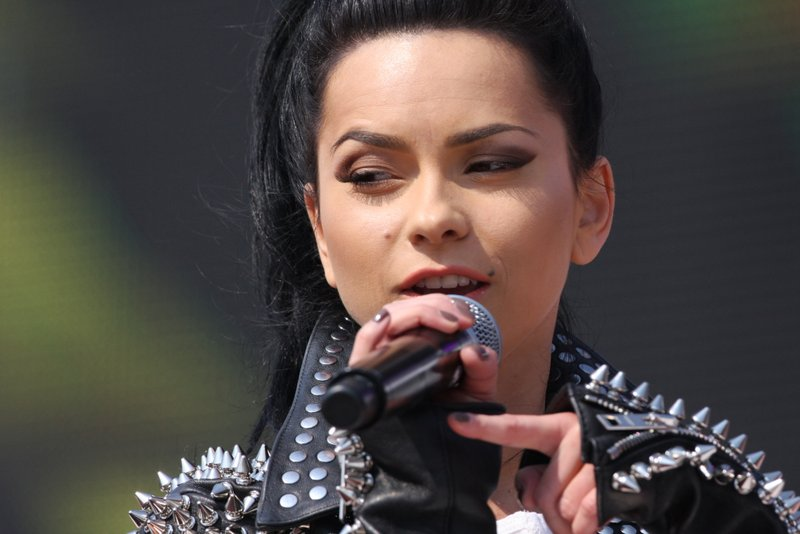
Elena Alexandra Apostoleanu alias Inna
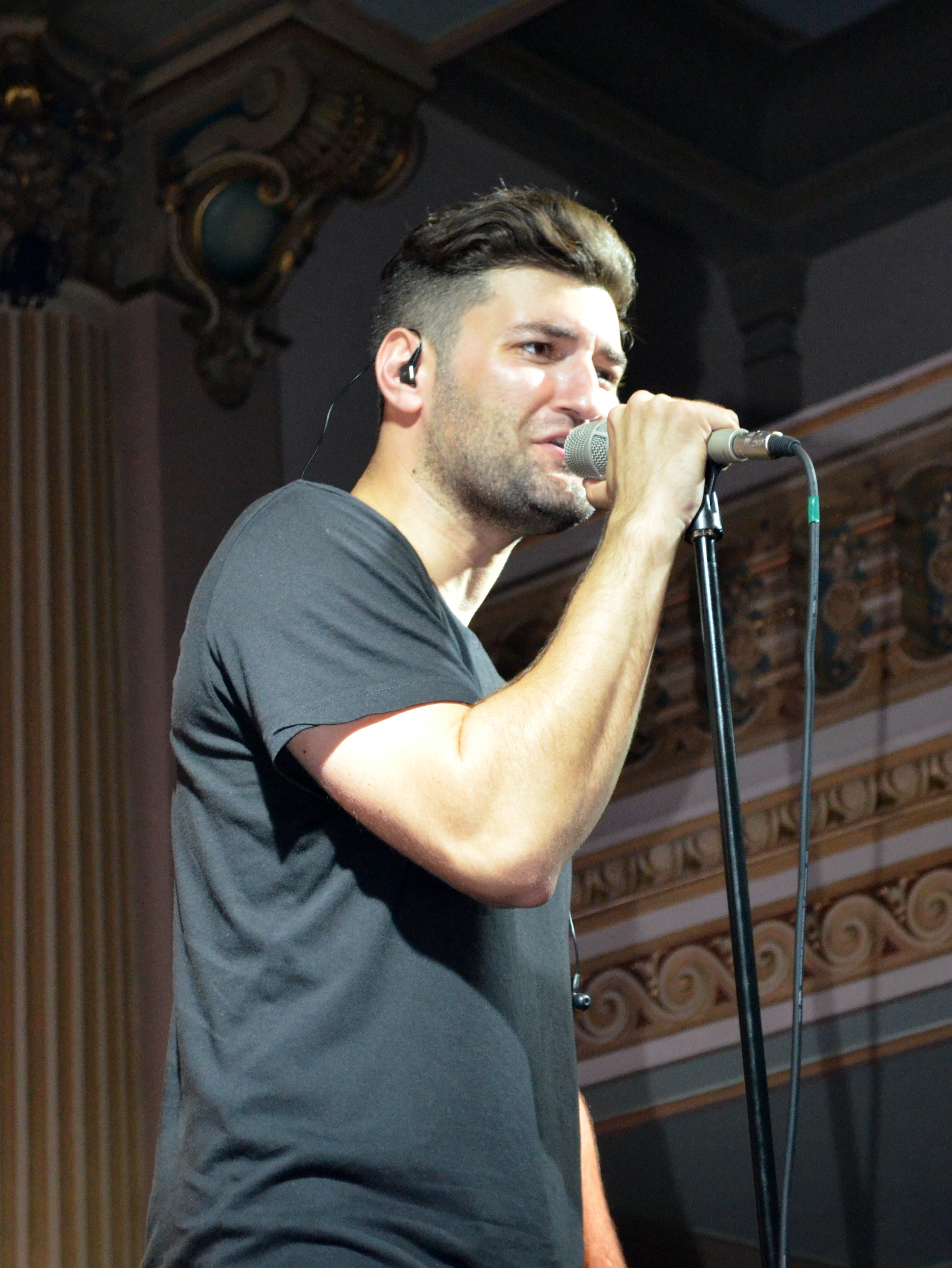
Smiley
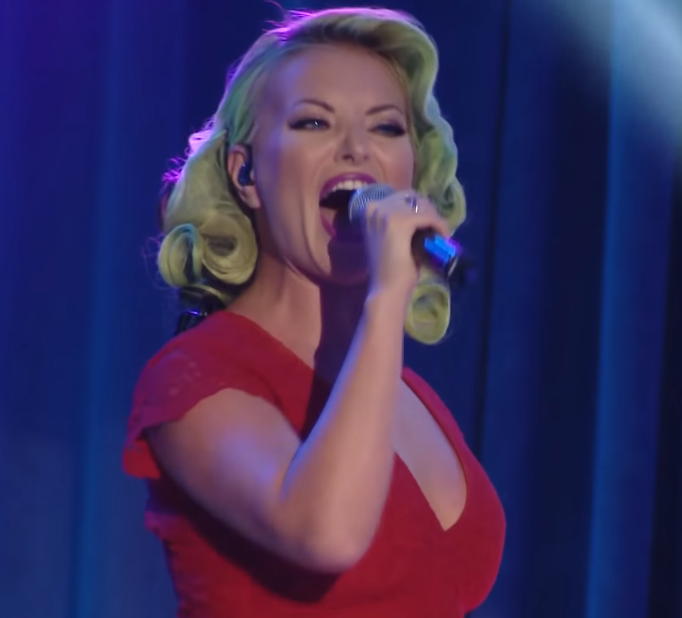
Delia Matache
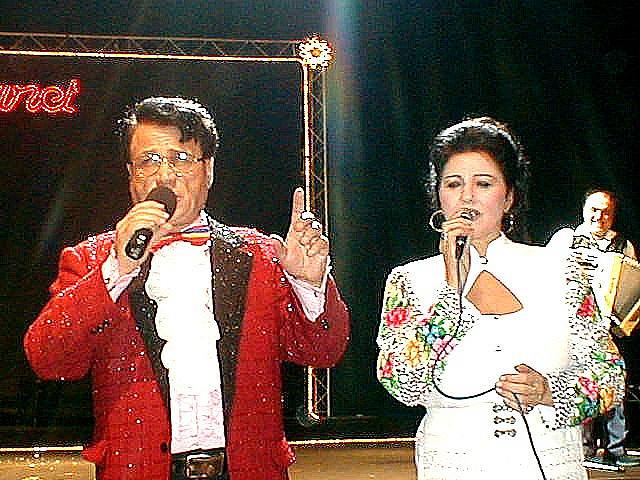
Irina Loghin si Ion Dolănescu

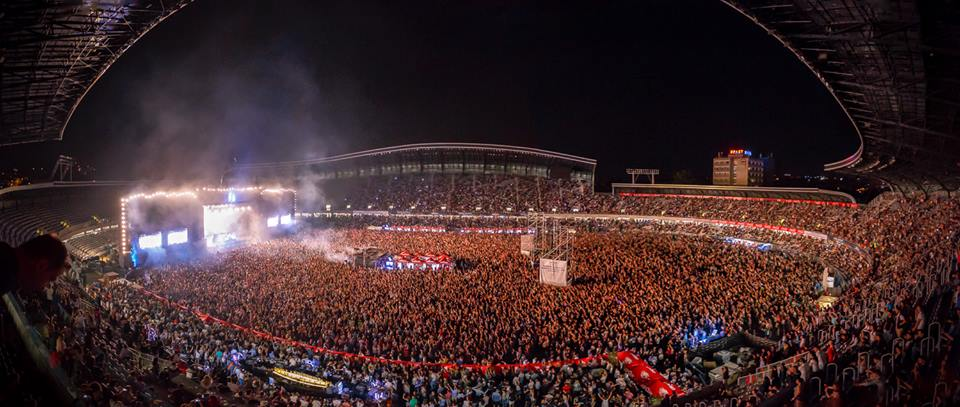
Untold Festival

După revoluția din 1989 și înlăturarea regimului comunist, s-au produs schimbări și pe plan cultural, mai ales în muzică. Genurile muzicale pop și rock după specific american au devenit populare. Libertatea politică și deschiderea culturală au marcat o nouă era pentru muzică rock în România. S-au creat cluburi de rock și s-au ținut concerte și festivale de rock, cu artiști naționali și internaționali.
Odată cu crearea televiziunii independente și stațiilor radio, muzică ușoară a devenit cunoscută sub denumirea de pop. S-au remarcat trupe muzicale că A.S.I.A., Animal X, Blondy, Body & Soul, L.A., 3rei Sud Est, precum și cântăreți de pop-rock că Ștefan Bănică Jr., Holograf, Bosquito, Voltaj, și formații hip-hop că B.U.G. Mafia, La Familia, Paraziții și Că$$a Loco, cântăreți latino că Pepe și bandă electronică Paparude, dar și bande de muzică rock alternativă că Vama Veche, Bere Gratis, Sarmalele Reci , Zdob și Zdub. Artiști ca Inna, Edward Maya, Alexandra Stan, Antonia, Smiley, Delia Matache, David Deejay, Play & Win și Radio Killer au obținut succes comercial imens pe plan național și popularitate internațională. În Republica Moldova s-au afirmat pe plan internațional formații de muzică că O-Zone și Carla's Dreams.
Trupe subterane de dinainte de 1989 includeau trupa new-wave Rodion G.A. alături de trupe rock mai vechi, precum Celelalte Cuvinte și Semnal M. Primele încercări de muzică electronică aparțin compozitorului Adrian Enescu.
Reprezentată de formații precum Vorbire Directă și R.A.C.L.A., muzică hip-hop a obținut rapid succesul mainstream cu formații precum B.U.G. Mafia, La Familia și Paraziții, în ciuda faptului că sunt criticați pentru furnizarea de cuvinte vulgare și teme explicite. Melodiile acestora includ versuri ce combat și critica corupția, manelele (un gen muzical suburban rival), prostia, lipsa de educație, prostituția și alte probleme ce afectează România post-decembristă.
Scenă rock este în prezent împărțită între trupe de metal (precum Negură Bunget și Trooper), outfit-uri rock progresive și indie (byron, Kumm, Robin and the Backstabbers). Există și alte nișe, cum ar fi punk rock (E.M.I.L. Haos, Terror Art) sau post-rock (Valerinne).
Scenă de muzică electronică subterană a fost până în 2010 oarecum unificată de existența festivalului TMBase din Timișoara, reunind DJ-uri și producători din genuri precum drum și bas, breakbeat, dub techno, rock electronic etc. Un rezultat al colaborărilor TMBase este IDM ținuta Makunouchi Bento, care a atras atenția cu materialul lor lansat de Bandcamp.
Trip hop-ul și post-rock-ul au influențat câteva formații precum Margento, dar pop-urile de vis, shoegaze și alte genuri de nișă sunt slab reprezentate. Freak folk este parțial cunoscut datorită succesului compozitorului cântărețului Ada Milea, dar este practicat doar de câteva alte trupe precum Nu & Apă Neagră. Producătorul Minus a încercat să introducă bitpop și, mai recent, chillwave.
DJ-urile Dubstep au început să apară, deși cu genul i-a fost asociată și trupa R.O.A., care a obținut un succes mainstream datorită liderului Junkyard, fost vocalist în Șuie Paparude. Cel mai mare festival de muzică electronică are loc anual din 2015 la Cluj-Napoca, pe Cluj Arena.
Un alt gen muzical sub-urban care s-a propagat în România post-decembristă a fost Maneaua, muzică lăutărească țigănească de inspirație turco-balcanică. Popularitatea genului a crescut la finalul aniilor 90-începutul aniilor 2000'. Stilul a fost reprezentat de muzicieni ce se adresa publicului slab educat, melodiile acestora fiind axate pe sex, îmbogățire pe cale ușoară, dușmani, prostituție, grătare, șmecherie, chiar și pe instigare la infracționalitate. Cele mai populare bande au fost Azur, Albastros, Generic, Miracol C, Odeon, Real B și Tomis Junior, iar cei mai populari cântăreți au fost Guță, Florin Salam, Adrian Minune, Narcisa, Denisa Manelistă, Adi de la Vâlcea și Dani Mocanu.
Manelele au fost interzise în câteva orașe că Timișoara, precum și în transportul public, taxiuri și festivaluri.
Anii 1990 au dus la un nou val de schimbări în societate și în culturile de masă a dus la apariția unui subgen al muzicii populare, pentru care se folosește frecvent apelativul de „muzică etno”. Cu toate că popularitatea să e în scădere, neavând popularitate în rândul tineretului milenial, încă se desfășoară concerte și festivaluri de muzică populară, majoritatea în format televizat.

### Religie

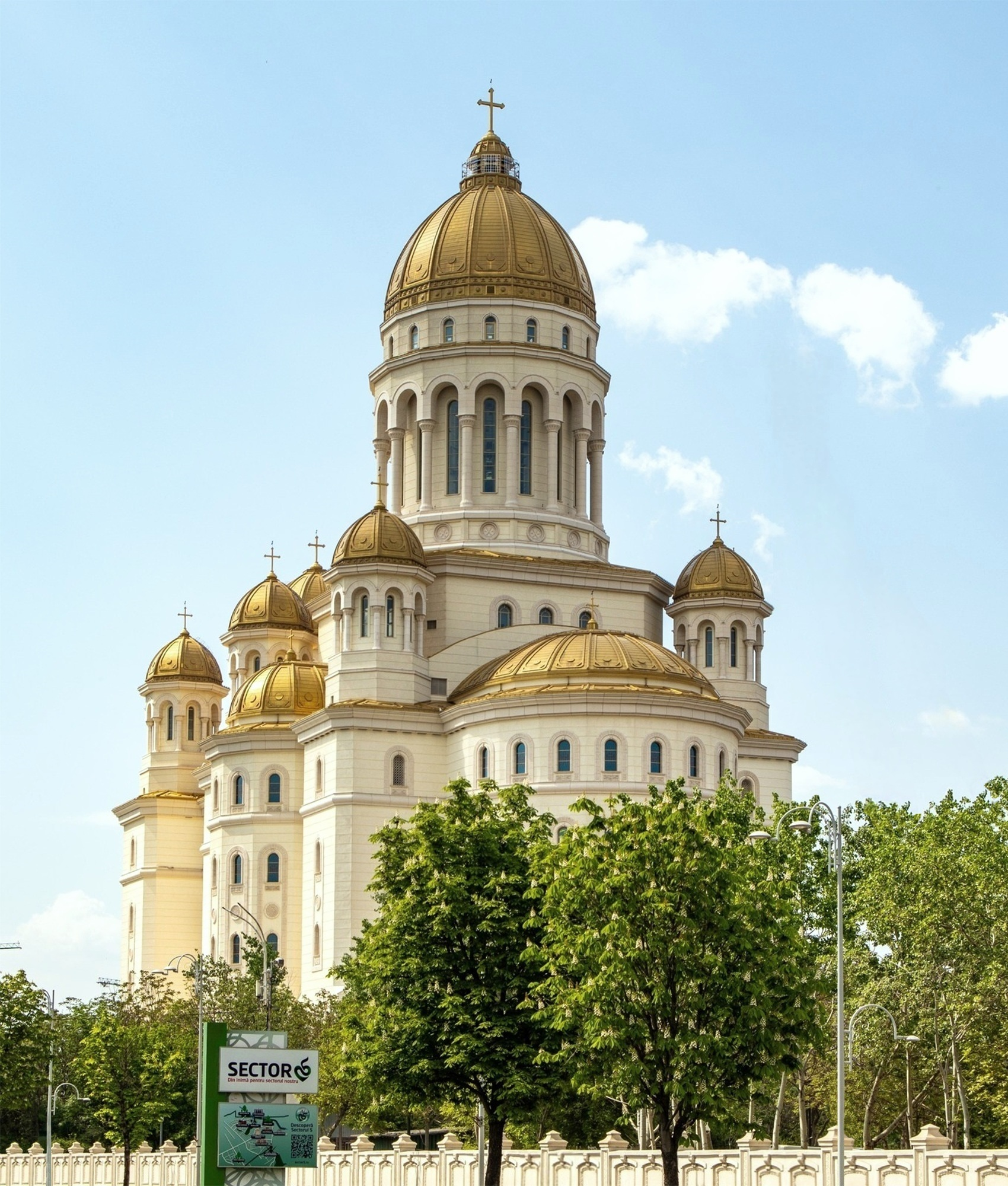
Catedrala Mântuirii Neamului în București, aprilie 2025

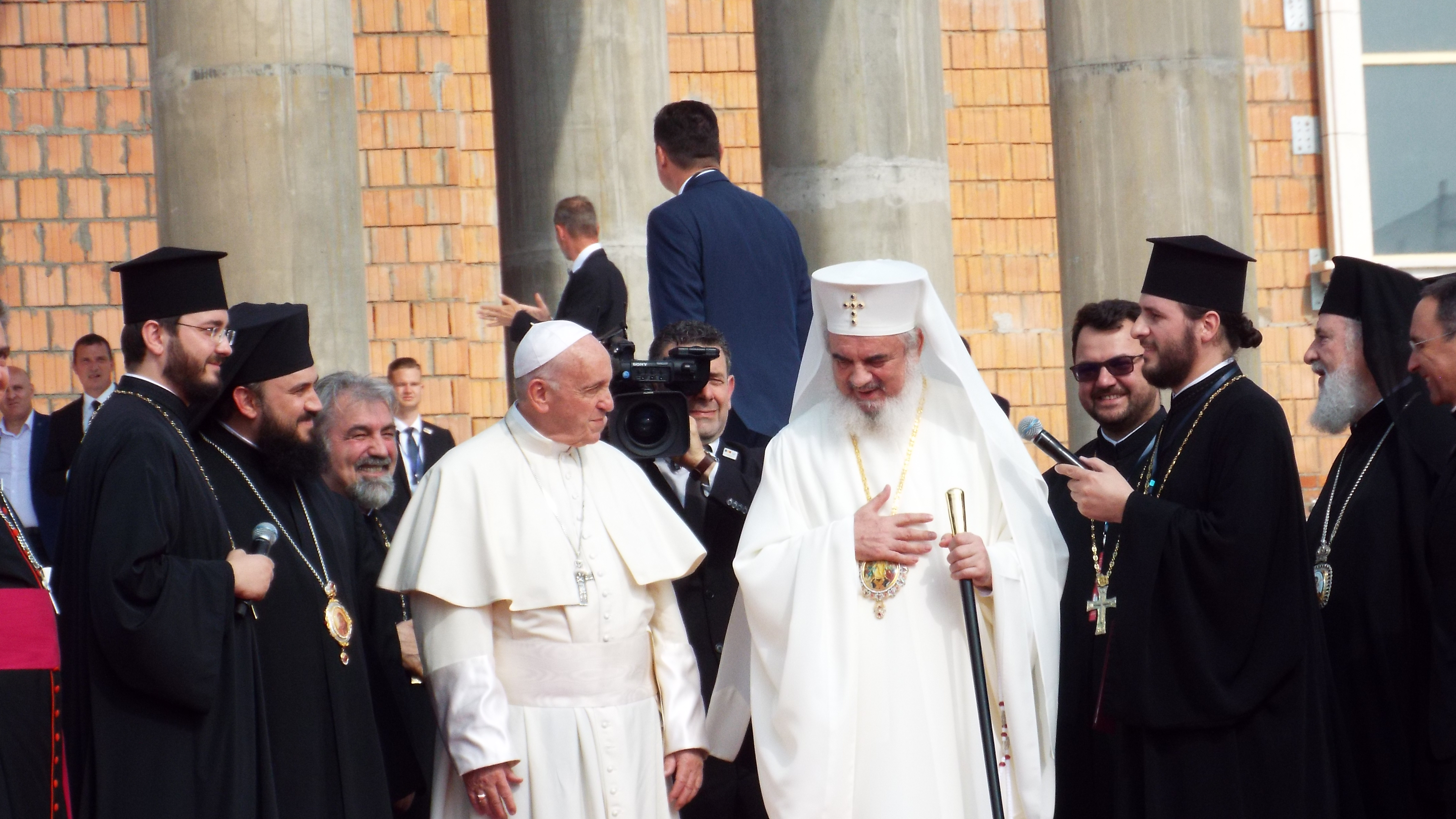
Papa Francisc (stânga) vizitând România și Patriarhul Daniel (dreapta), 31 mai 2019

În perioada comunista, regimul ceaușist exercita un control semnificativ asupra Bisericii Ortodoxe Romane și monitoriza din aproape activitatea religioasa, promovând ateismul în rândul populației, iar preoți dizidenți și teologi ca Arsenie Boca erau persecutați, deportați, încarcerați sau uciși. În perioada de după revoluție, Bisericii Ortodoxe, dar și Bisericii Romano-Catolice, bisericilor protestante și celor neoprotestante, cat și adepților acestora, li s-au permis libertăți sporite, garantate de statul roman. Orele de religie au fost introduse în școli, sărbătorile religioase precum Crăciunul și Pastele au fost reinstaurate ca zile libere de sărbători legale, iar bisericile chiar au primit ajutor de la stat și scutiri de impozite. Mănăstirile și bisericile vechi au fost renovate, restaurate și conservate ca lăcașuri de cult pentru pelerini din toată lumea. Abia după 2010 s-a emis lege ca ora de religie sa nu mai fie obligatorie în instituțiile de învățământ teoretic secular.
Patriarhia romana a căpătat o mare putere locala în România de după 1989, cu toate ca statul roman se pretinde ca este laic. Din 1986 pana în 2007, Arapasu a fost Patriarhul Teoctist al Bisericii Ortodoxe Romane și a promovat educația religioasa în școlile seculare și a fondat seminarii teologice, precum și scoli pentru corul bisericesc, a militat pentru restaurarea monumentelor istorice și religioase și a organizat sistemul de învățământ religios străin. În 1999, Patriarhul Teoctist și președintele României Emil Constantinescu l-au primit pe Papa Ioan Paul al II-lea în România, fiind primul papa care a vizitat o tara ortodoxa din Estul Europei de la Marea Schisma din 1054. Papa a declarat atunci ca cel de-al doilea mileniu creștin a început cu o rană dureroasa pentru unitatea Bisericii creștine, și s-a sfârșit cu restaurarea unității bisericii creștine, punând capăt unui mileniu de conflicte religioase. În 2007, Daniel Ciubotea a devenit noul patriarh al Bisericii după moartea patriarhului Teoctist.
În mai 2019 România a găzduit pentru a doua oara vizita unui papă, Papa Francisc.  
Din 2010 este în construcție Catedrala Mântuirii Neamului, finanțată cu fondurile statului roman, o acțiune aspru criticata de societățile civile și chiar de presa.  
După revoluție au fost atestate numeroase acuzații și condamnări ale unor preoți pentru infracțiuni precum crima comisa din fanatism religios (Cazul Tanacu), pedofilie și abuz sexual (cazul Pohomaci), coruptie (cazul cu Arhiepiscopul Tomisului, ÎPS Teodosie, ulterior achitat), neglijenta (cazuri în care copii au fost aproape înecați la botez de către preoți sau când preoții au împărtășit enoriașii cu linguri folosite și neigienizate), inclusiv acuzații pentru colaborarea cu Securitatea Comunista (cazul lui IPS Pimen).

### Televiziune și Presă
La revoluția din 1989, televiziunea română a fost prima singura televiziune din lume care a transmis în direct o schimbare de regim politic. După revoluție, era un singur canal deținut de stat, TVR1. În 1994 prin legea 41 din 17 iunie 1994 este înființată Societatea Română de Televiziune, un serviciu public autonom de interes național, independent editorial, prin reorganizarea Radioteleviziunii Române. Prin această lege sunt preluate bunurile și personalul moștenite de la Radioteleviziunea Română și se ia măsura despărțirii celor două instituții separate până în acel moment: radioul și televiziunea.
Atlantic Television, în frunte cu Robin Edwards și Peter Thomas, care includea emisiile din Capital Cities / ABC și canalul canadian CanWest International, s-au asociat cu TVR, radiodifuzorul de stat, pentru a forma Canalul 2 de televiziune. Multe companii de cablu au apărut și au prosperat, oferind 15-20 de canale străine, preluate liber din satelit, la un preț foarte mic (la momentul respectiv 2 dolari), oferind știri de înaltă calitate, divertisment și mai ales filme sau desene animate (Cartoon Network). Canalele difuzate în anii 1990 sunt canale generale din Franța, Germania, Italia, Eurosport (începe sa fie difuzat în limba română în 1997), Duna, DSF, VIVA, VIVA Zwei, MTV, MCM, CMT Europe, TNT, Discovery Channel (subtitrări în limba română din 1997), TLC, Animal Planet (subtitrări în română), Sky News, Sky One, FilmNet, TV1000, NBC Europe, Fox Kids (în română). Primele două companii care au furnizat CATV au fost Multicanal în București și Timiș Cablu în Timișoara, ambele aflate în prezent în afaceri. Multe firme mici, de pornire, au crescut treptat, iar acoperirea a crescut.
În 1993, Antena 1 a fost primul canal de televiziune privat comercial lansat în România, deținut de Antena TV Group fondat de omul de afaceri și politicianul Dan Voiculescu. În 2005 a fost înființat canalul de știri Antena 3, singurul post de televiziune din România afiliat la CNN International. Canalul de stiri a fost recunoscut pentru critica vehementă și constantă la adresa lui Traian Băsescu și a apropiaților acestuia prin prezentarea unor subiecte sensibile privind cazurile de achiziții, afaceri, abuzuri de putere și cazuri de corupție, de asemenea a criticat vehement administrația prezidențială a președintelui Klaus Iohannis și procesele efectuate de DNA asupra politicienilor din PSD acuzați de corupție. De-a lungul existenței sale, Antena 3 a fost criticată și amendată de CNA pentru dezinformare, manipulare, propaganda politica și partizanat în legătură cu politica României, fiind mai orientata spre ideologia social-democrata. 
Pro TV a fost al doilea canal de televiziune privat comercial din România, lansat la 1 decembrie 1995. Prima transmisie a început la 1 decembrie 1995, la ora 19:00, lansarea fiind prezentată de Andreea Esca, în cadrul Știrile Pro TV. PRO TV, alături de alte canale surori ca PRO Cinema, PRO Arena și ACASĂ TV din grupul Media PRO (fondat de omul de afaceri Adrian Sîrbu) sunt deținute de Central European Media Enterprise, WarnerMedia si AT&T. Prima TV a fost al treilea canal de televiziune privat lansat în România în 1997, faimoasa pentru "Trăsniții", cel mai longeviv serial romanesc de comedie, și Cronica Cârcotașilor, o emisiune de satira la adresa societatii romanesti.  
În 2000, jurnalistul român Dan Diaconescu a înființat Ocram Television, prescurtat OTV. A fost un post de televiziune foarte controversat, mai ales datorită emisiunii Dan Diaconescu Direct (prescurtat DDD), emisiune care se ocupa de analiza politică a României actuale. Începând din septembrie 2007, OTV a devenit notoriu pentru investigația sa asupra „dispariției” misterioase a avocatului român Elodia Ghinescu, subiect care a fost dezbătut pentru 239 de seri consecutive și a atras un număr semnificativ de spectatori. OTV din 2009 a început sa se inspire după formatul canalului conspiraționist american, Info Wars al lui Alex Jones, difuzând materiale despre teoria conspirației, promovând ideea ca corupția și sărăcia din România sunt provocate intenționat de politicieni și elita oculta mondiala, despre extratereștrii, prevestirea cutremurelor, microcopierea și sfârșitul lumii. În 2010, Dan Diaconescu a fost arestat pentru ca a șantajat un primar, iar după câteva zile de arest, a anunțat că intră în politica și și-a format partid politic - Partidul Poporului, un partid cu doctrina populista și naționalistă de stânga,și s-a poziționat împotriva tuturor partidelor majore ca PDL, PNL și PSD. Dan Diaconescu a pierdut alegerile pentru poziția de deputat din Gorj chiar în fața lui Victor Ponta, iar în 2014 a candidat fără succes la alegerile prezidențiale. În 18 decembrie 2013, Dan Diaconescu a fost condamnat la trei ani de închisoare cu executare pentru șantajarea lui Ion Moț, fost primar al comunei arădene Zărand și a omului de afaceri Paul Petru Țârdea. Pe 22 ianuarie 2013, postul TV a încetat emisia după ce a intrat în insolventa. Între 15 iulie 2014 și 22 septembrie 2014, OTV a fost preluat de România TV între orele 23:00 și 6:00, de luni până duminică. În 4 martie 2015, Curtea de Apel București a hotărât condamnarea definitivă a lui Dan Diaconescu la cinci ani și șase luni de închisoare cu executare, nemaiavând dreptul de a practica jurnalismul până în 2025.  
Realitatea TV, membră a grupului Realitatea-Cațavencu a fost prima televiziune din România dedicată știrilor, înființată în 2001. A apărut în anul 2001 ca un post generalist condus de Silviu Prigoană și s-a reprofilat într-un timp scurt pe transmisia 24 de ore din 24 a programelor informative. Prigoana a vândut televiziunea către Petrom, a ajuns ulterior sub controlul lui Sorin Ovidiu Vîntu, un controversat om de afaceri acuzat de corupție, care a folosit televiziunea pentru a critica politicile lui Traian Băsescu și pentru a favoriza politicile de stânga ale Partidului Social-Democrat. După ce canalul a intrat în faliment în 2011, a ajuns sub controlul altui afacerist controversat, Sebastian Ghiță, iar azi e condusa de Cosmin Gușă.  
Tot în 2001 au fost înființate alte televiziuni de știri ca B1 TV, recunoscut pentru emisiunea "Nașul" prezentata de Radu Moraru. 
O alta televiziune de știri controversata a fost România TV, înființata de către Sebastian Ghiță, când postul de televiziune Realitatea TV, sub noua conducere a lui Elan Schwartzenberg, și-a mutat studiourile pe Șoseaua București-Ploiești, în clădirea Willbrook Platinum. România TV a emis ilegal o perioadă de timp fără a avea licență, încălcând Legea audiovizualului. De-a lungul existenței sale, RTV a fost criticată și amendată pentru dezinformare, manipulare și partizanat în legătură cu politica României, aceasta fiind poziționată spre politica social-conservatoare de stânga a Partidului Social Democrat.  
În 2007 a fost înființat Kanal D România, o televiziune din trustul de televiziune turc Doğan care emite conținut mixt din România.
După 1989 a apărut Consiliul Național al Audiovizualului, o autoritate publică autonomă însărcinată cu apărarea interesului public în domeniul serviciilor de programe audiovizuale (radio, televiziune) și care poate sancționa televiziunile și posturile radio cu atenționări și amenzi. CNA este subordonat Parlamentului României, căruia îi prezintă un raport anual și care numește cei 11 membri ai consiliului pe mandate de câte 6 ani. Printre interdicțiile notabile se afla oprirea postului de televiziune Omega TV în 2002 ca urmare a apariției pe post a unor critici la adresa guvernului lui Adrian Năstase și interzicerea serialului american de desene animate pentru adulți, South Park, în anul 2000. O serie de clipuri muzicale realizate de Paraziții, Voltaj, Laura Andreșan, Ombladon și VERBAL au fost interzise. După emisiunea din 10 septembrie 2002, în care Dan Diaconescu l-a avut ca invitat pe Corneliu Vadim Tudor, CNA a decis retragerea licenței de emisie a postului OTV. 
În 2012, RCS & RDS, un operator de servicii de telecomunicații din România, înființat în anul 1994, a fondat Digi 24, un post de televiziune de știri.  
Cele mai citite ziare din România postdecembrista sunt Adevărul, ziar înființat în 1871, interzis de comuniști în 1951, reapărut în 1989 din ziarul Scânteia, oficios al Partidului Comunist Român, cumpărat în 2006 de omul de afaceri Dinu Patriciu, care a înființat cu acea ocazie trustul Adevărul Holding, în care și-a reunit operațiunile media. Gândul care a fost înființat de jurnalistul și filmologul Cristian Tudor Popescu, cunoscut pentru exprimarea de judecăți tăioase, inechivoce și pesimiste. Cancan, ziar tabloid, lansat de Ioan Radu Budeanu în 2007, și Libertatea, un cotidian național din România fondat în 22 decembrie 1989 de Octavian Andronic, ca „primul ziar liber al Revoluției române", ca urmașul ziarului comunist cu apariție după amiaza, „Informația Bucureștiului”, din 2002 devenind un tabloid de știri mondene și controversate. Alte publicații faimoase sunt Evenimentul Zilei, fondat în 1992 de Mihai Cârciog, Cornel Nistorescu și Ion Cristoiu (autorul primei știri false publicate în 1993, cea despre "găina care a născut pui vii"), Jurnalul Național, Academia Cațavencu sau Kamikaze, ziare de satira, Tricolorul – ziar naționalist fondat de politicianul de extrema dreapta, Corneliu Vadim Tudor, Gazeta Sporturilor, Ziarul Financiar și alte publicații în limba maghiara și germana. 
Cele mai urmărite site-uri online de știri de după 2000 au fost LEVEL, o publicație de știri despre jocuri video și industria gaming-ului, Times News Roman, o publicație de satiră și umor, și HotNews, site de știri generale.

## Societate

### Învățământul
Pe partea de educație, după anul 1989 în România nu a fost o evoluție foarte bună: sistemul de educație de stat nu s-a modificat foarte mult, fiecare dintre foștii miniștri ai educației de după Revoluție a vrut sa aducă ceva unic sistemului de învățământ românesc, dar nu prea a reușit niciunul, în schimb, în marile orașe cum ar fi București au apărut școli private.
Pentru examenele naționale cum ar fi Bacalaureatul sau Evaluarea Națională s-a trecut de la subiecte la prima vedere la subiecte de tip model (modele de subiecte). În special, în cazul examenului de Bacalaureat rata de promovare a început să scadă an de an, lucru observat foarte transparent în anul 2011 când promovabilitatea a fost doar de 45,7%, în acest an introducându-se supravegherea video în cadrul examenului.

### Sistemul medical
Raed Arafat, un medic român de origine palestiniană, născut în Siria, specializat în anestezie-terapie intensivă, care a emigrat în România pentru a studia medicina, în septembrie 1990 a pus bazele Serviciului Mobil de Urgență Reanimare și Descarcerare (SMURD) la Târgu Mureș, devenit ulterior serviciul medical național de intervenție rapidă.

## Informatica și tehnologia
Evoluția informaticii și tehnologiei în România între 1989 și 2025 reflectă o tranziție de la o industrie centralizată, specifică perioadei comuniste, către o economie digitală integrată în peisajul global. Această transformare a fost marcată de inovații tehnologice, reforme educaționale și inițiative de digitalizare atât în sectorul public, cât și în cel privat.
După căderea regimului comunist în 1989, România a început procesul de tranziție către o economie de piață, ceea ce a implicat și restructurarea sectorului IT. În anii 1990, accentul s-a pus pe dezvoltarea infrastructurii informatice și pe formarea resurselor umane în domeniu. Universitățile au adaptat programele de studii pentru a include specializări în informatică și tehnologia informației, pregătind astfel o nouă generație de specialiști. 
Odată cu aderarea României la Uniunea Europeană în 2007, s-au intensificat eforturile de aliniere la standardele europene în domeniul IT. S-au realizat investiții semnificative în infrastructura digitală, iar sectorul privat a cunoscut o creștere accelerată, cu apariția unor companii IT autohtone și atragerea de investiții străine. De asemenea, s-au dezvoltat parcuri tehnologice și incubatoare de afaceri în marile orașe, facilitând inovația și antreprenoriatul în domeniul tehnologic.
În ultimul deceniu, România a făcut progrese semnificative în digitalizarea serviciilor publice și în adoptarea tehnologiilor emergente. Proiecte precum cloud-ul guvernamental și platformele de e-guvernare au fost implementate pentru a eficientiza administrația publică. În sectorul privat, companiile românești au adoptat soluții de inteligență artificială, big data și Internet of Things (IoT), contribuind la creșterea competitivității pe plan internațional. De asemenea, orașe precum Cluj-Napoca, Timișoara și Iași au devenit hub-uri tehnologice, atrăgând talente și investiții în domeniul IT.
Evoluția informaticii și tehnologiei în România între 1989 și 2025 a fost marcată de tranziția de la o industrie centralizată la o economie digitală integrată global. Această transformare a inclus dezvoltarea infrastructurii IT, apariția companiilor autohtone și adoptarea tehnologiilor emergente.
În anii '90, computerele personale au devenit accesibile publicului larg, facilitând digitalizarea în diverse sectoare.De la modelele clasice Nokia, România a trecut la smartphone-uri moderne, precum cele de marcă Samsung și Huawei, sau iPhone de la Apple, cu o creștere semnificativă a utilizării acestora în ultimele două decenii.
Și tabletele au câștigat popularitate începând cu anii 2010, fiind utilizate atât în educație, cât și în mediul de afaceri. Au apărut platforme românești dedicate știrilor și recenziilor din domeniul tehnologiei, acoperind subiecte variate de la hardware la software, precum Computer Games.ro, Softpedia, Zona IT, publicațiile Level și CHIP. 
Marketingul digital în România a evoluat de la bannerele simple din anii '90 la campanii complexe de SEO, PPC și social media. Această tranziție a fost impulsionată de creșterea accesului la internet și de dezvoltarea tehnologiei digitale.
Fondată în 2001, eMAG a devenit cel mai mare retailer online din România, extinzându-se și în alte țări din regiune. Compania oferă o gamă variată de produse, de la echipamente IT la electrocasnice și articole pentru casă.